# Ukiyo-e
| Painting of a finely dressed Japanese woman in 16th-century style.                                                     | \| \| \| |
| Colour print of a colourfully made-up Japanese actor making a bold expression with his fingers extended, facing right. | Colour print of a closeup of a heavily made-up mediaeval Japanese woman peering through a translucent comb. |

| Colour landscape print of a group of three walking to the left, forests and a tall mountain in the background. | Colour print of a bird flying near some flowers |

- Mỹ nhân ngoảnh lại nhìn, Moronobu, cuối thế kỷ 17
- Shibai Uki-e, Masanobu, k. 1741–44
- Otani Oniji III, Sharaku, 1794
- Chiếc lược, Utamaro, 1798
- Hara, trạm nghỉ thứ 13 của Năm mươi ba trạm nghỉ của Tōkaidō, Hiroshige, 1833–34
- Chim cu và hoa đỗ quyên, Hokusai, 1828
- Phù thủy Takiyasha và Bộ xương Ma quái, Kuniyoshi, k. 1844

Ukiyo-e (浮世絵 (Phù Thế Hội)) là một trường phái hội họa phát triển mạnh mẽ từ thế kỷ XVII tới thế kỷ XIX tại Nhật Bản. Các nghệ sĩ  thể loại hội họa này sản xuất các bản in và tranh in mộc bản của các đối tượng như những thiếu nữ đẹp; diễn viên kabuki và đô vật sumo; các cảnh trích từ những câu chuyện lịch sử và dân gian; cảnh đẹp du ngoạn và phong cảnh khắp nơi; thực vật và động vật; và kể cả nội dung khiêu dâm. Thuật ngữ ukiyo-e (浮世絵, IPA: [u.ki.jo.e]) dịch ra có nghĩa là "những bức tranh của thế giới hư ảo".
Edo (ngày nay là Tokyo) trở thành nơi đặt trụ sở của chính quyền Mạc phủ Tokugawa vào đầu thế kỷ XVII. Tầng lớp chōnin (thương nhân, thợ thủ công và người lao động), vốn nằm ở dưới cùng của trật tự xã hội, được hưởng lợi nhiều nhất từ sự tăng trưởng kinh tế nhanh chóng của thành phố. Nhiều người mê đắm trong thế giới lạc thú của nhà hát kabuki, kỹ nữ hạng sang và geisha của những khu phố lầu xanh. Thuật ngữ ukiyo ("phù thế") xuất hiện để mô tả lối sống hưởng lạc này. Các bức tranh ukiyo-e được in hoặc vẽ ra của môi trường này xuất hiện vào cuối thế kỷ XVII, và trở nên phổ biến với tầng lớp thương nhân, những người đã trở nên đủ giàu có để đủ khả năng sử dụng những bức tranh nhằm mục đích trang trí nhà cửa của mình.
Sự thành công sớm nhất rơi vào khoảng thập niên 1670, với các bức tranh vẽ và tranh in đơn sắc về những thiếu nữ đẹp của Moronobu. Màu sắc trong in ấn bắt đầu xuất hiện một cách chậm rãi và lúc đầu chỉ được sử dụng cho những đơn hàng đặc biệt. Vào thập niên 1740, các nghệ sĩ như Masanobu sử dụng nhiều bản gỗ (mộc bản) để in các vùng màu. Từ thập niên 1760, thành công của "tranh in gấm" của Harunobu đã dẫn đến việc quá trình sản xuất với đầy đủ màu sắc trở thành tiêu chuẩn, mỗi bản in được thực hiện với nhiều khối. Các chuyên gia đã đánh giá cao các bức chân dung của người đẹp và diễn viên của các bậc thầy như Kiyonaga, Utamaro và Sharaku, những người xuất hiện vào cuối thế kỷ XVIII. Thế kỷ XIX chứng kiến sự tiếp nổi của cặp đôi bậc thầy đáng nhớ nhất về tranh phong cảnh: một nghệ sĩ theo chủ nghĩa hình thức một cách mạnh mẽ là Hokusai, người có tác phẩm Sóng lừng ngoài khơi Kanagawa, một trong những tác phẩm được biết đến nhiều nhất trong các tác phẩm nghệ thuật của Nhật Bản; và nghệ sĩ còn lại với phong cách bình lặng, đầy tâm trạng là Hiroshige, được chú ý nhiều nhất với loạt tranh Năm mươi ba trạm nghỉ của Tōkaidō của ông. Sau khi hai bậc thầy này qua đời, và với việc đối lập với sự hiện đại hóa công nghệ và xã hội, là những hệ quả của cuộc Minh Trị Duy tân năm 1868, việc sản xuất ukiyo-e bước vào thời kỳ suy yếu mạnh.
Một số nghệ sĩ ukiyo-e chuyên vẽ tranh, nhưng hầu hết các tác phẩm còn tồn tại là tranh in. Người nghệ sĩ hiếm khi tự khắc mộc bản riêng của họ cho việc in ấn; đúng hơn thì việc sản xuất được phân chia giữa nghệ sĩ, người thiết kế các bản in; thợ chạm khắc, người cắt gọt mộc bản; thợ in, người bôi mực và ấn mộc bản lên trên giấy làm thủ công; và nhà xuất bản, người tài trợ, quảng bá và phân phối các tác phẩm. Khi việc in ấn được thực hiện bằng tay, thợ in có thể tạo ra hiệu ứng thực tế với máy móc, chẳng hạn như sự pha trộn hoặc phân cấp màu sắc trên khối mộc bản in.
Ukiyo-e là trung tâm trong sự hình thành nhận thức về nền nghệ thuật Nhật Bản của người phương Tây trong những năm cuối thế kỷ XIX–đặc biệt là những bức tranh phong cảnh của Hokusai và Hiroshige. Từ thập niên 1870, chủ nghĩa Nhật Bản đã trở thành một xu hướng nổi bật và có một ảnh hưởng mạnh mẽ trên các nghệ sĩ theo trường phái Ấn tượng thời kỳ đầu như Degas, Manet và Monet, cũng như các nghệ sĩ theo trường phái Hậu ấn tượng như van Gogh và phong cách Art Nouveau như Toulouse-Lautrec. Thế kỷ XX chứng kiến một sự hồi sinh trong nghệ thuật in tranh Nhật Bản: thể loại shin-hanga ("tân bản hoạ") tận dụng niềm hứng thú với văn hoá phương Tây vào các bản in thể hiện các khung cảnh Nhật Bản truyền thống, và phong trào sōsaku-hanga ("sáng tác bản hoạ") khuyến khích các tác phẩm theo chủ nghĩa cá nhân được thiết kế, khắc mộc bản và in bởi một nghệ sĩ đơn nhất. Các bản in từ cuối thế kỷ XX tiếp tục tồn tại theo một phong cách mang chủ nghĩa cá nhân, thường được tạo ra bằng kỹ thuật được du nhập từ phương Tây.

## Lịch sử

### Thời đại trước khi ukiyo-e xuất hiện
Nghệ thuật Nhật Bản từ thời kỳ Heian (794–1185) đã đi theo hai con đường chính: dòng tranh truyền thống Yamato-e mang tính đề cao văn hoá bản địa, tập trung vào các chủ đề về Nhật Bản, được biết đến nhiều nhất bởi các tác phẩm của các họa công thuộc họa phái Tosa; và dòng tranh kara-e lấy cảm hứng từ Trung Quốc được thể hiện trong một số phong cách, chẳng hạn như tranh thủy mặc đơn sắc của Sesshū Tōyō và các môn đồ của ông. Tranh của họa phái Kanō kết hợp các đặc trung của cả hai dòng.
Từ xa xưa, nền nghệ thuật Nhật Bản đã nhận được sự trợ giúp từ những người đỡ đầu trong giới quý tộc, các chính quyền quân sự và các thế lực tôn giáo. Cho tới thế kỷ XVI, cuộc sống của những người dân thường không phải là một chủ đề chính của hội họa, và ngay cả khi họ được xuất hiện, các tác phẩm này vẫn là những món đồ xa xỉ được tạo ra cho các samurai cầm quyền và tầng lớp thương gia giàu có. Các tác phẩm sau này xuất hiện dành cho bản thân những người dân thành thị, trong đó có những bức tranh đơn sắc không quá tốn kém về thiếu nữ đẹp và những khung cảnh nhà hát và khu phố lầu xanh. Bản chất được thực hiện thủ công của các bức tranh shikomi-e (仕込絵 shikomi-e) đã hạn chế quy mô sản xuất của họ, một giới hạn đã khiến nó sớm bị vượt qua bởi các thể loại chuyển sang loại hình in mộc bản sản xuất hàng loạt.

Ngắm cây phong ở Takao (giữa thế kỷ XVI) bởi Kanō Hideyori là một trong những bức tranh Nhật Bản sớm nhất kết hợp nổi bật cuộc sống của người dân thường.

Trong suốt một thời gian dài của cuộc nội chiến trong thế kỷ XVI, một tầng lớp của các thương gia có quyền lực về mặt chính trị đã phát triển. Những machishū, tổ tiên của tầng lớp chōnin trong thời kỳ Edo, đã liên minh với triều đình và nắm giữ quyền lực đối với các cộng đồng tại địa phương; sự bảo trợ các loại hình nghệ thuật của họ khuyến khích một sự phục hưng với các loại hình nghệ thuật cổ điển vào cuối thế kỷ XVI và đầu thế kỷ XVII. Vào đầu thế kỷ thứ XVII, Tokugawa Ieyasu (1543–1616) thống nhất đất nước và được bổ nhiệm làm shogun với quyền lực tối cao trên khắp Nhật Bản. Ông củng cố chính phủ của mình tại Edo (ngày nay là Tokyo), và yêu cầu các lãnh chúa phải tập hợp tại đây trong những năm xen kẽ nhau với tuỳ tùng của họ. Những đòi hỏi của một thủ đô đang mở rộng ngày càng thu hút nhiều lao động nam giới từ các vùng thôn quê, do đó số lượng nam giới này đã chiếm gần 70% dân số. Ngôi làng đã phát triển mạnh trong suốt thời kỳ Edo (1603–1867) từ chỉ có 1800 dân tới hơn một triệu dân vào thế kỷ XIX.
Chính quyền Mạc phủ tập quyền đã đặt dấu chấm hết cho quyền lực của machishū và chia dân chúng thành bốn tầng lớp xã hội, với tầng lớp samurai cầm quyền đứng đầu và tầng lớp thương nhân nằm thấp nhất dưới đáy xã hội. Trong khi bị tước đi ảnh hưởng chính trị, tầng lớp thương nhân là những người được hưởng lợi nhiều nhất từ nền kinh tế phát triển nhanh chóng của thời kỳ Edo, và những khu dân cư được cải thiện cho phép nhiều người tìm kiếm những khoảng thời gian thư giãn ở các khu phố lầu xanh—đặc biệt là Yoshiwara ở Edo—và tiến hành thu thập các tác phẩm nghệ thuật để trang trí nhà cửa, điều mà trong khoảng thời gian trước đó nằm ngoài khả năng tài chính của họ. Trải nghiệm của các khu lầu xanh được mở ra cho những người đủ khả năng về mức độ giàu có, văn hoá ứng xử và trình độ hiểu biết.

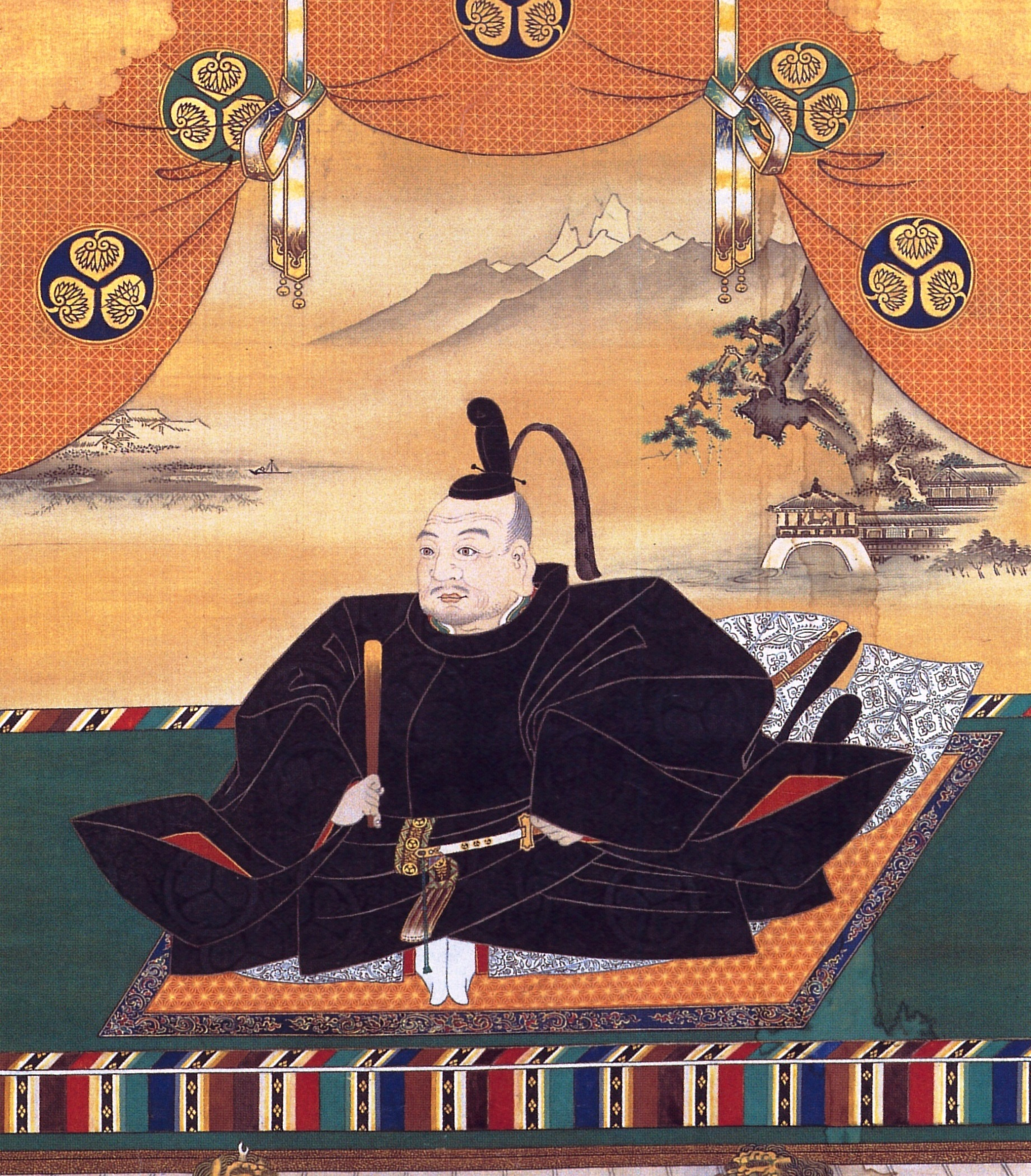
Tokugawa Ieyasu thành lập chính phủ của ông trong những năm đầu thế kỷ XVII ở Edo (nay là Tokyo).
Chân dung Tokugawa Ieyasu, tranh của môn phái Kanō, Kanō Tan'yū, thế kỷ XVII

Nghệ thuật in mộc bản tại Nhật Bản có thể lần theo dấu vết tới Hyakumantō Darani vào khoảng năm 770 SCN. Cho tới thế kỷ XVII, những bản in như vậy được dành cho con dấu và hình ảnh về Phật giáo. Các bản in chữ rời (hoạt bản) xuất hiện vào khoảng năm 1600, nhưng khi hệ thống chữ viết tiếng Nhật cần khoảng 100.000 miếng chữ để in, con chữ khắc bằng tay vào các khối mộc bản tỏ ra hiệu quả hơn. Tại phiên Saga, nhà thư pháp Honami Kōetsu và nhà xuất bản Suminokura Soan kết hợp văn bản in và hình ảnh trong một tác phẩm chuyển thể của Truyện kể Ise (Ise monogatari) (1608) và các tác phẩm văn chương khác. Trong thời Kan'ei (1624–1643), các cuốn sách minh hoạ về truyện dân gian gọi là tanrokubon, hay "sách đỏ xanh" (đan lục bản), là những cuốn sách sản xuất hàng loạt đầu tiên sử dụng hình thức in mộc bản. Các hình ảnh in mộc bản tiếp tục phát triển như một hình thức minh họa cho kanazōshi, thể loại của những câu chuyện về cuộc sống đô thị theo chủ nghĩa khoái lạc ở thủ đô mới. Công cuộc xây dựng lại Edo sau trận Đại hoả hoạn Meireki năm 1657 là thời cơ cho một sự hiện đại hoá của thành phố, và việc xuất bản sách in minh họa bắt đầu phát triển mạnh trong môi trường đang trong quá trình đô thị hóa nhanh chóng.
Thuật ngữ "ukiyo", theo Hán tự là "phù thế" (浮世), có thể được dịch ra là "thế giới nổi trôi" hoặc "thế giới không thực", là một chữ đồng âm khác nghĩa với thuật ngữ Phật giáo cổ (憂き世), tức "thế giới của phiền muộn và đau khổ". Thuật ngữ "ukiyo" về sau đã được dùng với nghĩa chỉ sự "gợi tình" hoặc "hợp thời", và nhắm tới việc mô tả tinh thần hưởng thụ lạc thú tại thời gian này cho những tầng lớp dưới. Asai Ryōi đã tán dương tinh thần này trong cuốn tiểu thuyết Ukiyo Monogatari ("Truyện về thế giới nổi trôi", k. 1661):
"sống chỉ cho hiện tại, thưởng nguyệt, ngắm tuyết, ngắm hoa anh đào, lá phong, ca hát, uống rượu, và giải sầu cho bản thân trong thế giới nổi trôi, không quan tâm viễn cảnh đói nghèo sắp xảy đến, sôi nổi và vô tư, như một quả bầu hồ lô mang theo người với con sông hiện tại: đấy là những gì chúng ta gọi là ukiyo."

### Sự xuất hiện của ukiyo-e (cuối thế kỷ XVII – đầu thế kỷ XVIII)
Các nghệ sĩ ukiyo-e xuất hiện sớm nhất đến từ thế giới của hội họa Nhật Bản. Tranh theo họa phái Yamato-e của thế kỷ XVII đã phát triển một phong cách với các kiểu vẽ viền đối tượng, cho phép các giọt mực được nhỏ giọt trên bề mặt ướt và lan ra phía đường viền—các kiểu vẽ viền này đã trở thành phong cách chủ đạo của ukiyo-e.

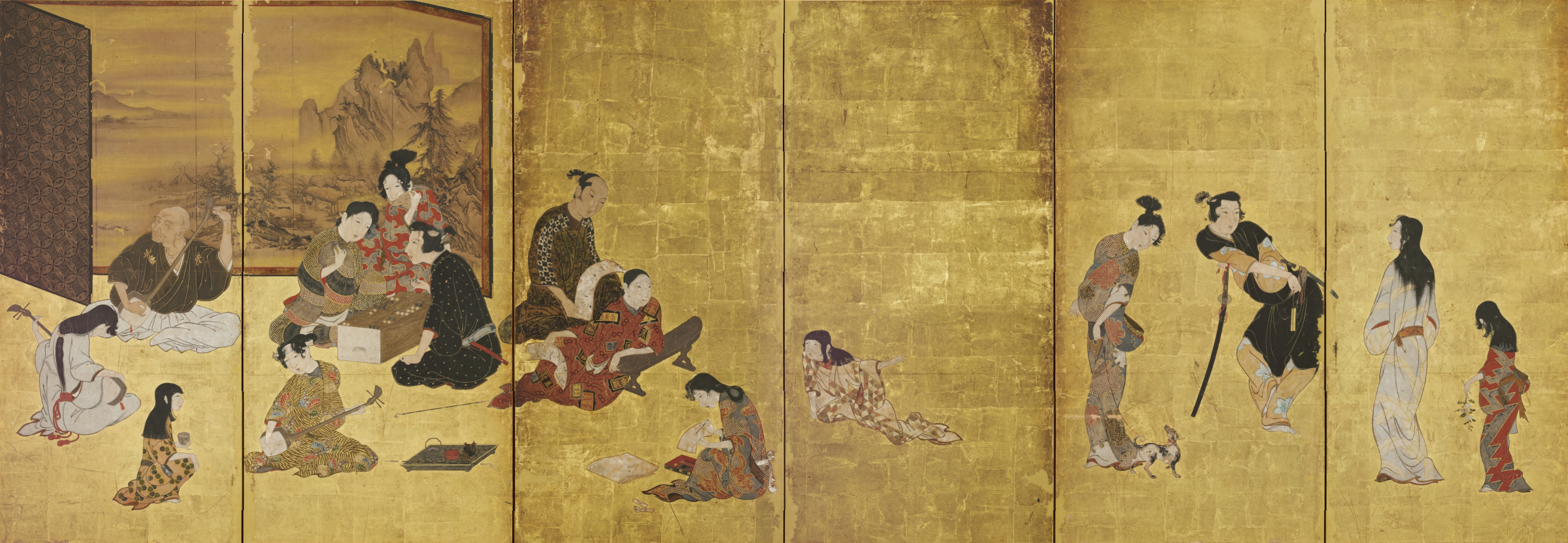
Bức Bình phong Hikone có lẽ là tác phẩm ukyo-e cổ nhất còn tồn tại, có niên đại k. 1624–44.

Khoảng năm 1661, các bức tranh cuộn treo tường như Chân dung người đẹp Kanbun trở nên phổ biến. Các bức tranh của thời đại Kanbun (1661–1673), hầu hết trong số đó là khuyết danh, đánh dấu sự khởi đầu của ukiyo-e như một trường phái độc lập. Các bức tranh của Iwasa Matabei (1578–1650) có một sự giống nhau về cấu trúc đối với những bức tranh ukiyo-e. Các học giả không đồng ý với ý kiến rằng bản thân các tác phẩm của Matabei không rõ có phải là ukiyo-e hay không; các ý kiến khẳng định ông là người sáng lập của thể loại này đặc biệt phổ biến trong số các nhà nghiên cứu Nhật Bản. Đôi lúc, Matabei được ghi danh là nghệ sĩ hoàn thành bức tranh Bình phong Hikone, một bức bình phong gấp byōbu không có chữ ký mà có thể là một trong những công trình ukiyo-e sớm nhất còn sót lại. Bức bình phong được vẽ một cách tinh tế theo phong cách Kanō, và mô tả cuộc sống đương đại chứ không phải là các đối tượng theo quy định của các trường phái hội họa.

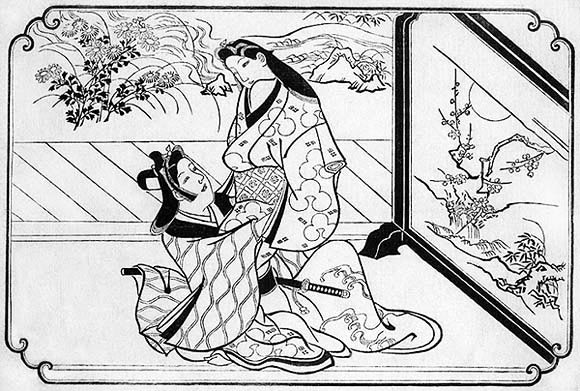
Tranh in mộc bản thời kỳ đầu, Hishikawa Moronobu, cuối thập niên 1670 hoặc đầu thập niên 1680

Để đáp ứng nhu cầu ngày càng tăng cho các tác phẩm ukiyo-e, Hishikawa Moronobu (1618–1694) đã sản xuất ra các bản tranh in mộc bản ukiyo-e đầu tiên. Tới năm 1672, một trong những thành công của Moronobu thể hiện ở việc ông đã bắt đầu ký tên vào tác phẩm của mình—Moronobu là người đầu tiên trong số các họa sĩ minh hoạ làm điều này. Ông là một họa sĩ minh hoạ năng suất, với gia tài vô số các tác phẩm của mình thuộc một loạt các thể loại, và đã phát triển một phong cách minh hoạ có ảnh hưởng đáng kể về chân dung các thiếu nữ đẹp. Một trong những điểm đáng kể nhất trong sự nghiệp của Moronobu nằm ở việc ông bắt đầu sản xuất hình ảnh minh họa, không chỉ cho sách, mà còn là các tranh vẽ đơn bản, những sản phẩm có thể đứng một mình hoặc là một phần của một loạt tranh. Môn phái của Hishikawa thu hút một số lượng lớn các tín đồ, cũng như những họa sĩ học theo phong cách như Sugimura Jihei, và báo hiệu sự bắt đầu của việc phổ biến một loại hình nghệ thuật mới.
Torii Kiyonobu I và Kaigetsudō Ando đã trở thành những đối thủ nổi bật đối lập với phong cách Moronobu sau khi bậc thầy này qua đời, mặc dù họ không phải là một thành viên của môn phái Hishikawa. Cả hai đều loại bỏ chi tiết ở hậu cảnh để tập trung vào các nhân vật con người—các diễn viên kabuki trong các bức yakusha-e của Kiyonobu và môn phái Torii tiếp nối ông, và các kỹ nữ hạng sang trong các bức bijin-ga của Ando và môn phái Kaigetsudō. Ando và các môn đồ của ông đã tạo ra một hình ảnh phụ nữ mang tính rập khuôn, mà thiết kế và tư thế của các thiếu nữ cho phép bản thân chúng có thể được dùng để sản xuất hàng loạt, và sự phổ biến của những hình ảnh này đã tạo ra một nhu cầu về tranh in mà các họa sĩ và các môn phái khác đã tận dụng. Sự tồn tại của môn phái Kaigetsudō và khái niệm "vẻ đẹp Kaigetsudō" nổi tiếng của nó đã bị chấm dứt sau khi Ando bị lưu đày do vai trò của ông trong sự kiện Ejima-Ikushima năm 1714.
Nghệ sĩ người bản địa Kyoto Nishikawa Sukenobu (1671–1750) đã vẽ nên những hình ảnh tinh tế về mặt kỹ thuật của những kỹ nữ hạng sang (oiran). Được coi là một bậc thầy của loại hình chân dung khiêu dâm, ông là chủ thể của một lệnh cấm từ phía chính quyền trong năm 1722, mặc dù người ta tin rằng ông vẫn tiếp tục sáng tác các tác phẩm được lưu hành dưới các tên gọi khác nhau. Sukenobu dành phần lớn sự nghiệp của mình ở Edo, và ảnh hưởng của ông tỏ ra đáng kể ở cả vùng Kantō và Kansai. Các bức tranh của Miyagawa Chōshun (1683–1752) khắc họa cuộc sống đầu thế kỷ XVIII với những màu sắc tinh tế. Chōshun không hề thực hiện bản tranh in nào. Môn phái Miyagawa mà ông thành lập vào đầu thế kỷ XVIII chuyên sáng tác các bức tranh lãng mạn với một phong cách tinh tế hơn trong đường nét và màu sắc so với môn phái Kaigetsudō. Chōshun cho phép tự do biểu cảm hơn trong cách vẽ của các môn đồ, một nhóm mà sau này bao gồm cả Hokusai.

Các bậc thầy ukiyo-e thời kỳ đầu
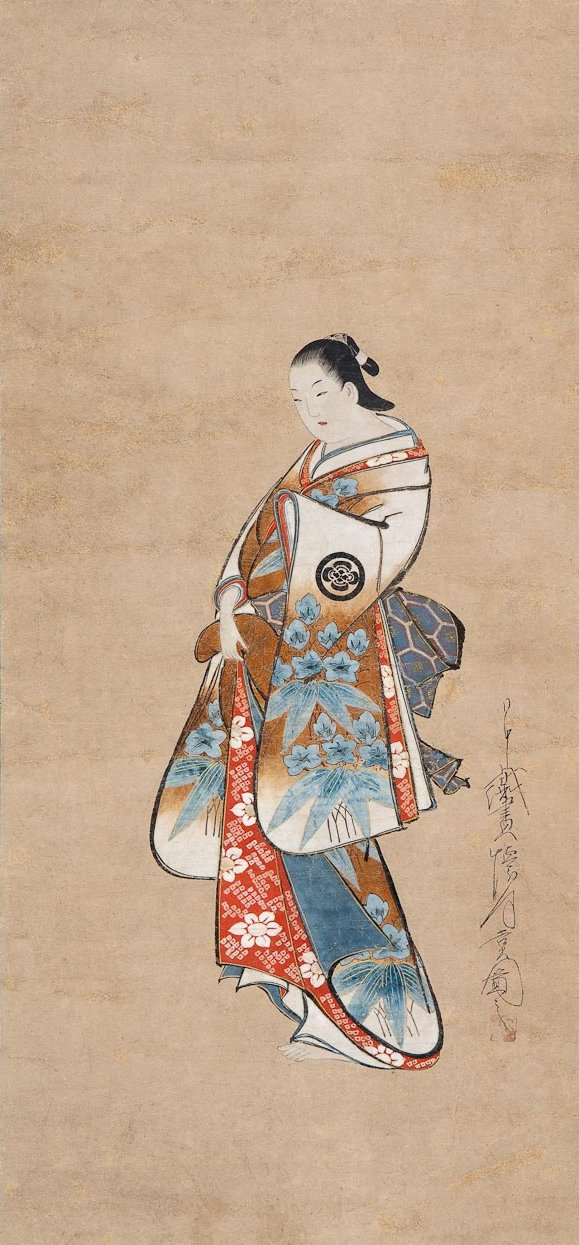
Chân dung đứng của một kỹ nữ hạng sang Tranh vẽ bằng mực tàu và màu trên lụa, Kaigetsudō Ando, k. 1705–10
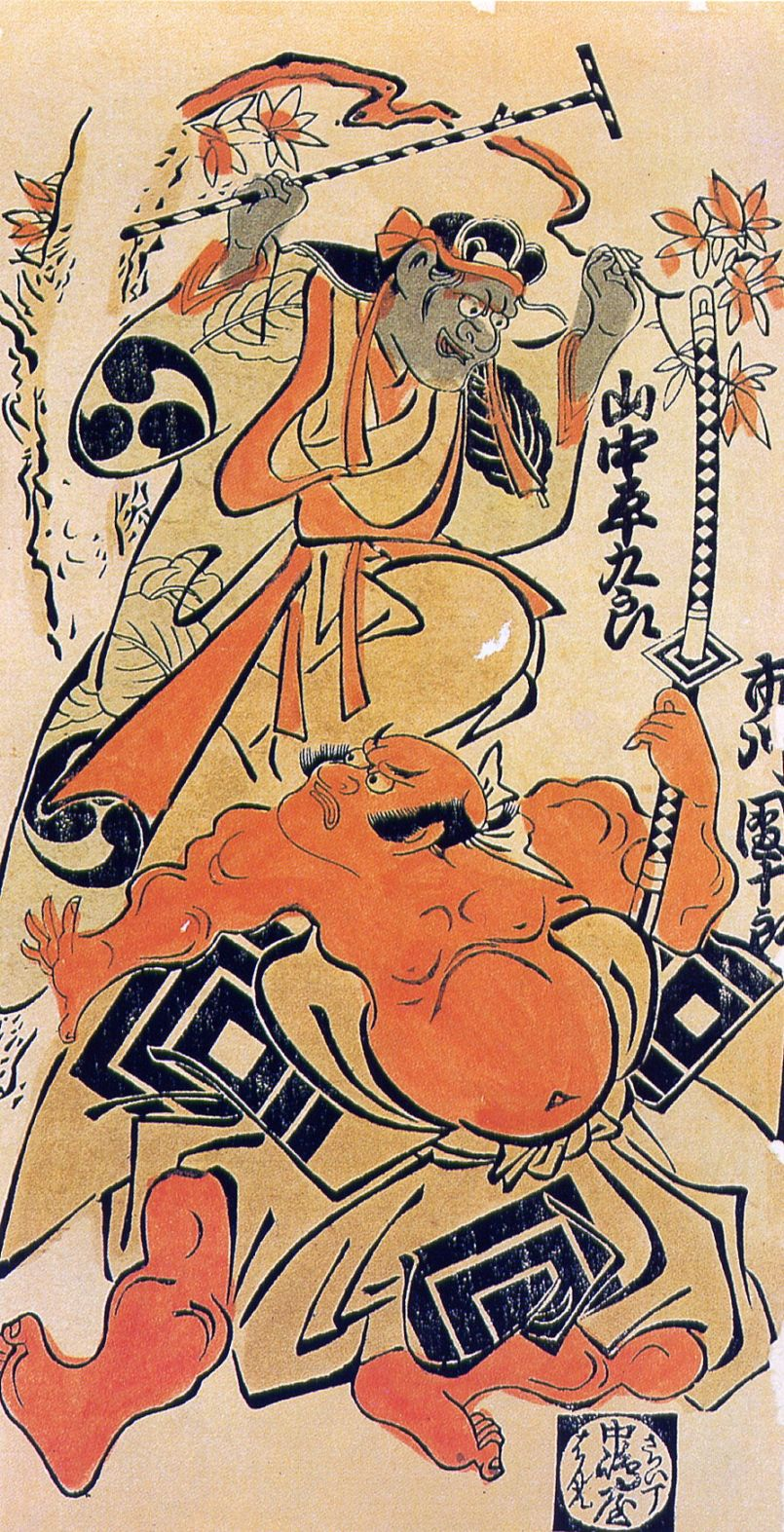
Chân dung các diễn viên Tranh in màu bằng tay Kiyonobu, 1714
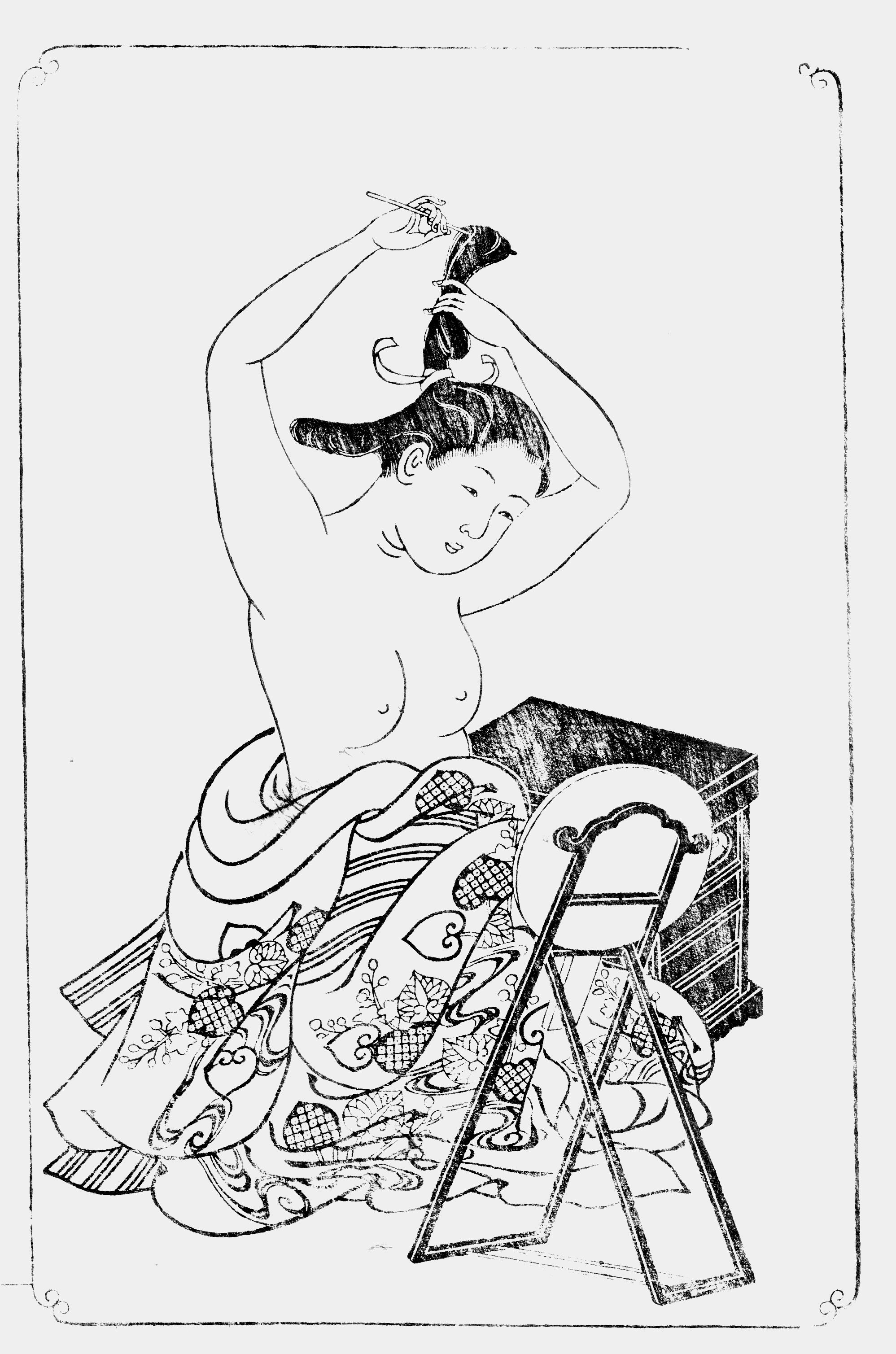
Trang sách in từ Asakayama E-hon Sukenobu, 1739
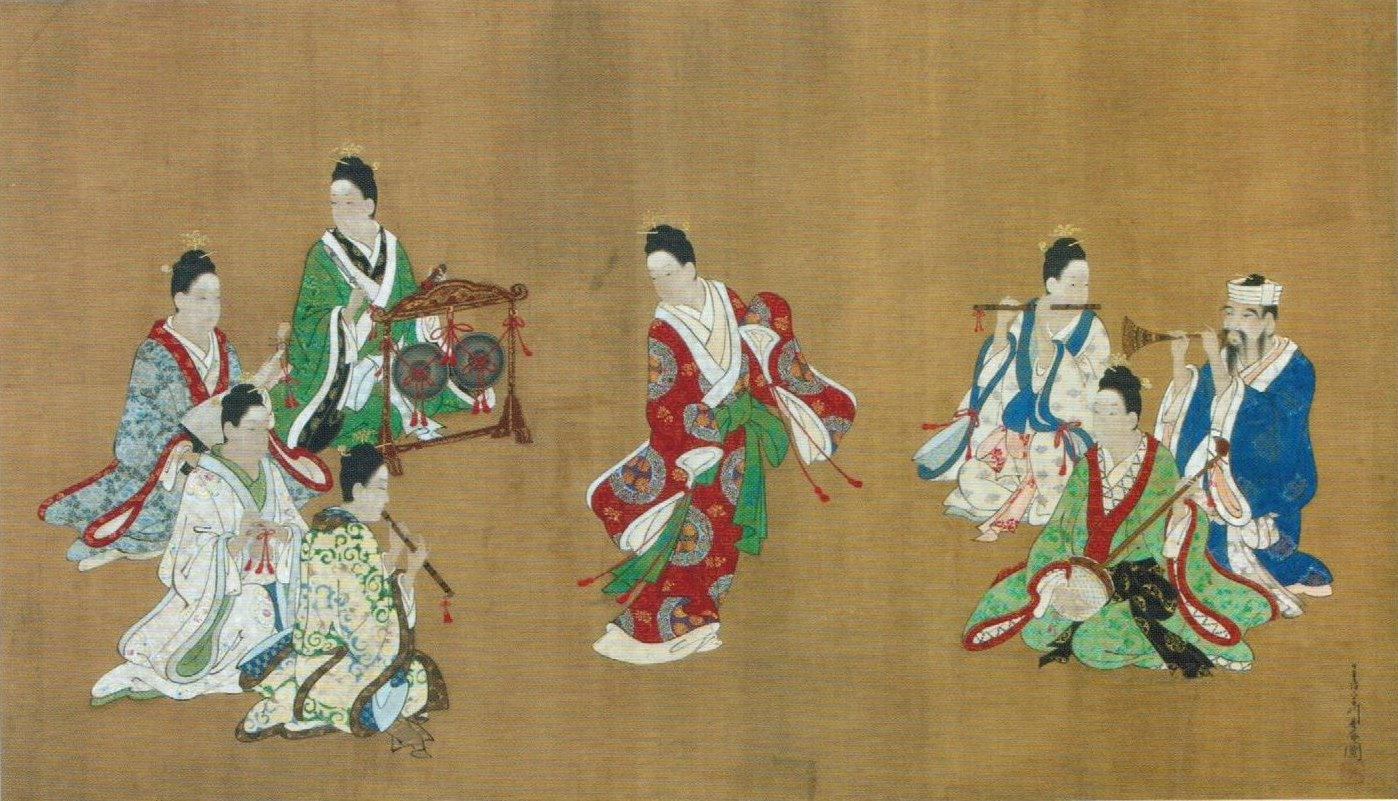
Vũ công và nhạc công Lưu Cầu (Ryukyu) Tranh vẽ bằng mực tàu và màu trên lụa, Chōshun, k. 1718

### Tranh in màu (giữa thế kỷ XVIII)
Màu sắc trong in ấn đã xuất hiện ngay cả trong các bản in và sách in đơn sắc ở thời kỳ đầu, chúng được thêm vào bằng tay cho những yêu cầu đặt hàng đặc biệt. Nhu cầu về màu sắc vào đầu thế kỷ XVIII đã được đáp ứng với tan-e, loại tranh in được vẽ màu bằng tay với màu cam và đôi khi là màu xanh lá cây hoặc vàng. Những bức tranh này được tiếp nổi trong thập niên 1720 với một xu hướng thịnh hành của dòng tranh chuyên được tô màu hồng beni-e và sau này là loại mực giống với màu sơn mài của thể loại urushi-e. Năm 1744, dòng tranh benizuri-e là dòng thành công đầu tiên trong lĩnh vực in ấn có màu, sử dụng nhiều mộc bản—mỗi bản một màu, với những màu dùng sớm nhất là màu hồng beni và màu xanh thực vật.

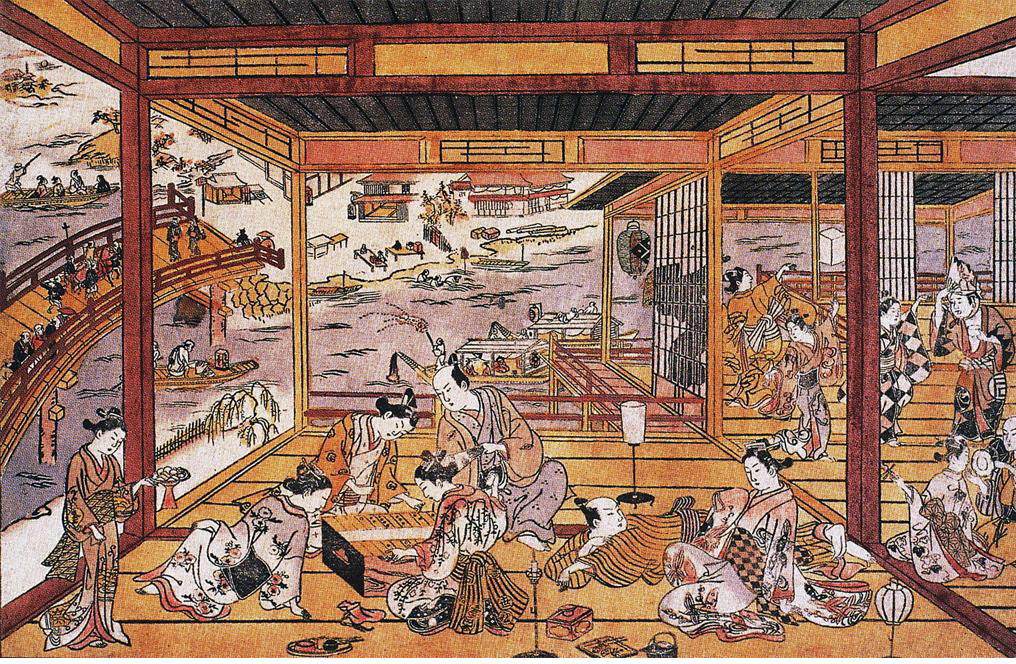
Phối cảnh đồ hoạ theo phong cách phương Tây và sự tăng cường sử dụng màu sắc để in ấn nằm trong số những sáng kiến mà Okumura Masanobu nhận về mình.
Thưởng gió mát bên cầu Ryōgoku, k. 1745

Một người tự khởi xướng lớn, Okumura Masanobu (1686–1764) đóng một vai trò quan trọng trong giai đoạn phát triển kỹ thuật nhanh chóng trong in ấn từ những năm cuối thế kỷ XVII tới giữa thế kỷ XVIII. Ông thành lập một xưởng in vào năm 1707 và kết hợp các yếu tố của các môn phái đương đại hàng đầu trong một loạt các thể loại, mặc dù bản thân Masanobu không thuộc một môn phái nào. Trong số những sáng kiến trong các bức tranh lãng mạn, trữ tình của ông là sự giới thiệu hệ thống phối cảnh đồ hoạ vào dòng tranh uki-e trong thập niên 1740; các bản in hashira-e dài và hẹp; và sự kết hợp của đồ họa và văn học viết trong các bản in ấn bao gồm các bài thơ haiku tự sáng tác.
Ukiyo-e đạt đến đỉnh cao vào cuối thế kỷ XVII với sự ra đời của các bản in đầy đủ màu sắc, kỹ thuật được phát triển sau khi Edo thịnh vượng trở lại dưới thời Tanuma Okitsugu sau một thời gian suy thoái kéo dài. Những bản in màu nổi tiếng này được gọi là nishiki-e, hay "tranh in gấm", khi những màu sắc rực rỡ của họ dường như chịu sự tương đồng từ dòng vải thổ cẩm đất Thục (Shu) nhập khẩu từ Trung Quốc, được biết đến trong tiếng Nhật với tên gọi là Shokkō nishiki. Sản phẩm đầu tiên trở nên nổi bật là các bản in lịch đắt tiền, được in với nhiều khối in trên giấy có chất lượng rất tốt với mực đặc và đục. Những bản in có số của các ngày cho mỗi tháng được ẩn đi trong thiết kế, và được gửi vào năm mới như lời chào mang tính cá nhân, mang tên của người bảo trợ chứ không phải là nghệ sĩ. Các khối cho các bản in sau đó được tái sử dụng cho quá trình sản xuất thương mại, được cạo đi tên của người bảo trợ và thay thế bằng tên của nghệ sĩ.
Các tranh in mang phong cách thanh nhã, tinh xảo, lãng mạn của Suzuki Harunobu (1725–1770) nằm trong số những người đầu tiên thực hiện các thiết kế có màu sắc biểu cảm và phức tạp, được in với số khối lên đến hàng chục khối riêng biệt để xử lý các màu sắc khác nhau và các sắc độ trung gian. Các bản tranh in có giới hạn với nét phong nhã của ông gợi nhớ đến chủ nghĩa kinh điển trong thơ waka và tranh theo trường phái Yamato-e. Một Harunobu bước vào thời kỳ sung mãn giúp cho ông trở thành nghệ sĩ ukiyo-e có ảnh hưởng vô cùng lớn trong thời đại của mình. Thành công của những bức nishiki-e đầy màu sắc của Harunobu từ 1765 dẫn đến một sự suy giảm đáng kể nhu cầu đối với các dòng tranh sử dụng bảng màu hạn chế như benizuri-e và urushi-e, cũng như tranh in được lên màu bằng tay.
Một xu hướng đối đầu với chủ nghĩa duy tâm của các bản in của Harunobu và môn phái Torii đã phát triển sau sự qua đời của Harunobu vào năm 1770. Katsukawa Shunshō (1726–1793) và môn phái của ông tạo ra các chân dung của diễn viên kịch kabuki với việc tuân thủ hơn tới đặc trưng thật sự của người diễn viên, hơn là theo xu hướng lúc bấy giờ. Bộ đôi với một vài tác phẩm cộng tác cùng nhau Koryūsai (1735 – k. 1790) và Kitao Shigemasa (1739–1820) là những tác giả miêu tả phụ nữ nổi bật, những người cũng thúc đẩy ukiyo-e rời xa khỏi sự thống trị của chủ nghĩa lý tưởng Harunobu bằng cách tập trung vào thời trang đô thị hiện đại và tán dương những kỹ nữ hạng sang cũng như geisha trong thế giới thực. Koryūsai có lẽ là một trong những nghệ sĩ ukiyo-e sung sức nhất thế kỷ XVII, và sản xuất một số lượng lớn các bức tranh và loạt tranh in nhiều hơn bất kỳ người tiền nhiệm nào khác. Môn phái Kitao mà Shigemasa lập nên là một trong những môn phái chi phối trong những thập niên cuối của thế kỷ XVIII.
Trong thập niên 1770, Utagawa Toyoharu tạo ra một số bản in uki-e có sự xuất hiện của phối cảnh mà chứng minh một ưu thể của các kỹ thuật phối cảnh phương Tây nhằm thoát khỏi ảnh hưởng từ những người tiền nhiệm trong thể loại này. Các tác phẩm của Toyoharu đã giúp mở ra thể loại phong cảnh như một chủ đề của ukiyo-e, chứ không chỉ đơn thuần là một khung cảnh làm nền cho các nhân vật con người Trong thế kỷ XIX, các kỹ thuật phối cảnh phương Tây được tiếp thu vào văn hóa nghệ thuật Nhật Bản, và được triển khai trong các cảnh quan tinh tế của các nghệ sĩ như Hokusai và Hiroshige, người là một môn đồ của môn phái Utagawa mà Toyoharu sáng lập. Môn phái này đã trở thành một trong những môn phái có ảnh hưởng lớn nhất, và sáng tác các tác phẩm thuộc một số lượng rất lớn các thể loại nhiều hơn bất cứ môn phái nào.

Các tác phẩm ukiyo-e có màu thời kỳ đầu
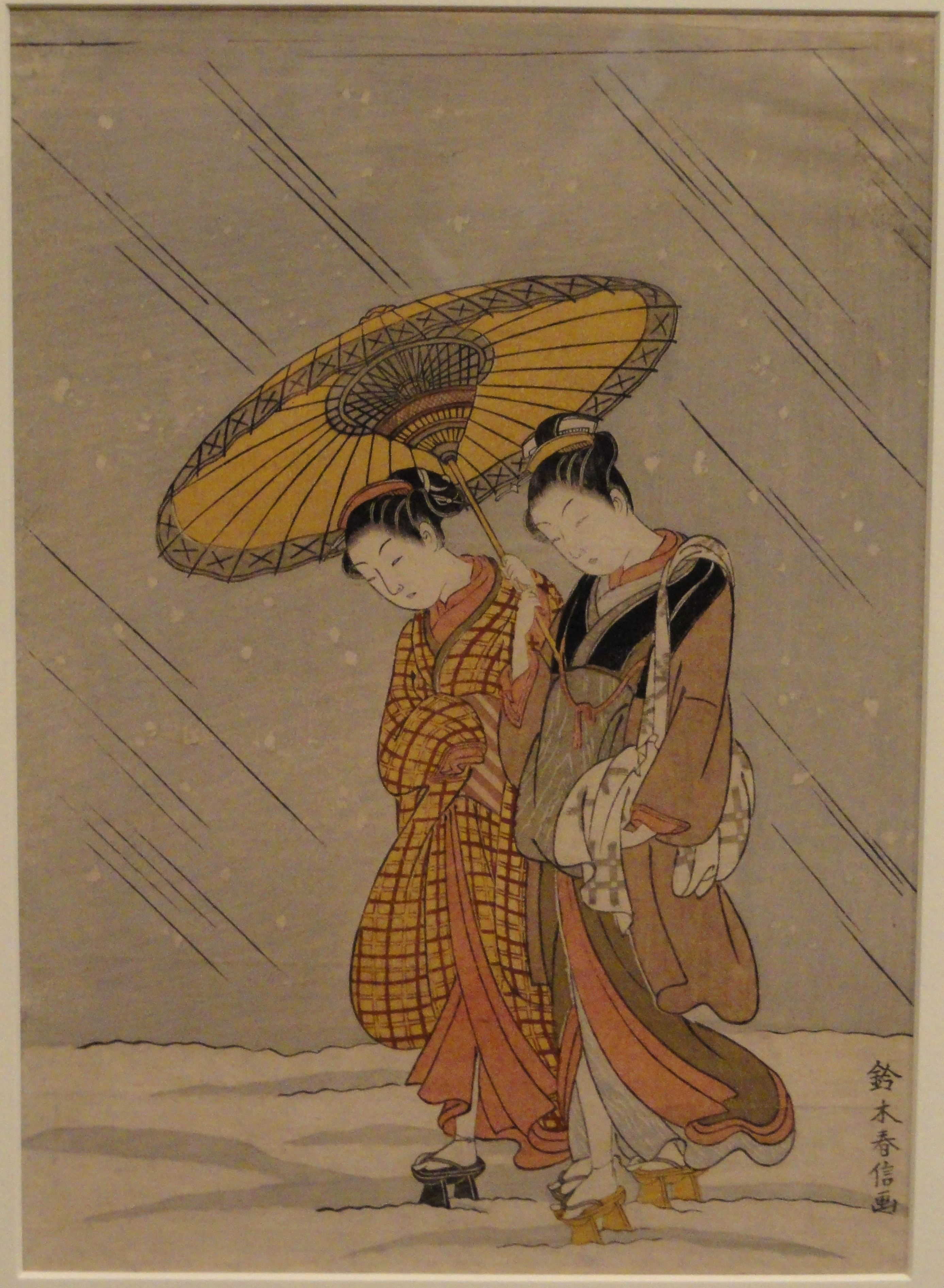
Tình nhân trong cơn bão tuyết Harunobu, 1768
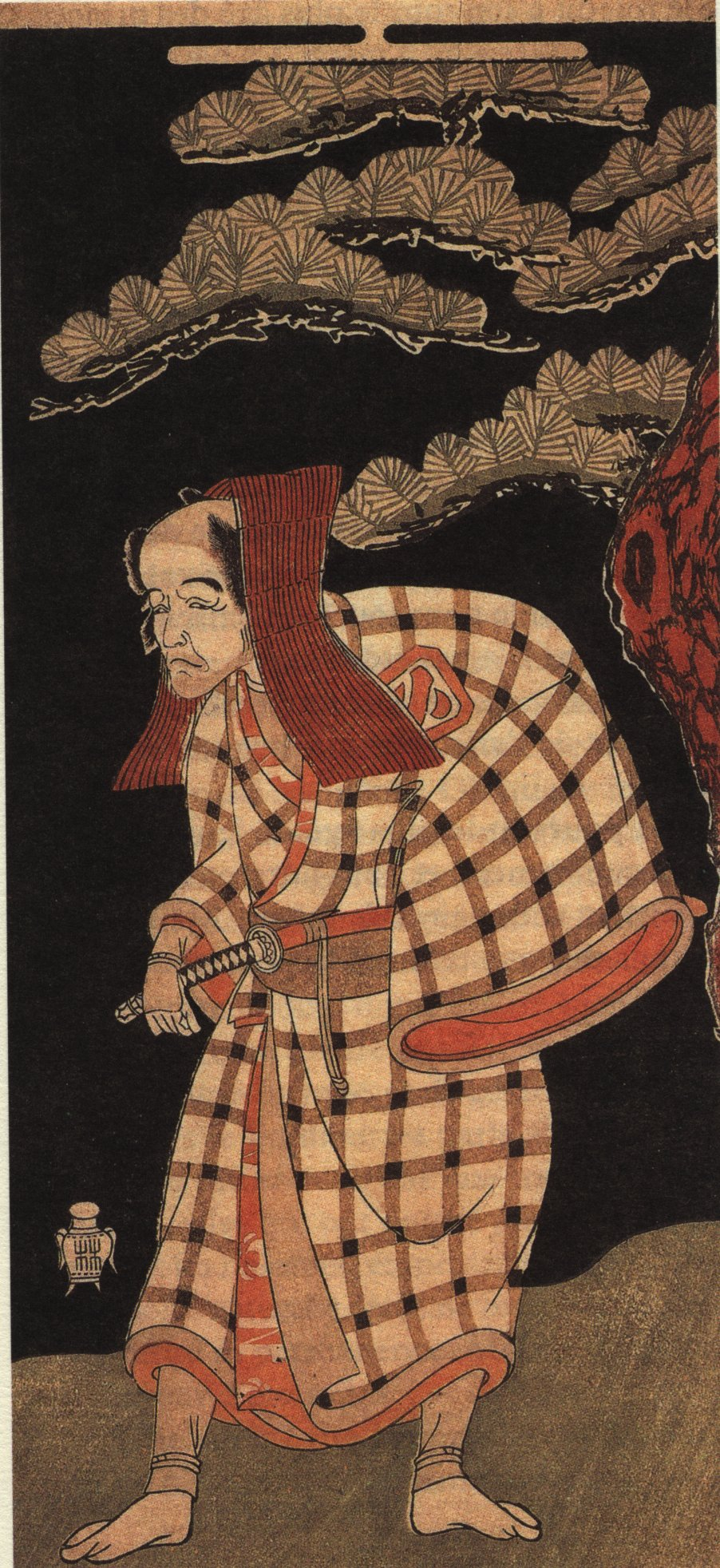
Arashi Otohachi trong vai Ippon Saemon Shunshō, 1768
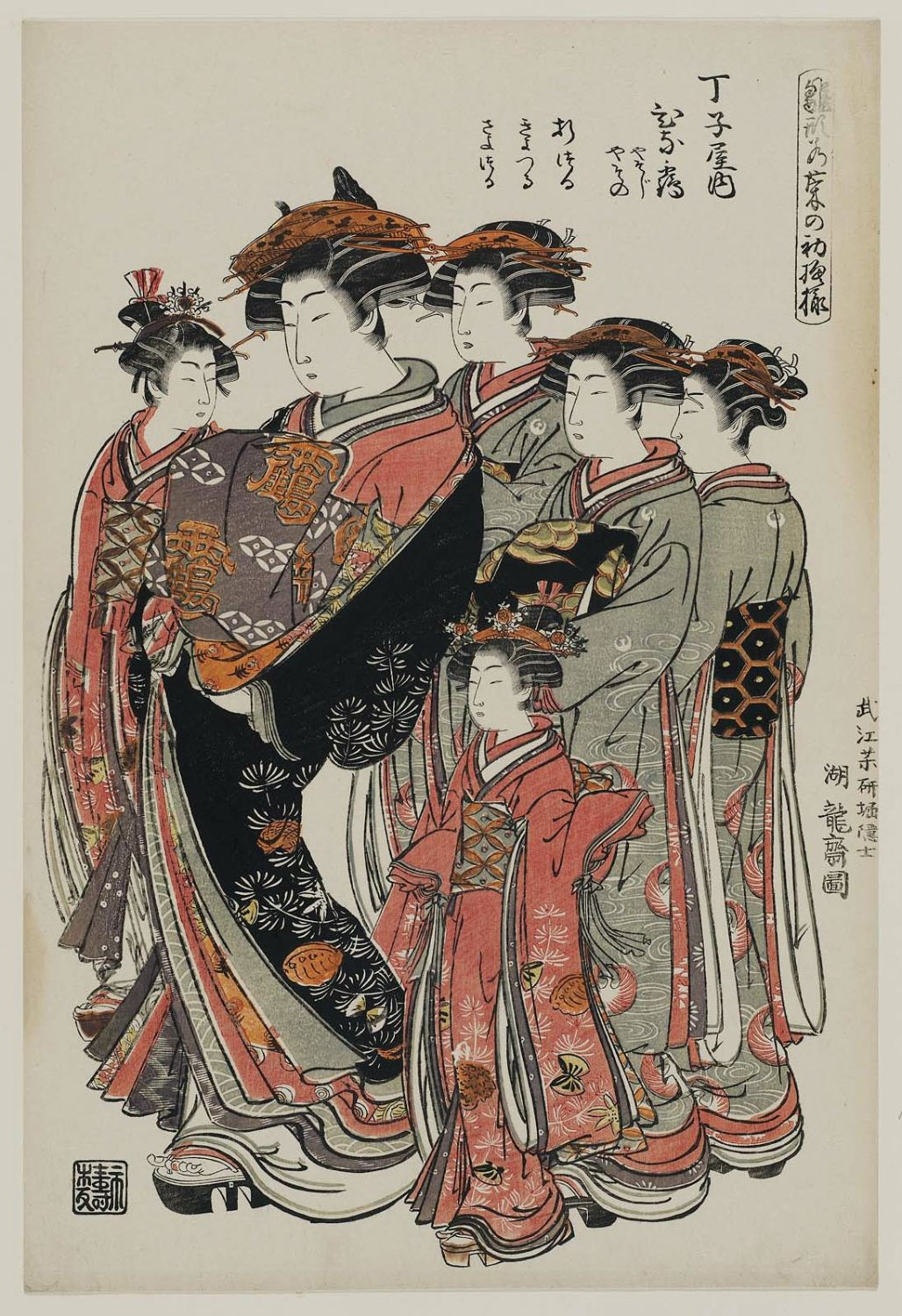
Hinazuru của kĩ phường Chōjiya Koryūsai, k. 1778–80
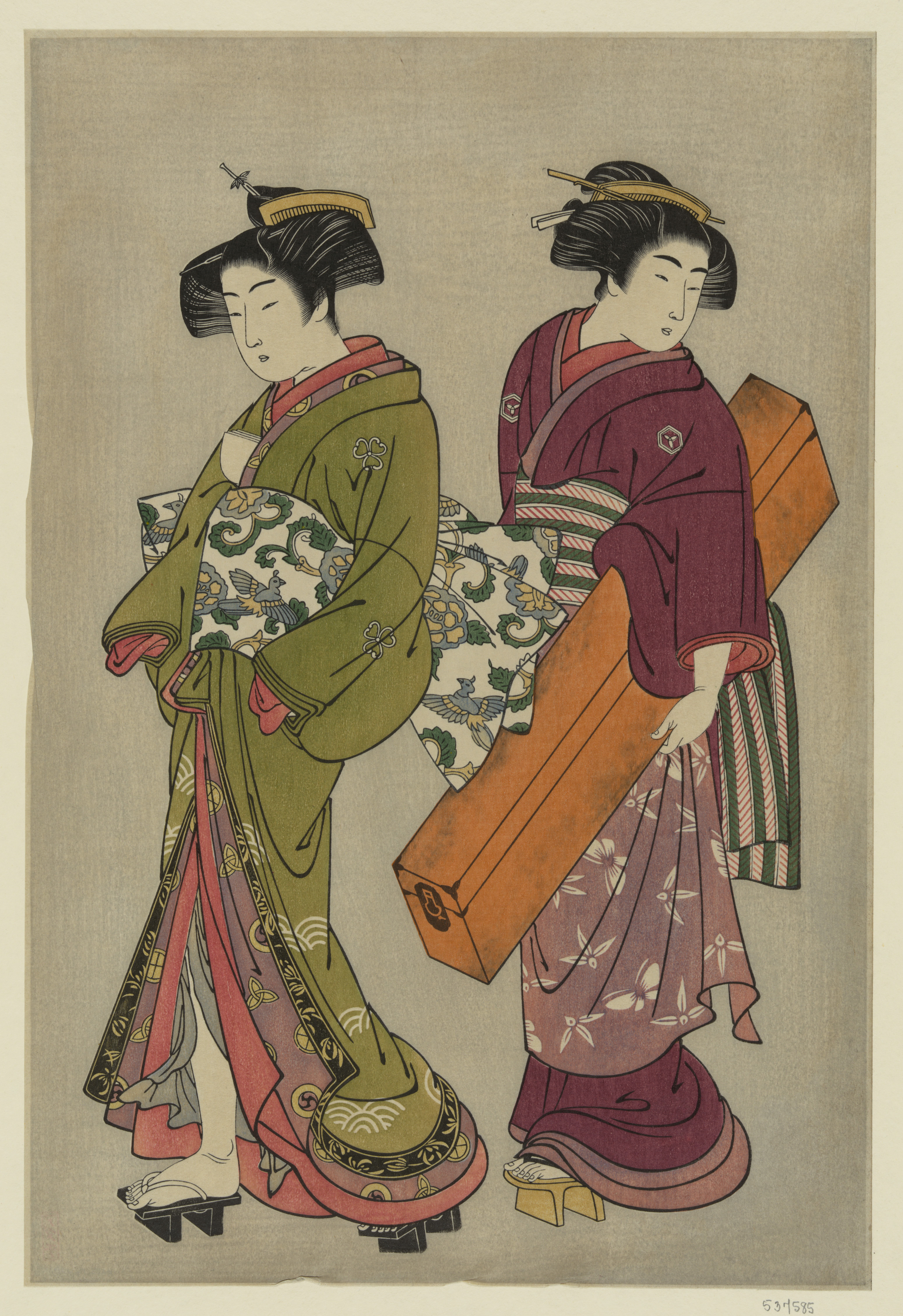
Geisha và người hầu mang đàn shamisen Shigemasa, 1777
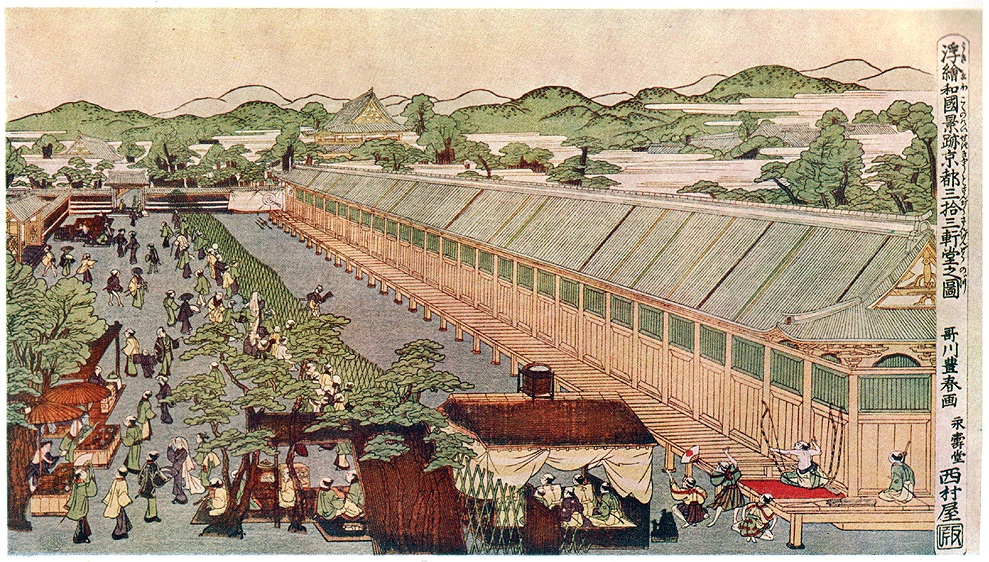
Cảnh sắc Nhật Bản: Sanjūsangen-dō ở Kyoto Toyoharu, k. 1772–1781

### Thời kỳ đỉnh cao (cuối thế kỷ XVIII)

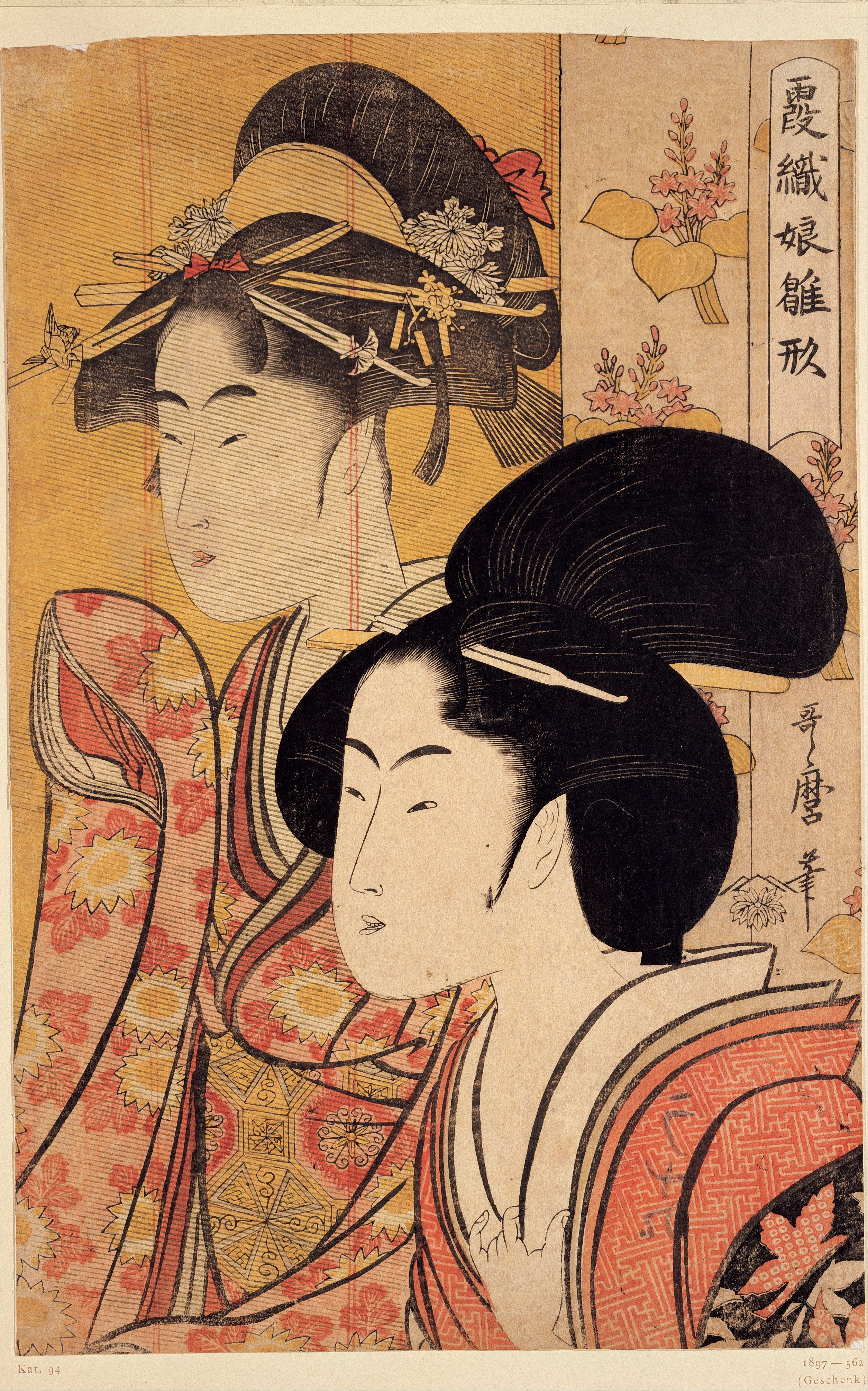
Hai người đẹp bên màn tre
Utamaro, k. 1795

Vào thời buổi kinh tế khó khăn những năm cuối thế kỷ XVIII, ukiyo-e đạt đến đỉnh cao về số lượng và chất lượng tác phẩm, đặc biệt là trong thời kỳ Kansei (1789–1791). Tranh ukiyo-e trong thời kỳ Cải cách Kansei tập trung vào vẻ đẹp và sự hài hoà, những điều bị chuyển biến xấu theo hướng suy đồi và không hoà hợp trong thế kỷ tiếp theo, khi cải cách bị đình trệ sau khi người đứng đầu cuộc cải cách là Matsudaira Sadanobu phải từ nhiệm do một loạt các sự kiện và căng thẳng gia tăng, mà đỉnh cao là cuộc Minh Trị Duy tân năm 1868.
Đặc biệt trong thập niên 1780, Torii Kiyonaga (1752–1815) của môn phái Torii mô tả các đối tượng truyền thống của ukiyo-e như người đẹp và cảnh đô thị, trong đó ông in chúng trên nhiều tờ giấy khổ lớn, thường là những bản in đôi hoặc in ba liên tiếp xếp ngang liền nhau. Các tác phẩm của ông không cần đến những khung cảnh mộng mị trong thi ca như của Harunobu, thay vào đó lựa chọn tả thực những hình thức phụ nữ lý tưởng trong trang phục thời trang tân thời trong các địa điểm danh lam thắng cảnh. Ông còn tạo nên những bức chân dung của các diễn viên kịch kabuki với một phong cách hiện thực, bao gồm các nhạc sĩ và đội ca vũ đi kèm.
Một điều luật đã có hiệu lực vào năm 1790 đòi hỏi các bản in phải được đóng một con dấu kiểm duyệt, đại diện cho sự chấp thuận cho phép được bán. Sự kiểm duyệt đã trở nên nghiêm ngặt hơn nhiều trong những thập kỷ sau đó, và người vi phạm có thể phải chịu những hình phạt khắc nghiệt. Từ năm 1799, thậm chí các bản phác thảo sơ bộ cũng đòi hỏi phải nhận được sự chấp thuận. Một nhóm môn đồ bị kết tội của phái Utagawa bao gồm Toyokuni đã bị đàn áp các tác phẩm vào năm 1801, và Utamaro đã bị tống giam vào năm 1804 vì tạo ra các bản in về hình ảnh nhà chính trị và lãnh đạo quân sự vào thế kỷ XVI Toyotomi Hideyoshi.
Utamaro (k. 1753–1806) làm nên tên tuổi của mình vào thập niên 1790 với các tác phẩm chân dung bijin ōkubi-e ("tranh với phần đầu lớn của phụ nữ đẹp") của mình, tập trung vào phần đầu và thân trên, một phong cách mà những người khác trước đó đã từng thực hiện với chân dung của các diễn viên kabuki. Utamaro đã thử nghiệm với các kỹ thuật về đường nét, màu sắc và in ấn để mang lại sự khác biệt tinh tế trong các nét mặt, biểu cảm, và phông nền của các đối tượng từ một loạt các lớp và phần nền. Những vẻ đẹp được cá tính hoá của Utamaro đối lập mạnh mẽ với những hình ảnh rập khuôn, lý tưởng đã thành chuẩn mực trước đó. Đến cuối thập kỷ này, đặc biệt là sau khi người bảo trợ của ông là Tsutaya Jūzaburō qua đời năm 1797, sức sáng tác phi thường của Utamaro rơi vào thời kỳ giảm sút về mặt chất lượng, và ông mất vào năm 1806.
Xuất hiện bất ngờ vào năm 1794 và biến mất một cách đột ngột không kém mười tháng sau, các bản in của nghệ sĩ bí ẩn Sharaku nằm trong số các tác phẩm ukiyo-e được biết đến nhiều nhất. Sharaku sáng tác các tác phẩm chân dung mang phong cách ấn tượng của các diễn viên kịch kabuki, giới thiệu một mức độ cao hơn của chủ nghĩa hiện thực vào trong các bản in của ông, nhấn mạnh sự khác biệt giữa các diễn viên và nhân vật được miêu tả. Các khuôn mặt méo mó đầy biểu cảm mà ông miêu tả tương phản một cách mạnh mẽ với các gương mặt thanh bình (mà đôi lúc tỏ ra khô cứng) phổ biến hơn của các nghệ sĩ như Harunobu hoặc Utamaro. Được xuất bản bởi Tsutaya, tác phẩm của Sharaku cho thấy sự chống cự mãnh liệt, tuy vậy, các sản phẩm mới của ông bị ngưng lại một cách bí ẩn như lúc chúng xuất hiện vào năm 1795, và danh tính thực sự của ông vẫn chưa rõ. Utagawa Toyokuni (1769–1825) tạo ra các chân dung diễn viên kabuki theo một phong cách dễ tiếp cận hơn với cư dân Edo, nhấn mạnh các tư thế kịch tính và tránh tiếp cận với chủ nghĩa hiện thực của Sharaku.
Một mức độ chất lượng nhất quán cao đã giúp cho ukiyo-e đạt được một cột mốc quan trọng vào cuối thế kỷ XVIII, nhưng các tác phẩm của Utamaro và Sharaku thường làm lu mờ những bậc thầy khác của cùng thời đại. Một trong các môn đồ của Kiyonaga, Eishi (1756–1829), từ bỏ vị trí của mình là họa sĩ cho shogun Tokugawa Ieharu để bắt đầu công việc thiết kế ukiyo-e. Ông mang đến một cảm giác tinh tế cho những bức chân dung về những cô kỹ nữ hạng sang duyên dáng, mảnh mai, và để lại một số lượng những học trò đáng ghi nhận. Với một dòng dõi tốt đẹp, Eishōsai Chōki (hoạt động trong những năm 1786–1808) đã thiết kế chân dung của các cô gái kỹ nữ một cách tinh tế. Môn phái Utagawa đã thống trị các sản phẩm ukiyo-e vào cuối thời kỳ Edo.
Edo là trung tâm chính của việc sản xuất ukiyo-e trong suốt thời kỳ Edo. Một trung tâm lớn khác phát triển tại các khu vực trong vùng Kamigata, nằm trong và xung quanh vùng Kyoto và Osaka. Ngược lại với các phạm vi của các đối tượng trong các bản in ở khu vực Edo, những bản in ở Kamigata có xu hướng nghiêng về chân dung của các diễn viên kịch kabuki. Phong cách các bản in ở Kamigata ít có sự phân biệt so với các bản in ở Edo cho tới cuối thế kỷ XVIII, một phần vì các nghệ sĩ thường di chuyển qua lại giữa cả hai khu vực này. Màu sắc có xu hướng nhẹ nhàng hơn và thuốc màu được sử dụng đặc hơn trong các bản in ở Kamigata so với ở Edo. Trong thế kỷ XIX, rất nhiều bản in được thiết kế bởi những người hâm mộ kabuki và những người nghiệp dư khác.

Các bậc thầy của thời kỳ đỉnh cao
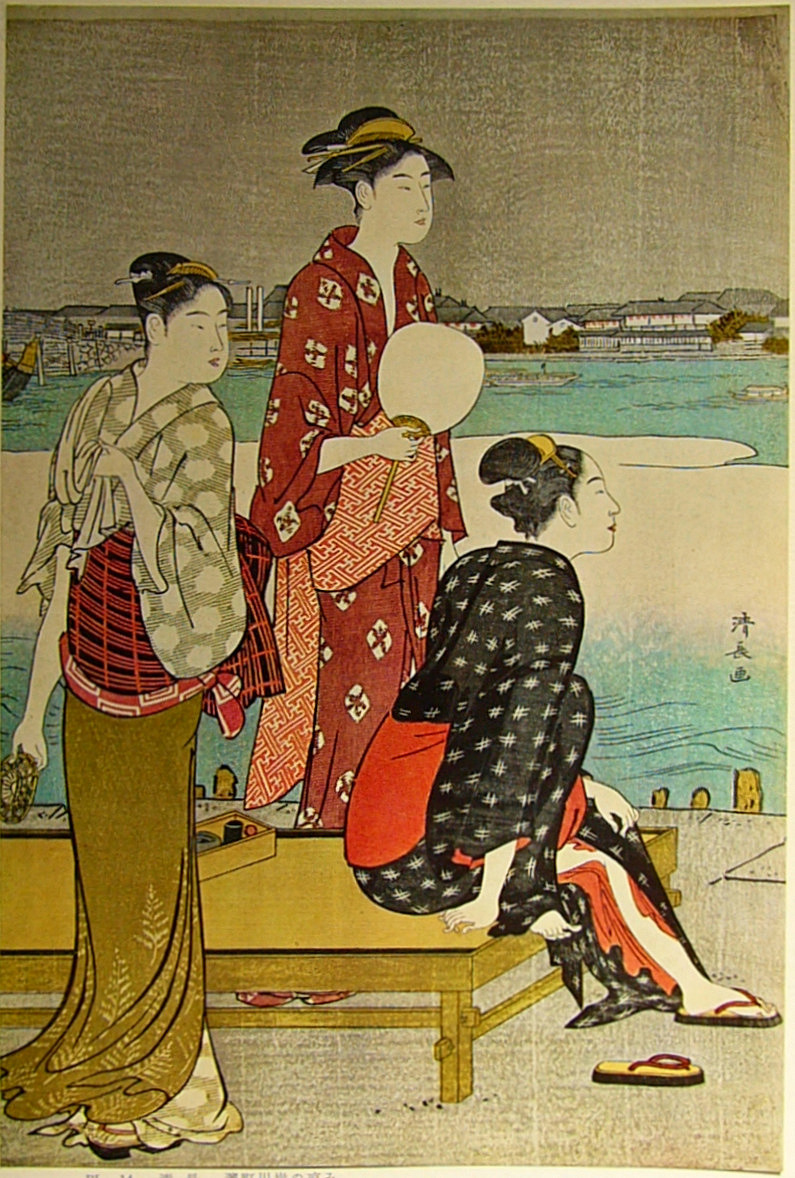
Thưởng gió mát bên bờ sông Hama Kiyonaga, k. 1785
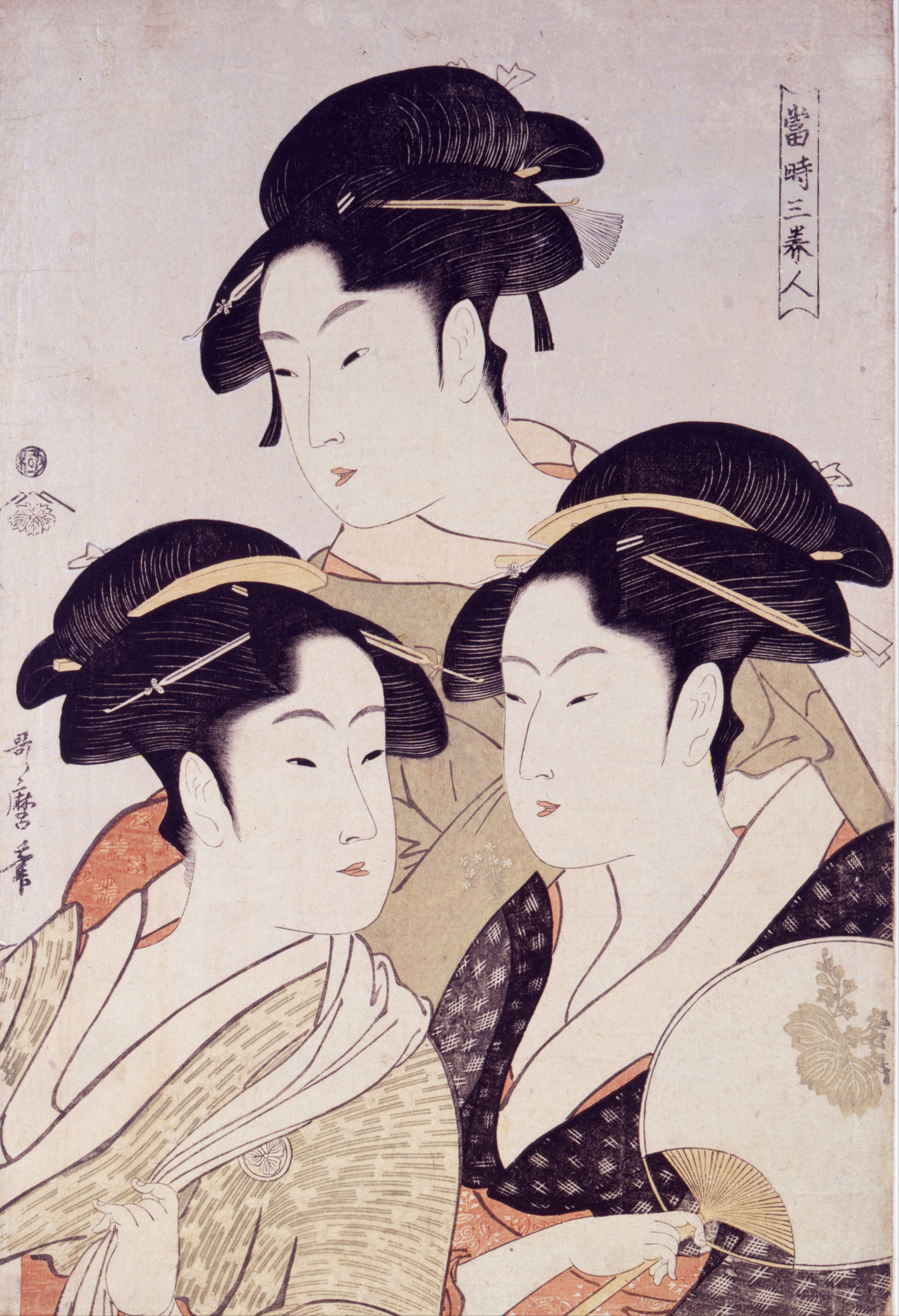
Tam mỹ nhân đương thời Utamaro, k. 1793
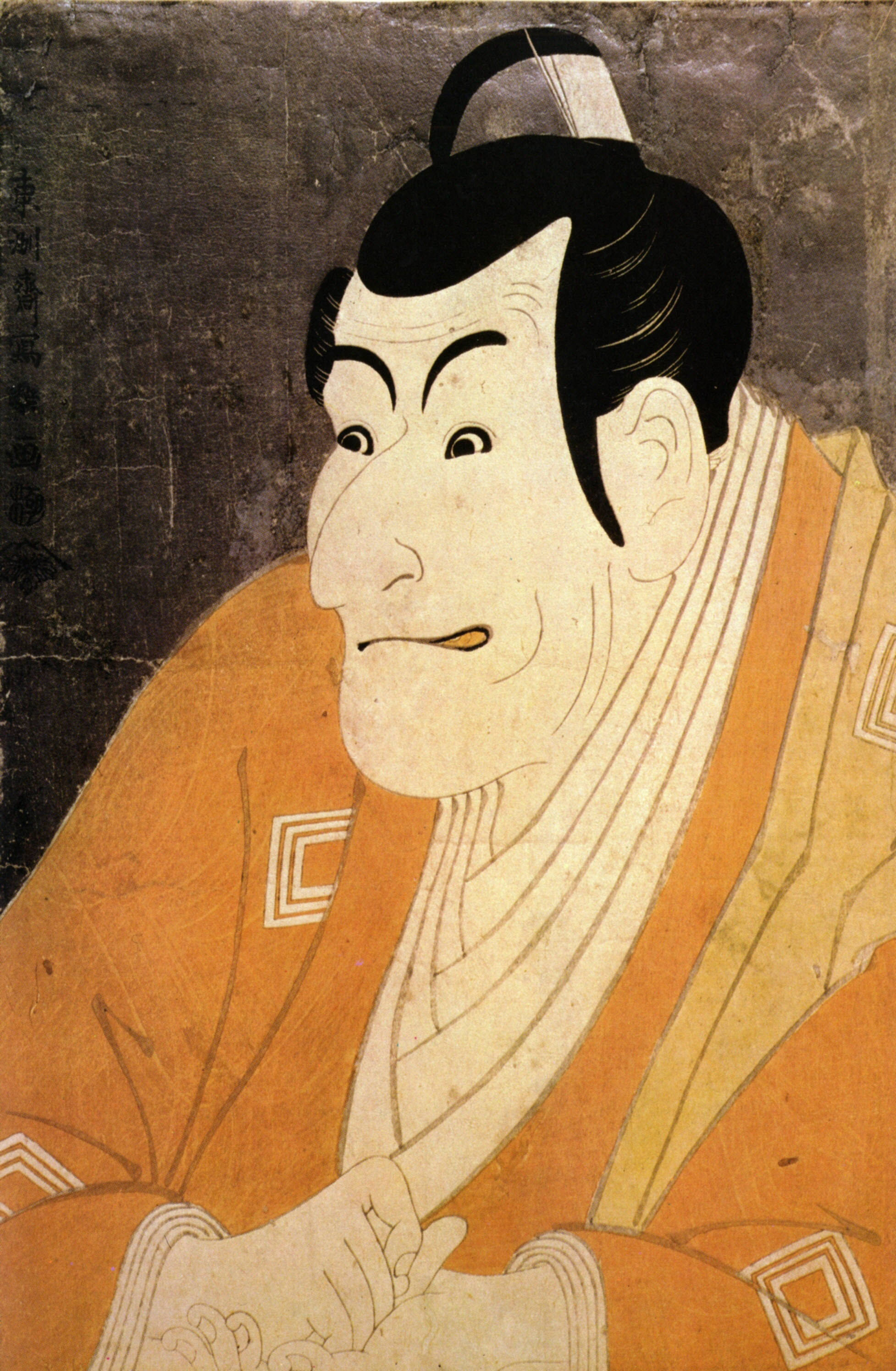
Ichikawa Ebizo trong vai Takemura Sadanoshin Sharaku, 1794
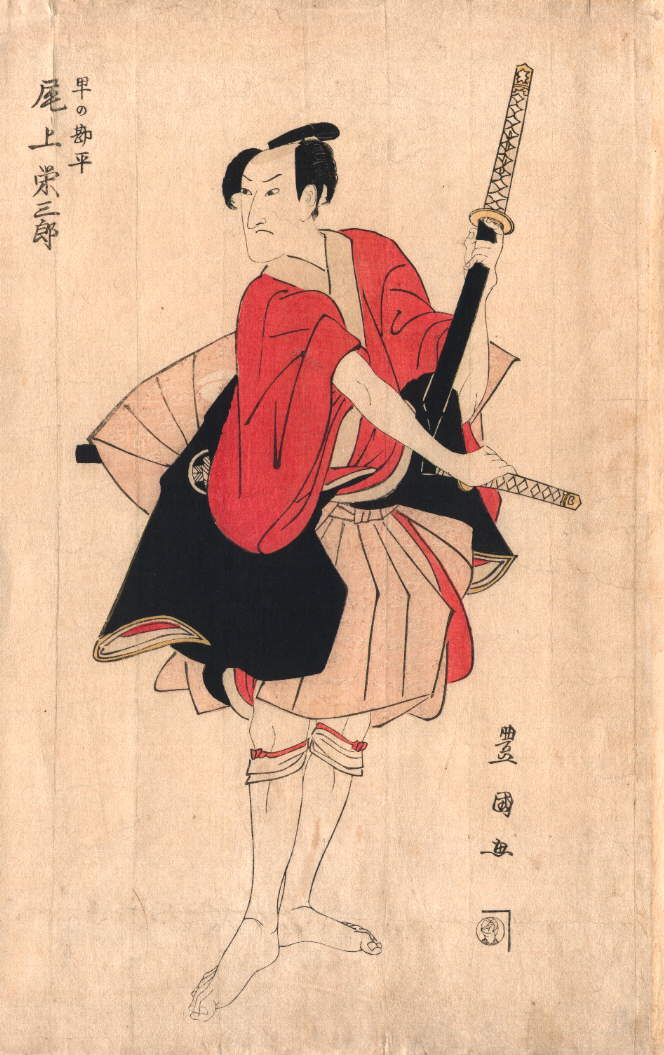
Onoe Eisaburo I Toyokuni, k. 1800
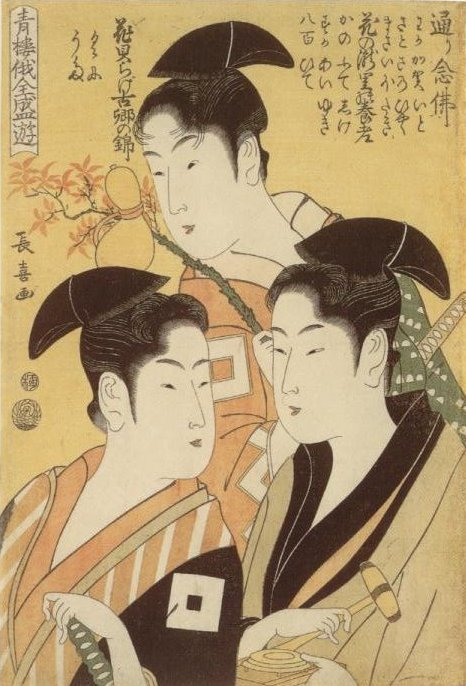
Lễ hội Niwaka trong khu phố Chōki, k. 1800

### Thời kỳ nở rộ cuối cùng: thực vật, động vật và phong cảnh (thế kỷ XIX)

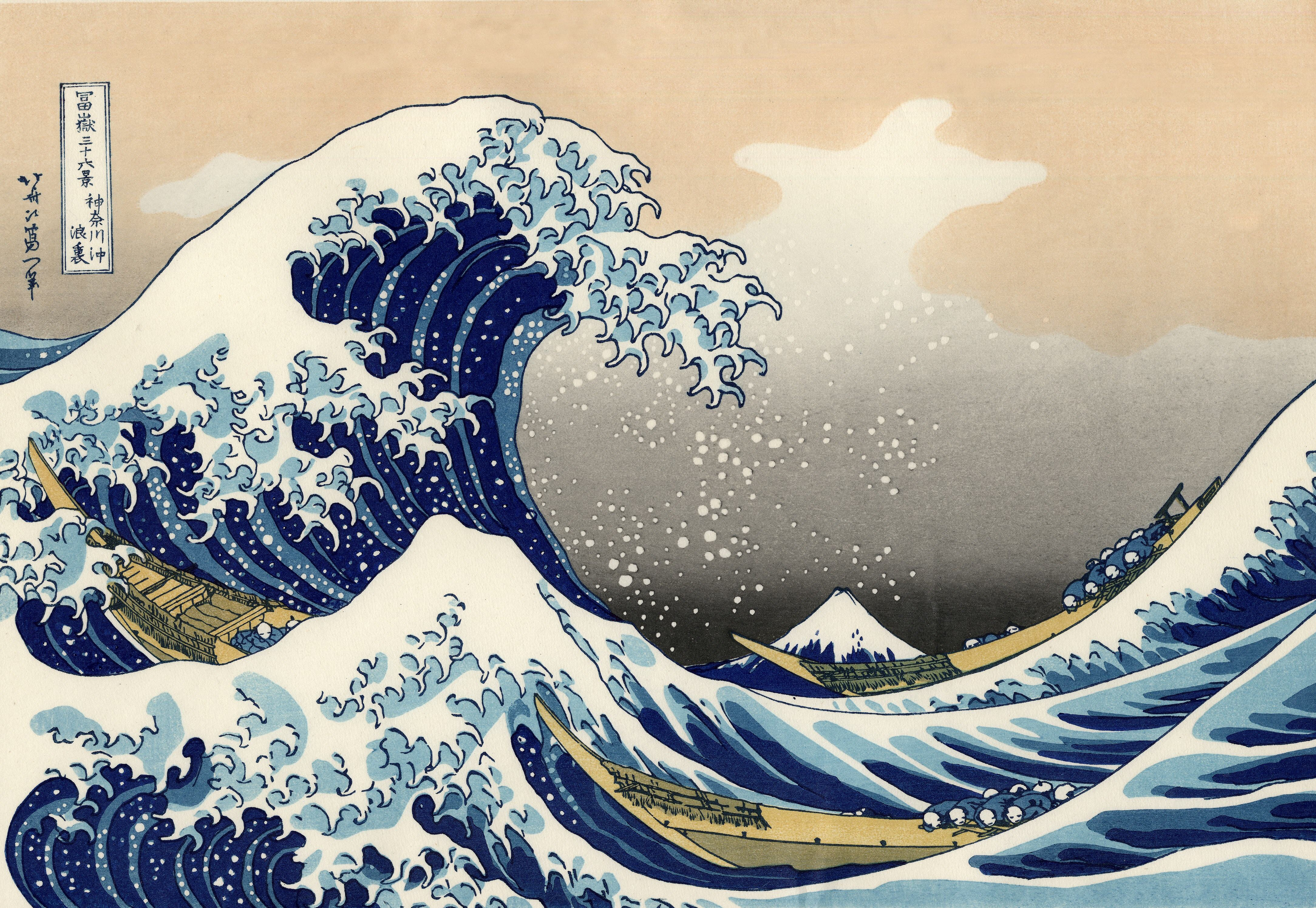
Sóng lừng ngoài khơi Kanagawa, tranh của Hokusai, 1831

Cuộc Cải cách Thiên Bảo năm 1841–1843 đã tìm cách đàn áp việc thể hiện sự giàu sang về bề ngoài, bao gồm việc mô tả các kỹ nữ và diễn viên. Kết quả là, nhiều nghệ sĩ ukiyo-e đã chuyển sang việc thiết kế các khung cảnh du ngoạn và các hình ảnh tự nhiên, đặc biệt là chim muông và hoa cỏ. Các phong cảnh vốn không nhận được nhiều sự chú trọng từ thời của Moronobu, và chúng hình thành một yếu tố quan trọng trong các tác phẩm của Kiyonaga và Shuncho. Phải mãi cho đến cuối thời kỳ Edo, phong cảnh mới tách hẳn thành một thể loại riêng biệt, đặc biệt là thông qua các tác phẩm của Hokusai và Hiroshige. Thể loại phong cảnh bắt đầu thống trị các phối cảnh phương Tây của ukiyo-e, mặc dù ukiyo-e đã có một lịch sử phát triển lâu dài trước khi các bậc thầy thời kỳ cuối này xuất hiện. Tranh phong cảnh Nhật Bản khác với truyền thống phương Tây ở chỗ, nó dựa nhiều hơn vào trí tưởng tượng, thành phần và bầu không khí hơn là sự chấp hành nghiêm ngặt với thiên nhiên.
Hokusai, người tự xưng là "cuồng họa sĩ" (1760–1849) đã có một sự nghiệp lâu dài và đa dạng. Tác phẩm của ông được đánh dấu bởi sự thiếu vắng biểu lộ tình cảm uỷ mị thông thường ở ukiyo-e, và một sự tập trung vào chủ nghĩa hình thức chịu ảnh hưởng từ nghệ thuật phương Tây. Trong số những thành tựu của ông, phải kể đến các tranh minh họa trong cuốn tiểu thuyết Trăng lưỡi liềm của Takizawa Bakin, loạt sách phác thảo của ông, Bắc Trai mạn hoạ, và sự đại chúng hoá thể loại phong cảnh của ông với Ba mươi sáu cảnh núi Phú Sĩ, bao gồm bản tranh được biết đến nhiều nhất của ông, Sóng lừng ngoài khơi Kanagawa. một trong những tác phẩm nổi tiếng nhất trong nền nghệ thuật Nhật Bản. Đối lập với tác phẩm của các bậc thầy tiền bối đi trước, màu sắc trong tranh của Hokusai tỏ ra táo bạo, đồng đều và trừu tượng, và chủ đề sáng tác của ông không phải là những khu phố lầu xanh, mà là cuộc sống và môi trường của những người dân thường đang làm việc. Các bậc thầy sáng lập Eisen, Kuniyoshi và Kunisada cũng tiếp bước Hokusai tạo ra các bản in phong cảnh trong thập niên 1830, sản xuất các bản in với các sắp đặt táo bạo và hiệu ứng ấn tượng.
Mặc dù không thường xuyên nhận được sự chú ý của các bậc tiền bối nổi tiếng hơn mình, môn phái Utagawa cũng sản sinh ra một vài bậc thầy trong thời kỳ suy yếu này. Một Kunisada sung mãn (1786–1865) đã có vài đối thủ trong dòng tranh chân dung truyền thống về kỹ nữ và diễn viên. Một trong số những đối thủ đó là Eisen (1790–1848), cũng là một bậc thầy lão luyện về tranh phong cảnh. Có lẽ là thành viên quan trọng cuối cùng của giai đoạn cuối này, Kuniyoshi (1797–1861) đã thử thách mình ở một loạt các chủ đề và phong cách, nhiều như Hokusai đã từng thực hiện. Các khung cảnh lịch sử của các chiến binh trong tư thế chiến đấu mãnh liệt của ông khá nổi tiếng, đặc biệt là loạt anh hùng trong Suikoden (1827–1830) và Chūshingura (1847). Ông chuyên về phong cảnh và cảnh trào phúng—thể loại thứ hai này là một phân vùng hiếm thấy trong bầu không khí độc tài thời kỳ Edo; mà việc Kuniyoshi dám thể hiện các đối tượng này trong tranh của mình là một dấu hiệu của sự suy yếu của Mạc phủ vào thời điểm đó.
Hiroshige (1797–1858) được coi là đối thủ lớn nhất của Hokusai về mặt tầm vóc. Ông chuyên về hình ảnh của các loài chim muông, hoa và phong cảnh thanh bình, và được biết đến với các loạt tranh du ngoạn của mình, như Năm mươi ba trạm nghỉ của Tōkaidō và Sáu mươi chín trạm nghỉ của Kiso Kaidō, loạt thứ hai là một nỗ lực hợp tác với Eisen. Tác phẩm của ông mang nhiều nét tả thực, sử dụng màu sắc tinh tế và nặng về diễn tả tâm trạng hơn so với tranh của Hokusai; thiên nhiên và các mùa là những yếu tố chính: sương mù, mưa, tuyết, và ánh trăng là những phần nổi bật trong các sắp đặt của ông. Các hậu bối của Hiroshige, bao gồm con trai được nhận nuôi Hiroshige II và con rể Hiroshige III, tiếp nối phong cách về tranh phong cảnh của bậc thầy trong thời đại Minh Trị.

Các bậc thầy trong thời kỳ cuối
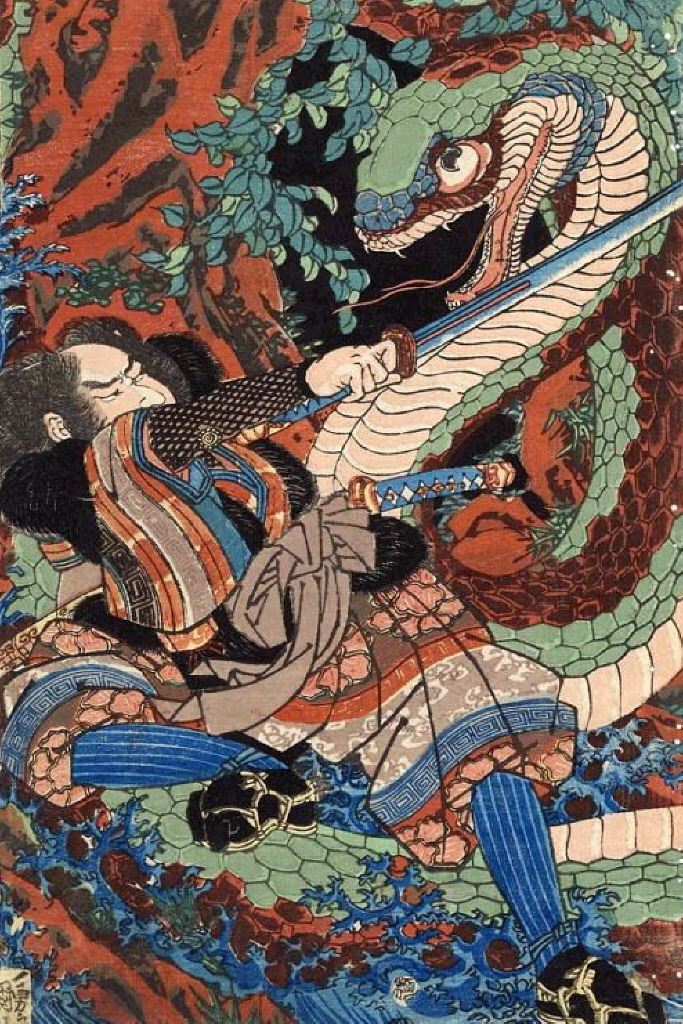
Tranh trong loạt Suikoden Kuniyoshi, 1830
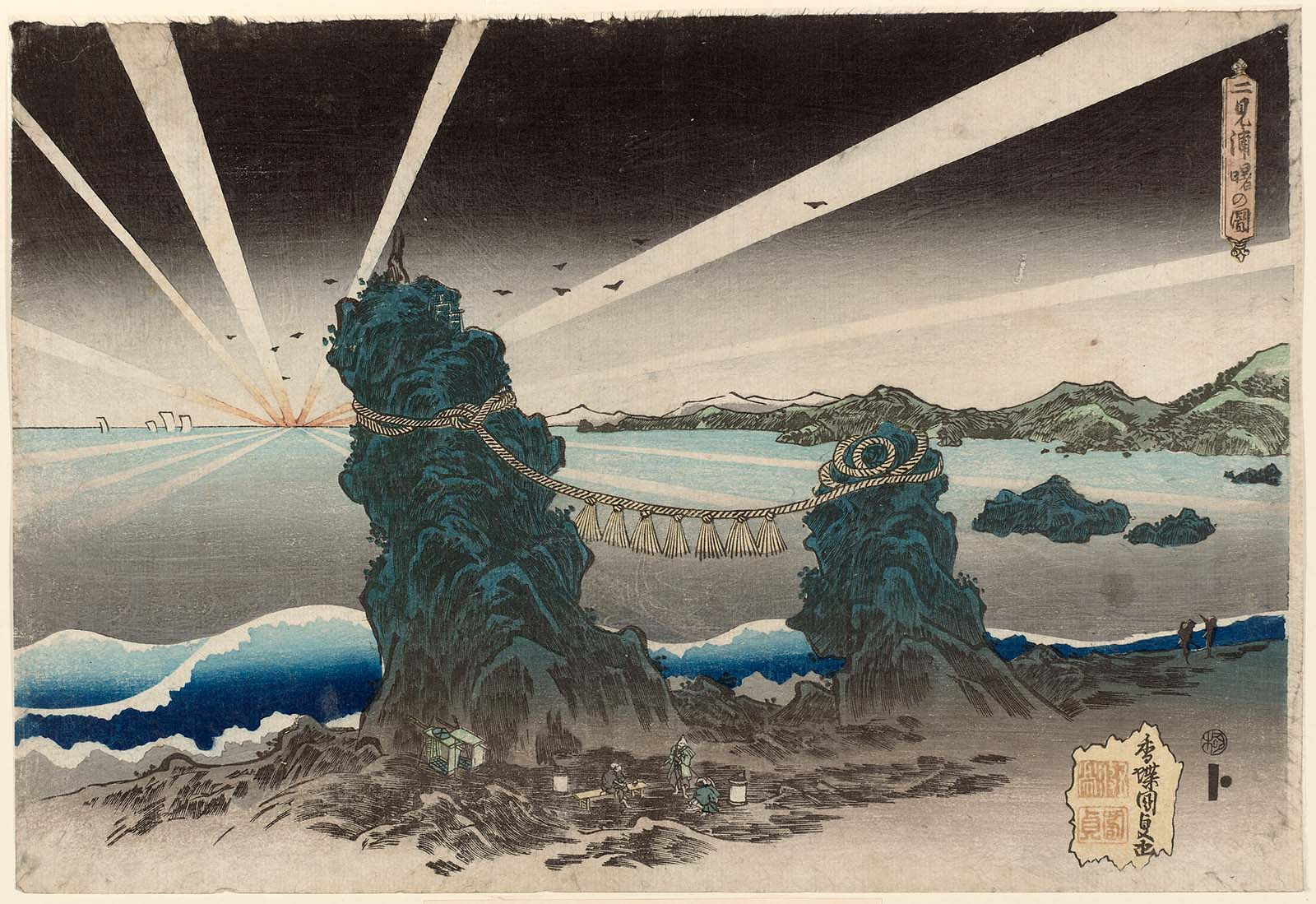
Bình minh ở Futami-ga-ura Kunisada, k. 1832
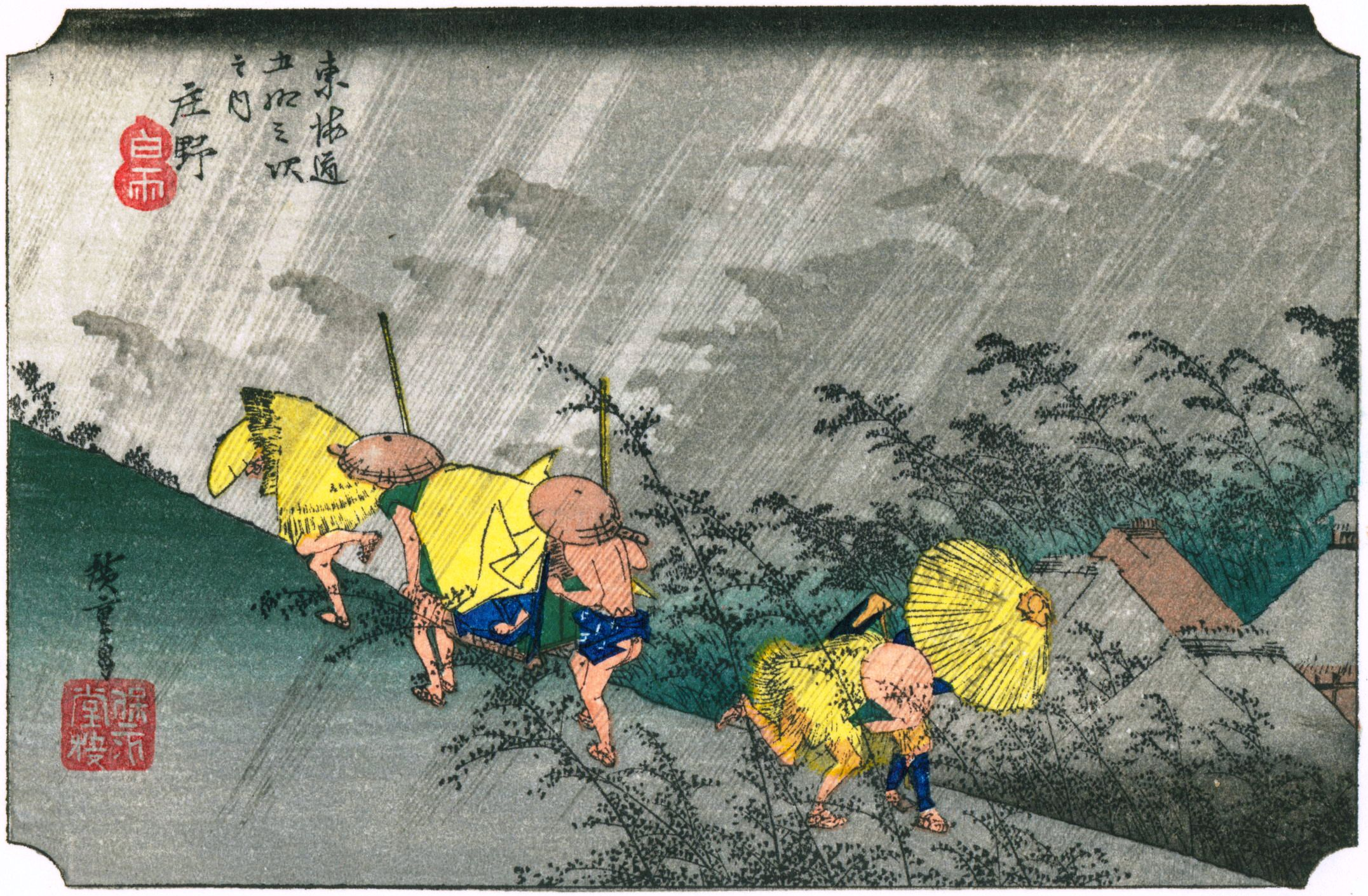
Shōno-juku, từ Năm mươi ba trạm nghỉ của Tōkaidō Hiroshige, k. 1833–34
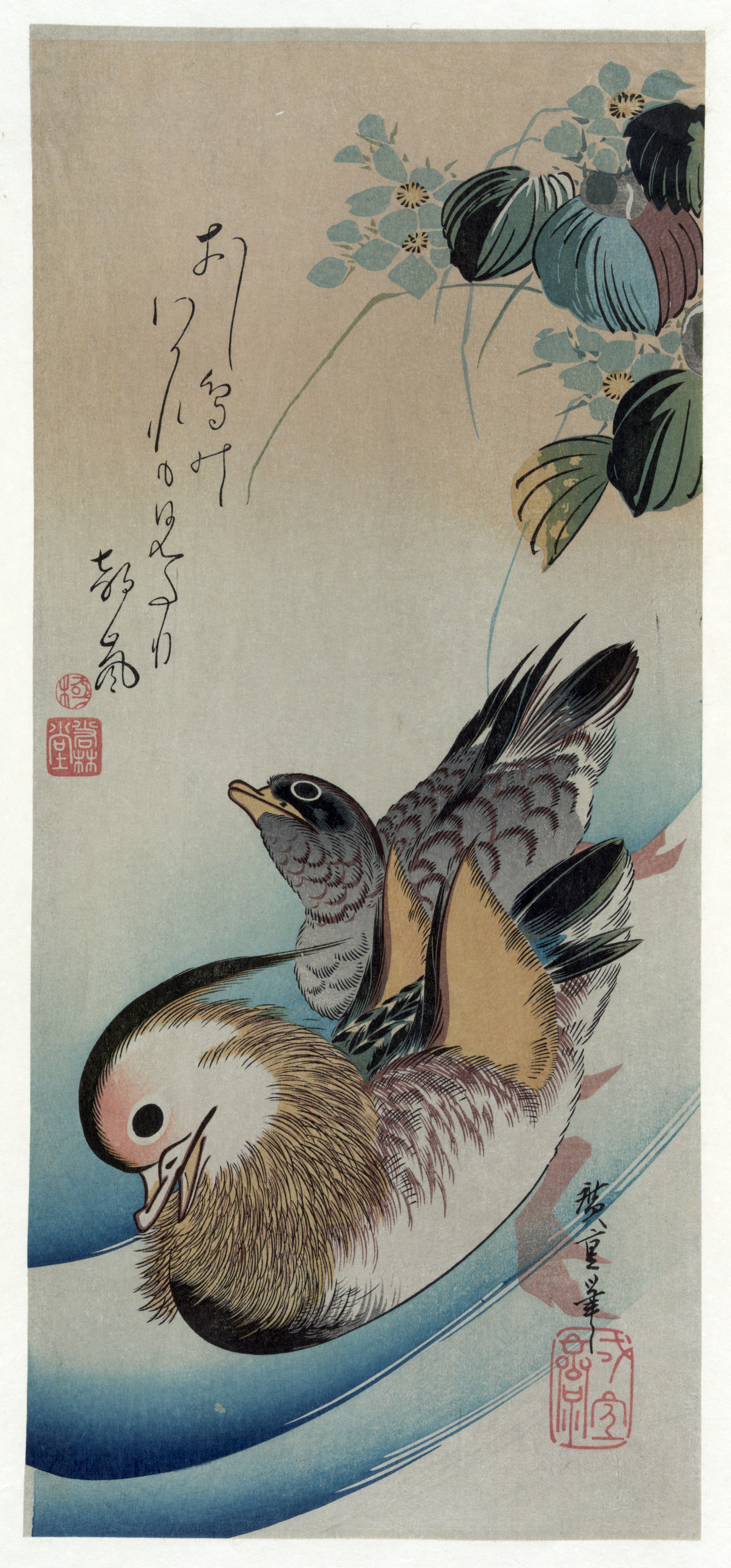
Đôi chim uyên ương Hiroshige, 1838

### Suy yếu (cuối thế kỷ XIX)
Tiếp nối sự qua đời của Hokusai và Hiroshige và cuộc Duy tân Minh Trị năm 1868, ukiyo-e bước vào thời kỳ bị suy giảm mạnh cả về số lượng và chất lượng. Sự Âu hoá nhanh chóng của thời kỳ Minh Trị đã kéo theo sự chứng kiến nghệ thuật in mộc bản chuyển đổi đối tượng phục vụ sang báo chí, và đối mặt với sự cạnh tranh từ nhiếp ảnh. Các học viên nghệ thuật ukiyo-e thuần khiết trở nên khan hiếm hơn, và thị hiếu bây giờ quay lưng lại với một thể loại đã được xem như là một tàn dư của một thời kỳ cũ kỹ. Các nghệ sĩ tiếp tục sản xuất những tác phẩm đáng chú ý, nhưng vào những năm 1890, truyền thống đã bị suy tàn.
Các loại thuốc màu tổng hợp được nhập khẩu từ Đức bắt đầu thay thế các thuốc màu truyền thống có nguồn gốc hữu cơ vào giữa thế kỷ XIX. Nhiều bản in từ thời đại này đã sử dụng rộng rãi một màu đỏ tươi, và được gọi là aka-e ("tranh đỏ"). Các nghệ sĩ như Yoshitoshi (1839–1892) đã dẫn đầu một xu hướng trong những năm 1860 nhằm diễn tả những cảnh giết chóc và ma quái khủng khiếp, quái vật và các thế lực siêu nhiên, và các anh hùng huyền thoại của Nhật Bản và Trung Quốc. Loạt tác phẩm Trăm vẻ mặt trăng (1885–1892) mô tả một loạt các chủ đề tuyệt vời và trần tục với một mô típ về mặt trăng. Kiyochika (1847–1915) được biết đến với những bản in của ông ghi lại quá trình hiện đại hóa nhanh chóng của Tokyo, chẳng hạn như sự giới thiệu về đường sắt, và những miêu tả của ông về cuộc chiến tranh của Nhật Bản với Trung Quốc và với Nga. Trước đó, một họa sĩ của môn phái Kanō, trong những năm 1870, Chikanobu (1838–1912) đã chuyển sang các ấn phẩm, đặc biệt là về hoàng gia và những khung cảnh chịu ảnh hưởng của phương Tây đối với cuộc sống Nhật Bản ở thời kỳ Minh Trị.

Ukiyo-e thời kỳ Minh Trị
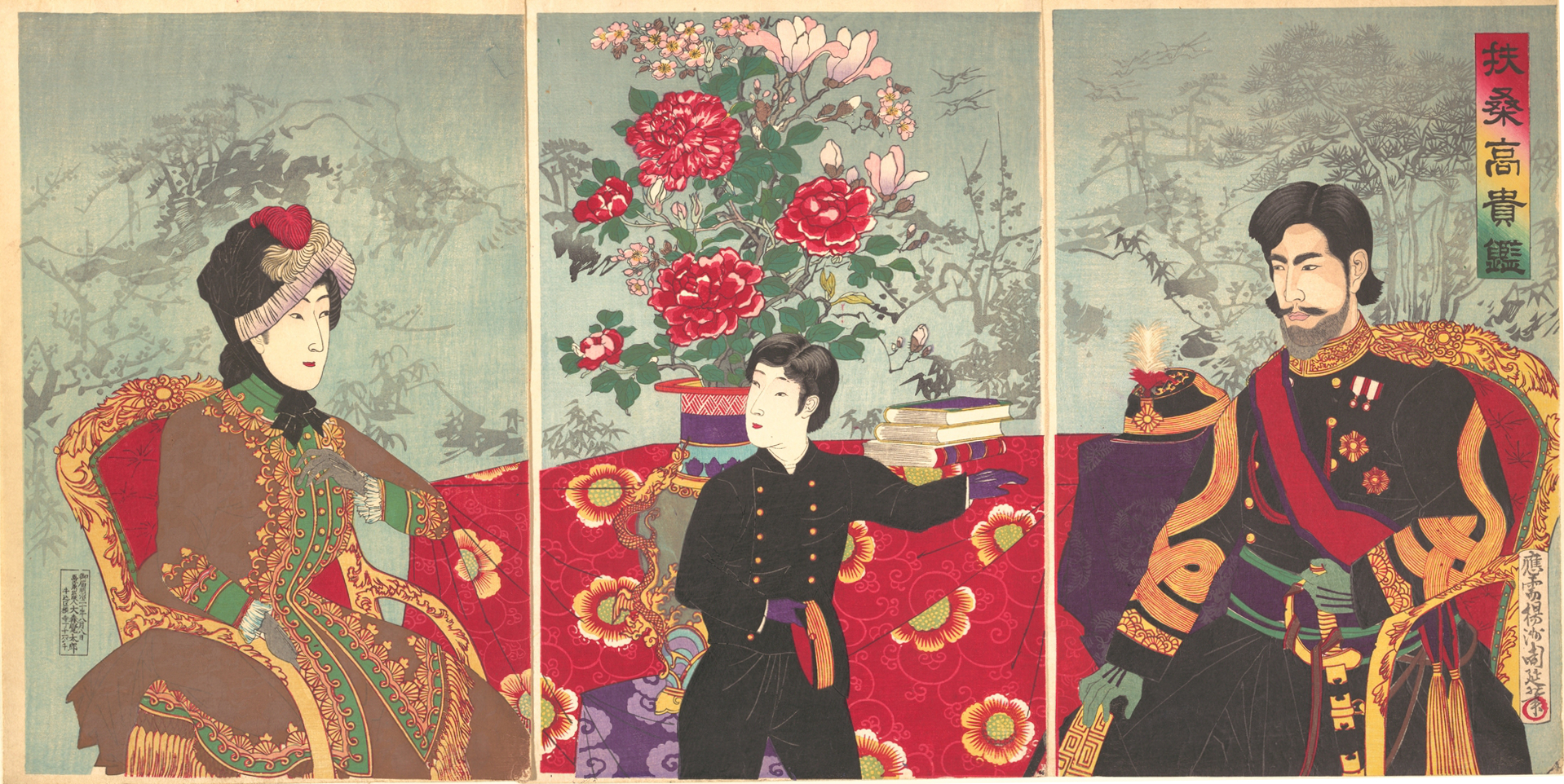
Hình ảnh quý tộc Nhật Bản Chikanobu, 1887
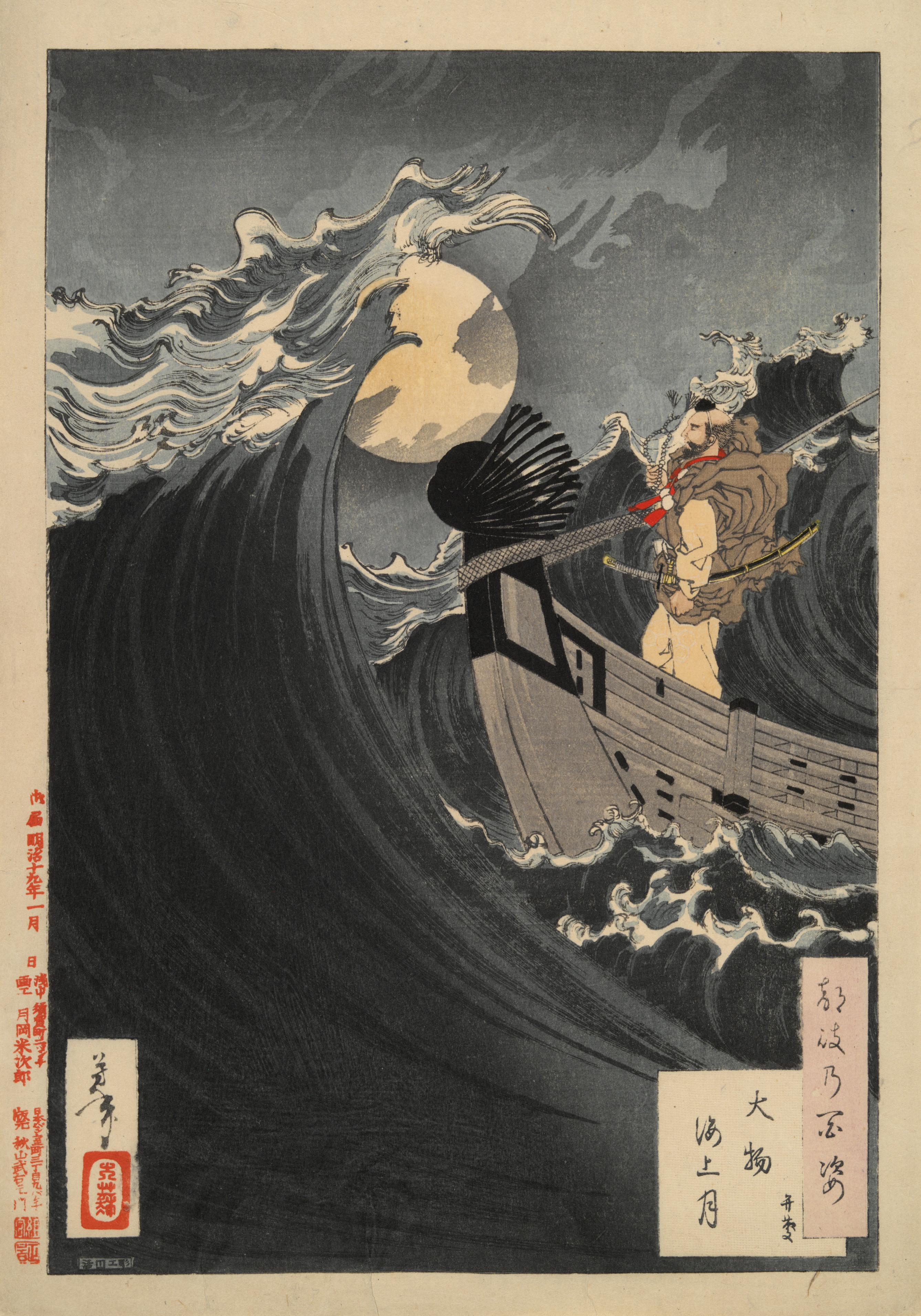
Tác phẩm từ Trăm vẻ mặt trăng Yoshitoshi, 1891
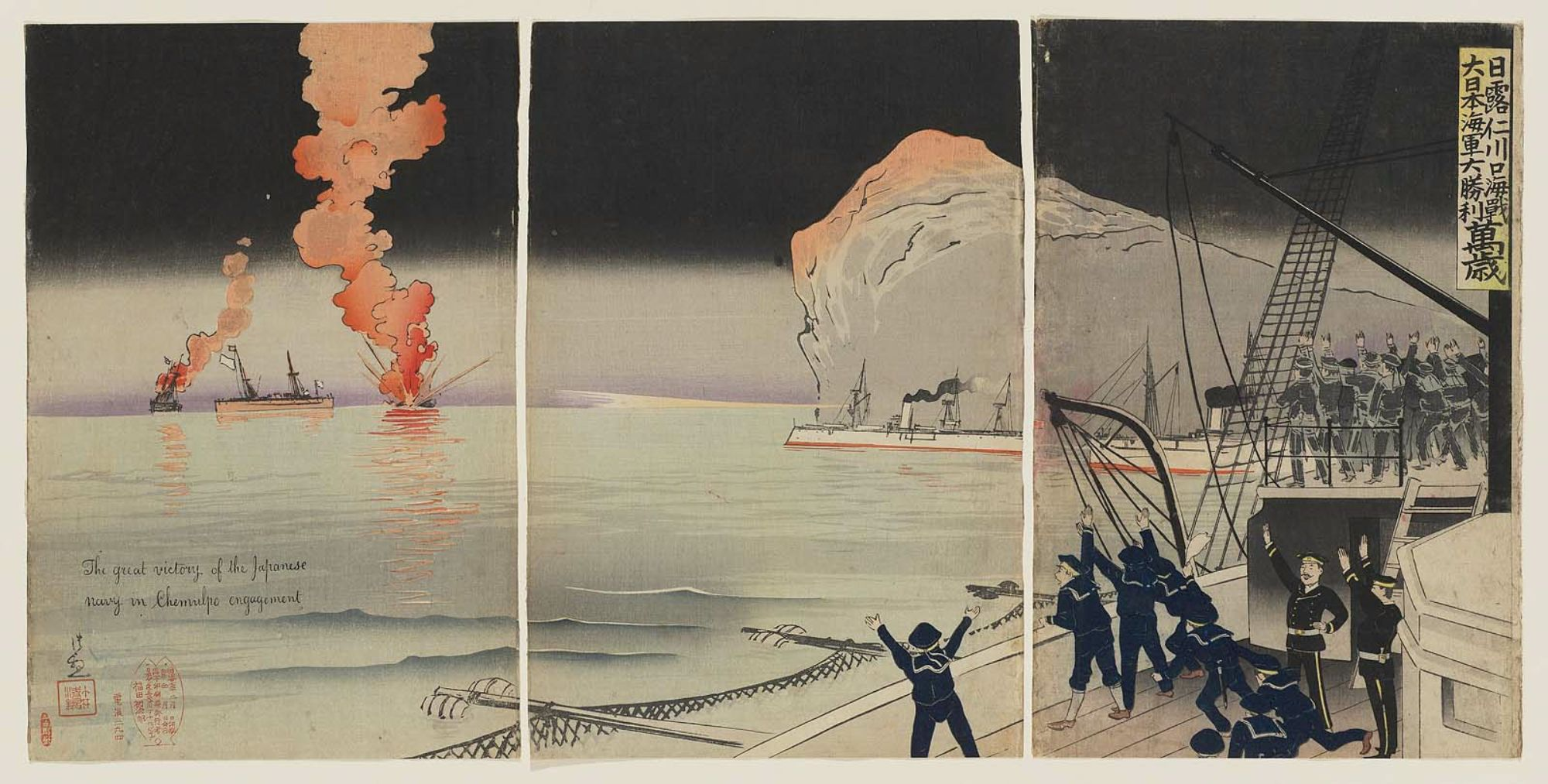
Hải chiến Nga-Nhật tại Cửa biển Inchon (nay là Incheon): Chiến thắng vĩ đại của Hải quân Nhật Bản—Banzai! Kiyochika, 1904

### Sự giới thiệu với phương Tây
Bên cạnh những thương nhân người Hà Lan, những người có mối quan hệ thương mại bắt đầu từ đầu thời kỳ Edo, người phương Tây ít chú ý đến nghệ thuật Nhật Bản trước thời điểm giữa thế kỷ XIX, và khi tìm hiểu, họ hiếm khi phân biệt được nó với các loại nghệ thuật khác từ phương Đông. Nhà tự nhiên học người Thuỵ Điển Carl Peter Thunberg đã dành một năm ở Dejima, một thị trấn thương mại của Hà Lan, gần Nagasaki, và là một trong những người phương Tây đầu tiên thu thập các bản tranh in của Nhật Bản. Sự xuất khẩu của ukiyo-e sau đó tăng trưởng một cách chậm rãi, và vào những năm đầu thế kỷ XIX, bộ sưu tập của thương nhân người Hà Lan Isaac Titsingh đã thu hút sự chú ý của những người sành điệu ưa thích nghệ thuật ở Paris.

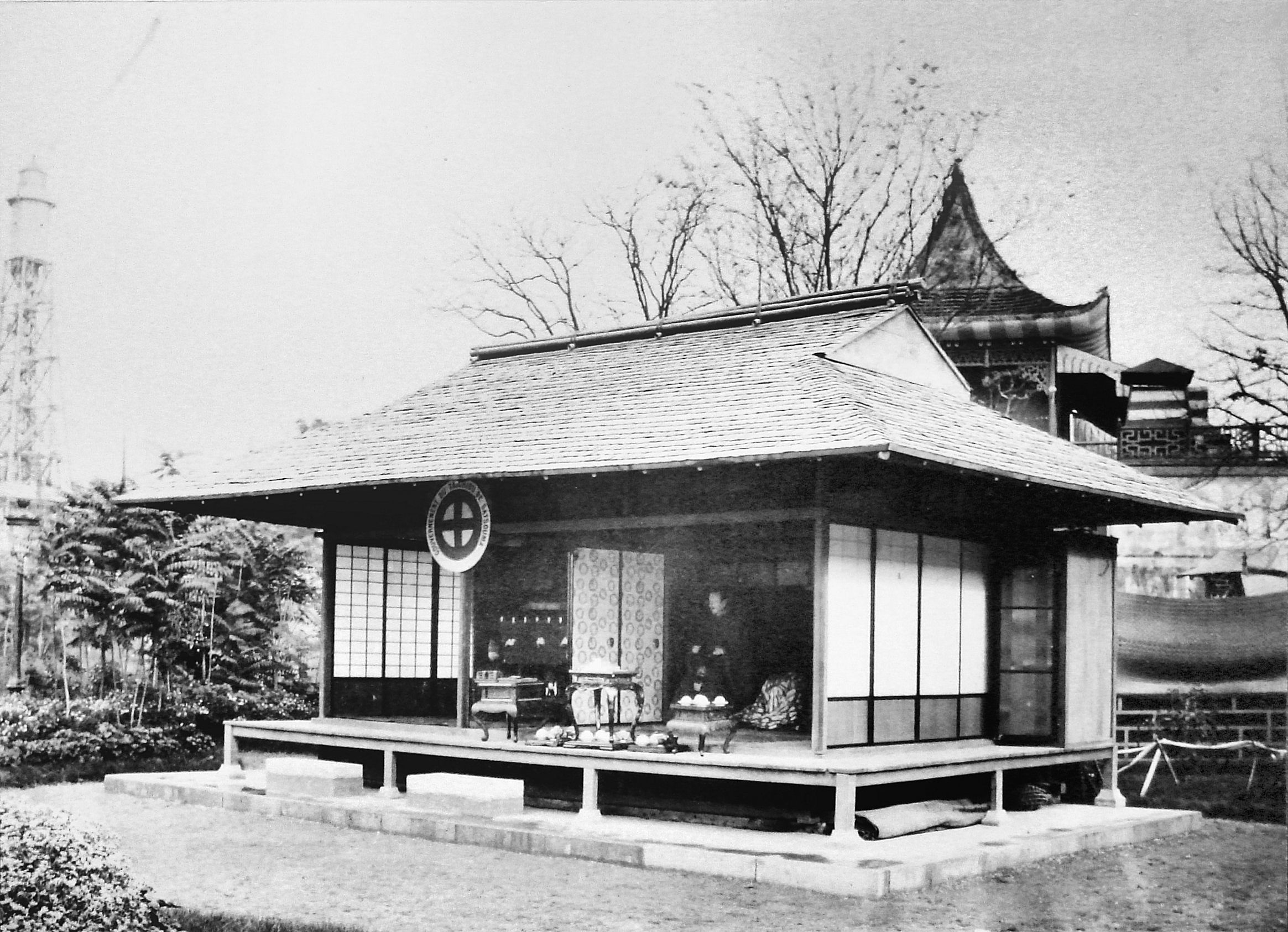
Gian hàng Satsuma của Nhật Bản tại Triển lãm Quốc tế năm 1867 ở Paris

Sự xuất hiện ở Edo của Thiếu tướng Hải quân Hoa Kỳ Matthew Perry năm 1853 dẫn tới Hiệp ước Kanagawa năm 1854, hiệp ước giúp mở cửa Nhật Bản với thế giới bên ngoài sau hơn hai thế kỷ tách biệt. Các bản tranh in ukiyo-e nằm trong số những vật phẩm mà ông mang về Hoa Kỳ. Những bản in này đã xuất hiện ở Paris từ ít nhất là những năm 1830, và tăng mạnh về số lượng trong những năm 1850; phản ứng khi đón nhận tương đối trái chiều, và thậm chí khi được ca ngợi, ukiyo-e nhìn chung bị coi là kém hơn các tác phẩm phương Tây, vốn nhấn mạnh vào việc nắm vững phối cảnh và giải phẫu theo tự nhiên. Nghệ thuật Nhật Bản đã thu hút sự chú ý của mình tại Triển lãm Quốc tế năm 1867 ở Paris, và bắt đầu trở nên thời thượng ở Pháp và Vương quốc Anh trong những thập niên 1870 và 1880. Các bản tranh in của Hokusai và Hiroshige đóng một vai trò nổi bật trong việc định hình nhận thức phương Tây về nghệ thuật của Nhật Bản. Vào thời điểm có sự giới thiệu với phương Tây, nghệ thuật in mộc bản là phương tiện thông dụng phổ biến nhất ở Nhật Bản, và người Nhật hiếm khi nghĩ rằng nó có giá trị bền vững lâu dài.
Các nhà quảng bá và các học giả về nghệ thuật ukiyo-e và nghệ thuật Nhật Bản với các nước châu Âu bao gồm nhà văn Edmond de Goncourt và nhà phê bình nghệ thuật Philippe Burty, người đặt ra thuật ngữ "Japonism" (chủ nghĩa Nhật Bản). Các cửa hàng buôn bán hàng hoá của Nhật Bản đã được mở ra, bao gồm các cửa hàng của Édouard Desoye năm 1862 và nhà buôn tác phẩm nghệ thuật Siegfried Bing năm 1875. Từ năm 1888 đến năm 1891, Bing đã cho xuất bản tạp chí Artistic Japan bằng tiếng Anh, Pháp và Đức, và tổ chức một triển lãm ukiyo-e tại École des Beaux-Arts vào năm 1890, với sự tham gia của các nghệ sĩ như Mary Cassatt.

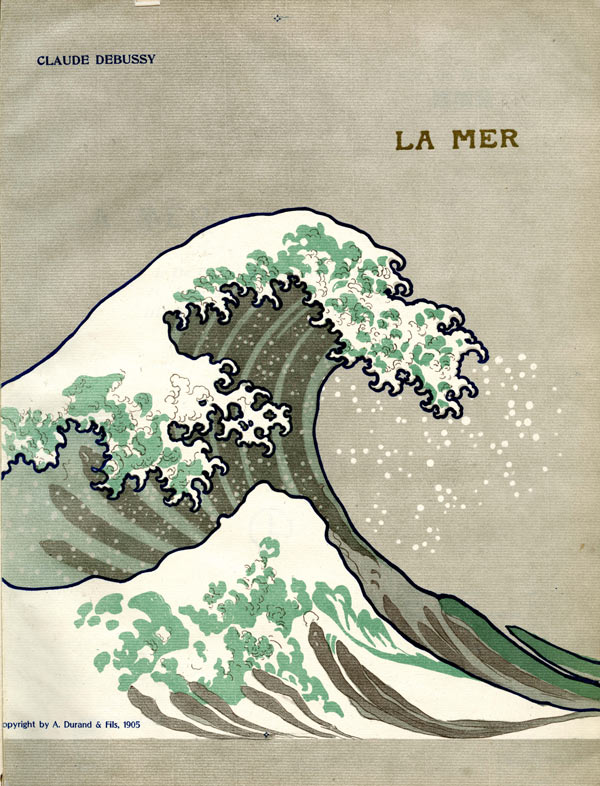
Không chỉ nghệ thuật thị giác mà cả âm nhạc cũng đã lấy cảm hứng từ ukiyo-e ở phương Tây: bìa đĩa La mer của Debussy (1905).

Nhà sử học về nghệ thuật người Hoa Kỳ Ernest Fenollosa là người Tây phương đầu tiên mê mẩn văn hóa Nhật Bản, ông đã thực hiện rất nhiều hoạt động để quảng bá các tác phẩm nghệ thuật của Nhật Bản—các tác phẩm của Hokusai nổi bật tại triển lãm mở đầu của ông như người phụ trách về mảng nghệ thuật Nhật Bản đầu tiên tại Bảo tàng Mỹ thuật tại Boston, và tại Tokyo năm 1898, ông đã tổ chức triển lãm ukiyo-e đầu tiên tại Nhật Bản. Vào cuối thế kỷ XIX, sự phổ biến của ukiyo-e ở phương Tây đã khiến giá cả tăng vượt mức trung bình của hầu hết các nhà sưu tập—một vài người, như Degas, đã phải đổi những bức tranh của họ lấy những bản tranh in như vậy. Hayashi Tadamasa là một nhà buôn nổi tiếng với gu thẩm mỹ được tôn trọng ở Paris, người có văn phòng ở Tokyo chịu trách nhiệm đánh giá và xuất khẩu số lượng lớn các bản tranh in ukiyo-e sang phương Tây, với số lượng mà các nhà phê bình Nhật Bản sau đó cáo buộc rằng ông ta đã rút cạn những gì được coi là báu vật quốc gia của Nhật Bản. Sự bòn rút này ban đầu không được chú ý tới ở Nhật Bản, khi mà các nghệ sĩ Nhật Bản còn đang đắm chìm trong các kỹ thuật hội họa kinh điển của phương Tây.
Nghệ thuật Nhật Bản, và đặc biệt là những bản in ukiyo-e, đã ảnh hưởng đến nghệ thuật phương Tây từ thời kỳ của những nghệ sĩ thuộc trường phái Ấn tượng đầu tiên. Các họa sỹ thời kỳ đầu đã kết hợp các chủ đề và các kỹ thuật chế tác của Nhật vào các tác phẩm của họ vào đầu những năm 1860: những bản giấy dán tường và thảm được trang trí hoạ tiết trong tranh của Manet được lấy cảm hững từ những bộ kimono có hoạ tiết trong ukiyo-e, và Whistler tập trung chú ý vào các yếu tố mang tính phù du của thiên nhiên như trong các tranh phong cảnh của ukiyo-e. Van Gogh là một nhà sưu tập tham lam, ông từng vẽ lại các bản sao bằng màu dầu của các bản tranh in của Hiroshige và Eisen. Degas và Cassatt đã miêu tả những khoảnh khắc hàng ngày bằng những bố cục và phối cảnh chịu ảnh hưởng của Nhật Bản. Phối cảnh phẳng và màu sắc không được điều chuyển (gradient) của ukiyo-e là một luồng ảnh hưởng đặc biệt đối với các nhà thiết kế đồ hoạ và các nhà sản xuất poster. Các bản in thạch bản (lithograph) của Toulouse-Lautrec thể hiện sự quan tâm không chỉ đến màu sắc đồng nhất và các hình thức phác thảo của ukiyo-e, mà còn về chủ đề của chúng: các nghệ sĩ biểu diễn và gái điếm. Ông đã ký trên nhiều tác phẩm này với tên viết tắt của mình trong một vòng tròn, bắt chước những con dấu trên bản in của Nhật Bản. Các nghệ sĩ khác khi đó đã chịu ảnh hưởng từ ukiyo-e bao gồm Monet, La Farge, Gauguin và các thành viên của nhóm Les Nabis như Bonnard và Vuillard. Nhạc sĩ người Pháp Claude Debussy đã lấy cảm hứng cho âm nhạc của mình từ các bản in của Hokusai và Horoshige, nổi bật nhất là ở La mer (1905). Các nhà thơ thuộc chủ nghĩa Hình tượng như Amy Lowell và Ezra Pound đã tìm thấy cảm hứng trong các bản in ukiyo-e; Lowell đã xuất bản một cuốn sách về thơ mang tên Pictures of the Floating World (Hình ảnh của Thế giới nổi) (1919) về những chủ đề phương Đông hoặc theo phong cách phương Đông.

Ảnh hưởng của ukiyo-e tới nghệ thuật phương Tây
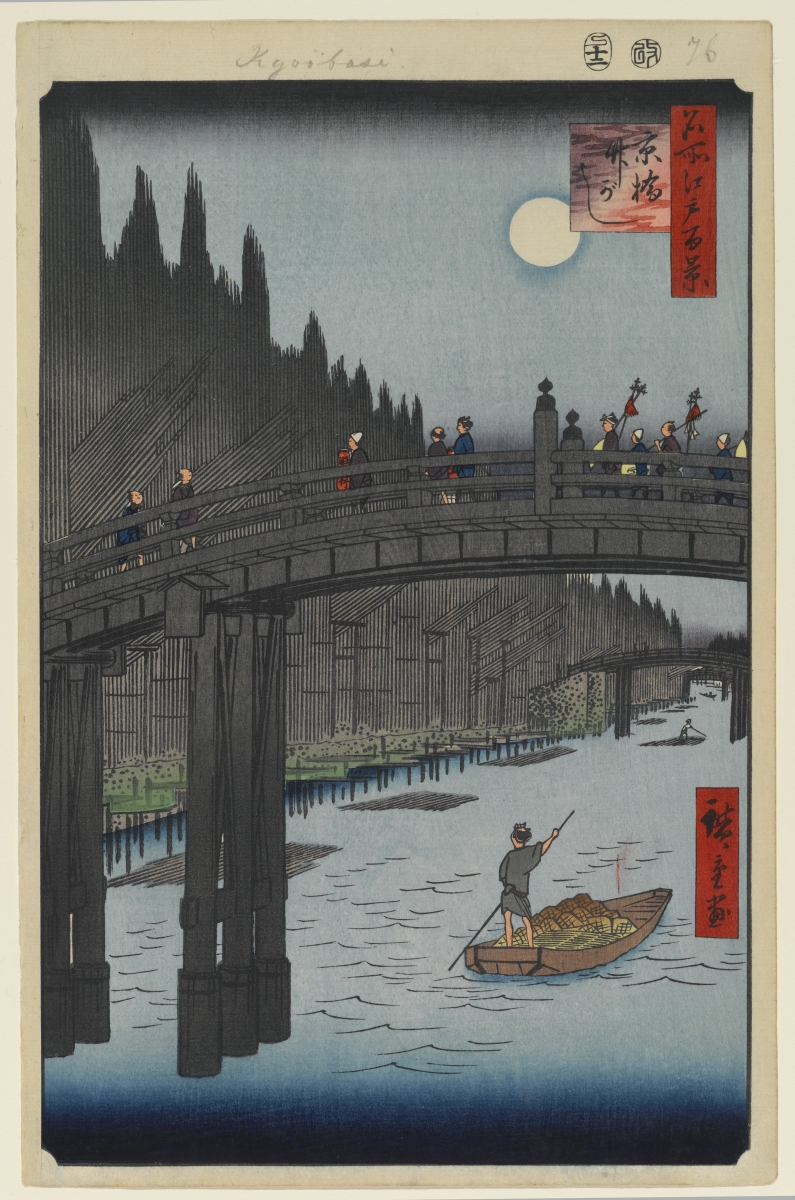
Đường bằng tre, Cầu Kyōbashi Hiroshige, k. 1857–58
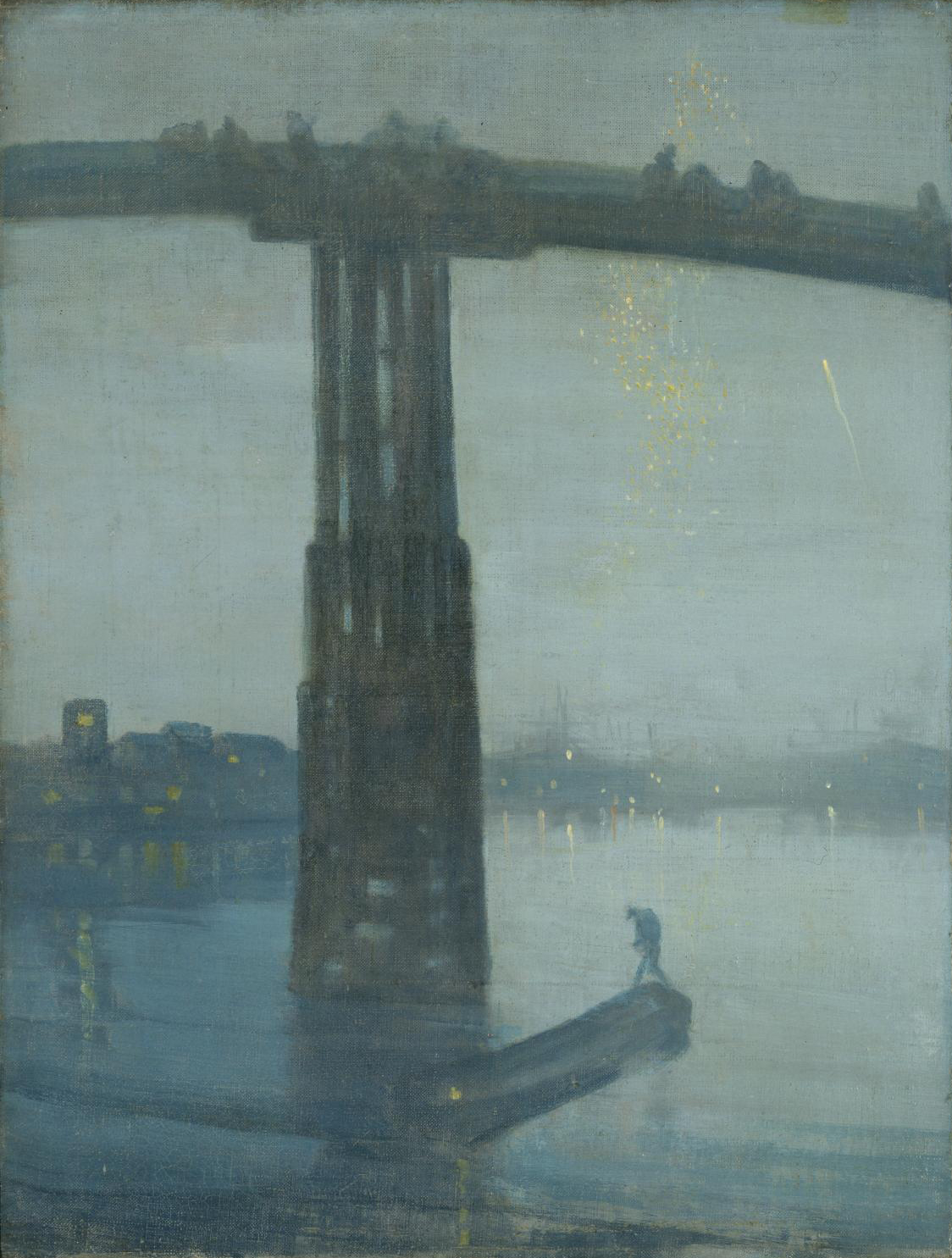
Ai khúc: Xanh lục và Vàng - Cầu cũ Battersea Whistler, k. 1872–75
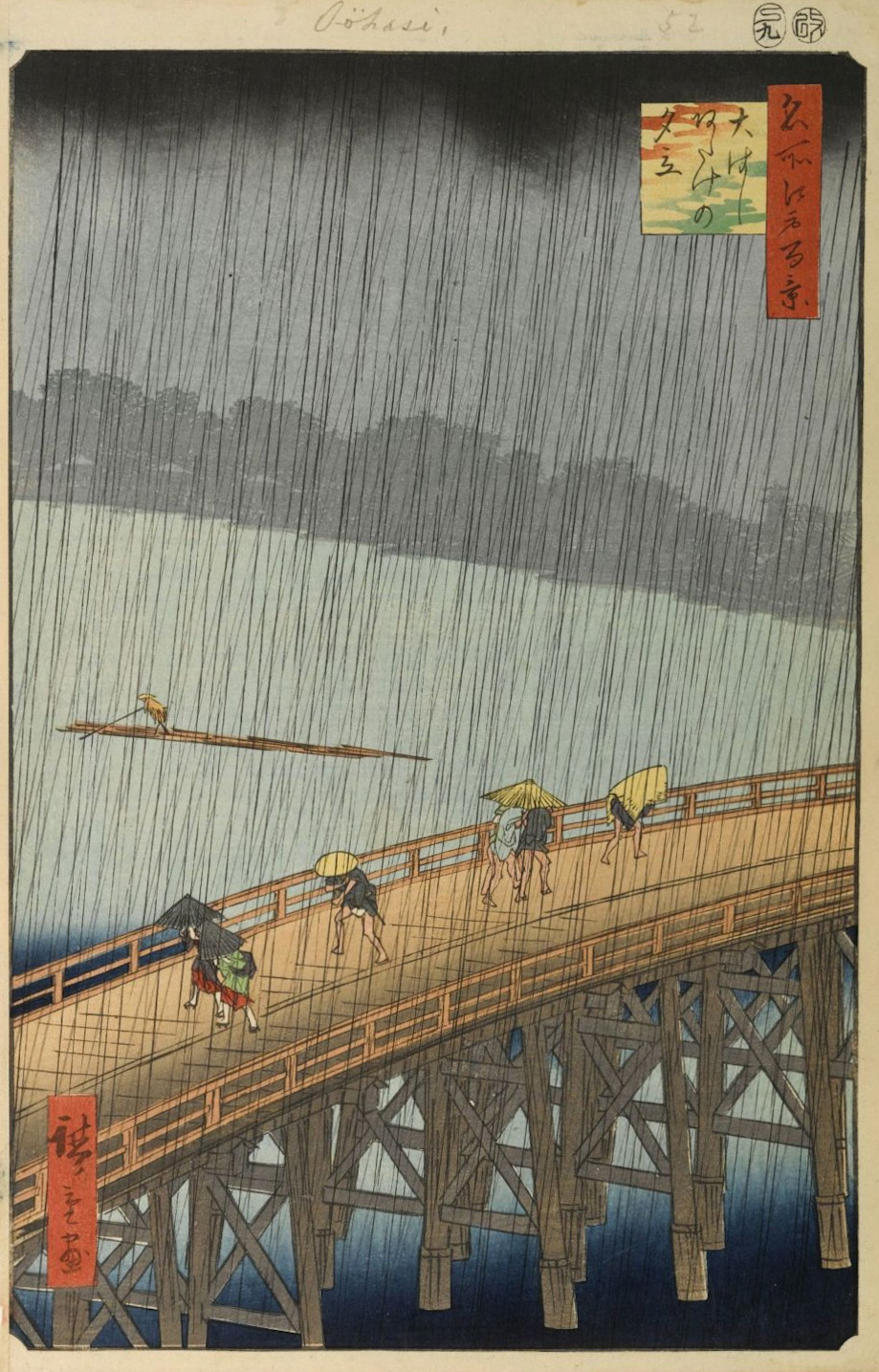
Cơn mưa bất chợt trên cầu Shin-Ohashi và Atake Hiroshige, 1857
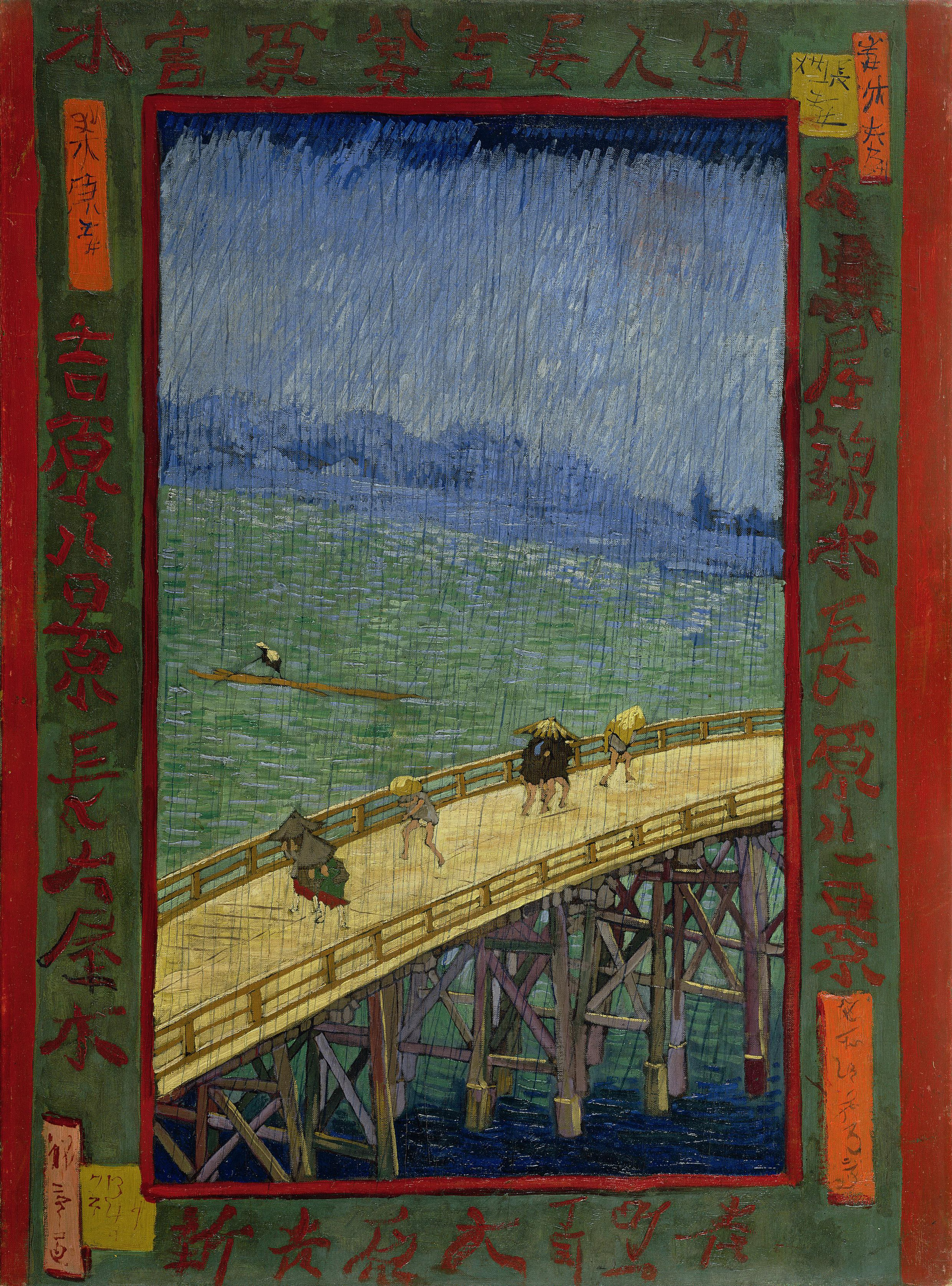
Cây cầu trong mưa (phỏng theo Hiroshige) van Gogh, 1887
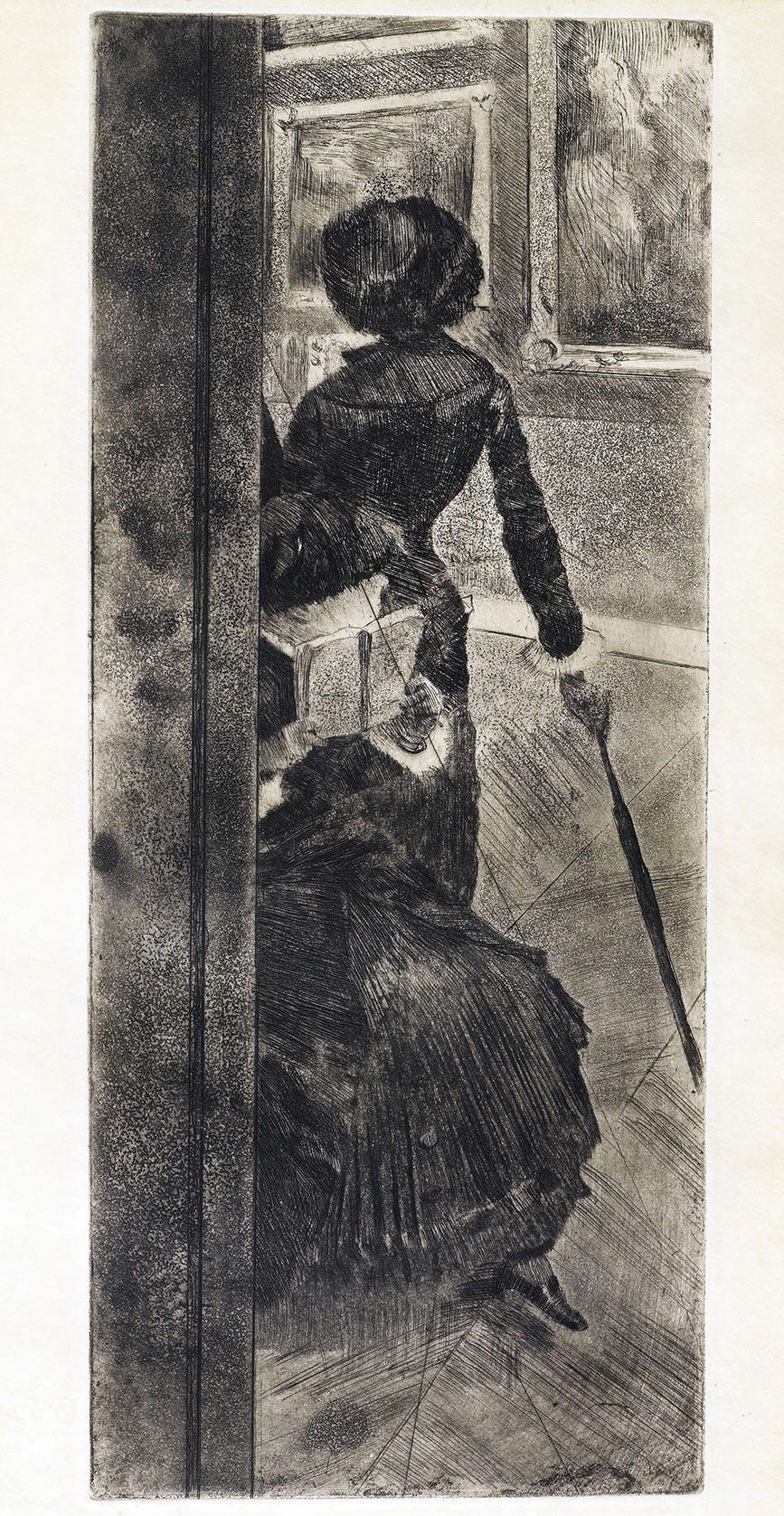
Mary Cassatt ở Louvre: Bảo tàng Tranh Degas, k. 1879–80
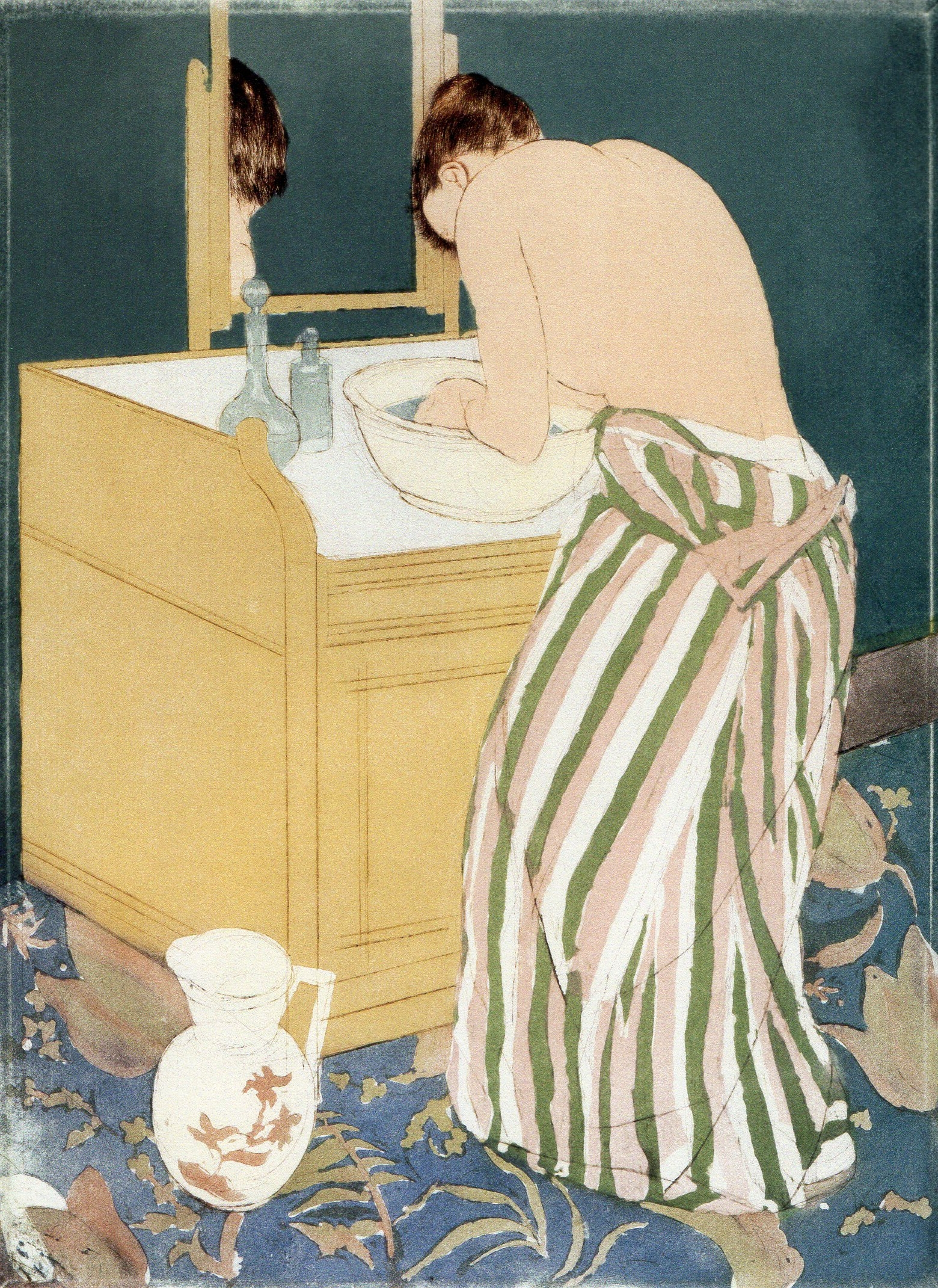
Người phụ nữ tắm Cassatt, k. 1890–91

### Các truyền thống phái sinh (thế kỷ XX)

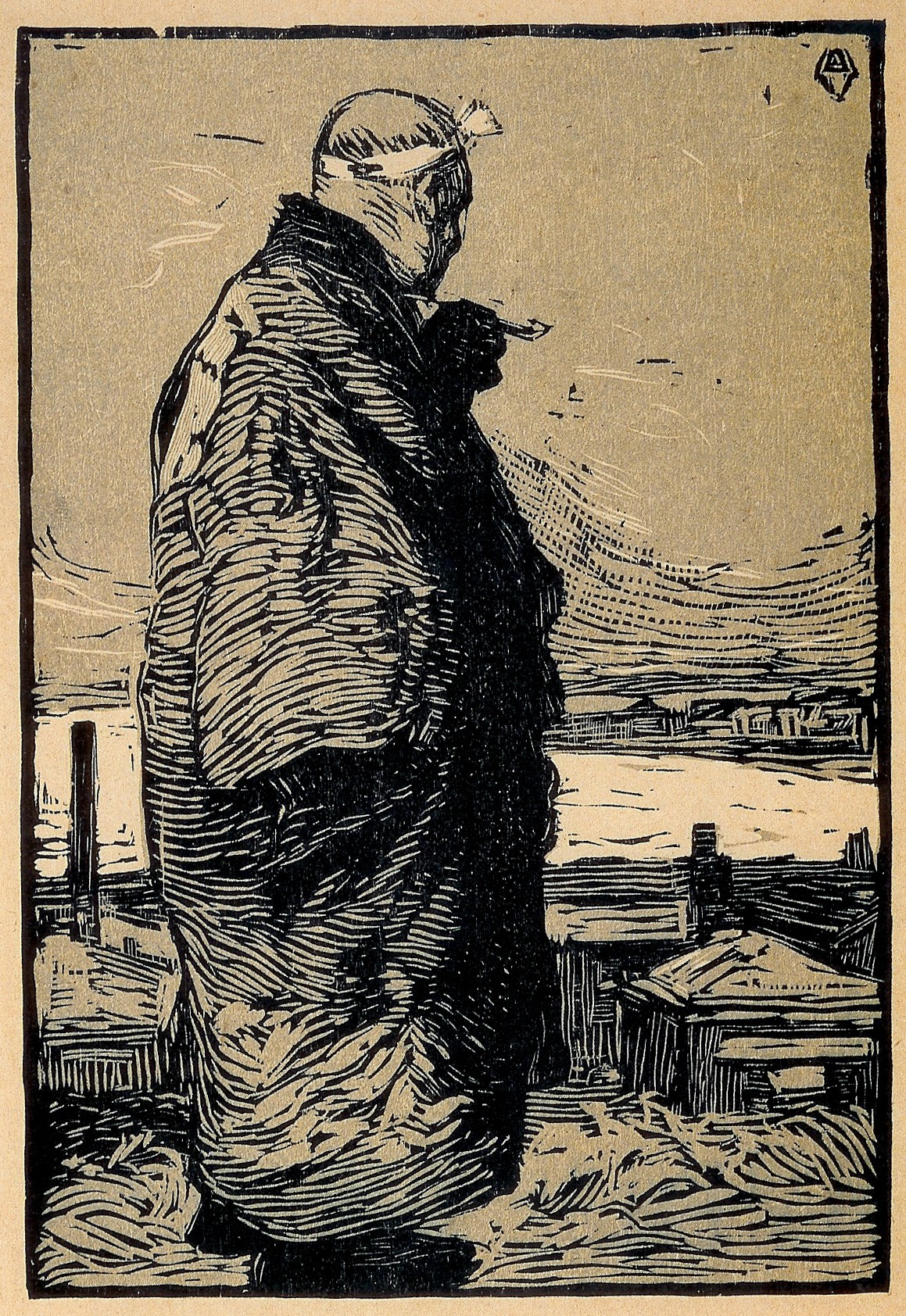
Ngư phu
Yamamoto Kanae, 1904

Những bức tranh phác thảo du lịch trong sổ tay đã trở thành một thể loại phổ biến bắt đầu từ năm 1905, khi chính quyền Minh Trị thúc đầy nền du lịch nội địa để giúp cho công dân hiểu biết rõ hơn về đất nước của mình. Năm 1915, nhà xuất bản Watanabe Shōzaburō đã giới thiệu thuật ngữ shin-hanga ("tân bản hoạ" - "tranh mới") để mô tả một phong cách in ấn mà ông đã xuất bản với chủ đề truyền thống của Nhật Bản, và nhằm vào những đối tượng là người thưởng lãm nước ngoài và cao cấp của Nhật Bản. Các nghệ sĩ nổi bật bao gồm Hashiguchi Goyō, được gọi là "Utamaro của thời kỳ Đại Chính" vì cách miêu tả phụ nữ của ông; Itō Shinsui, người đã mang lại nhiều cảm giác hiện đại hơn đối với hình ảnh của phụ nữ; và Kawase Hasui, người đã tạo ra những bức tranh phong cảnh hiện đại. Watanabe cũng xuất bản các tác phẩm của các nghệ sĩ không phải là người Nhật Bản, sự thành công ban đầu của công việc này là một bộ ấn bản in theo chủ đề của Ấn Độ và Nhật Bản vào năm 1916 bởi họa sĩ người Anh Charles W. Bartlett (1860–1940). Các nhà xuất bản khác đã tiếp nối theo sự thành công của Watanabe, và một số nghệ sĩ shin-hanga như Goyō và Yoshida Hiroshi đã thành lập các xưởng tranh để xuất bản tác phẩm của mình.
Các nghệ sĩ của phong trào sōsaku-hanga ("sáng tác bản hoạ" - "tranh sáng tạo") đã kiểm soát được mọi khía cạnh của quá trình in ấn—thiết kế, điều khắc, và in ấn từ cùng một đôi bàn tay. Yamamoto Kanae (1882–1946), sau này là sinh viên của Trường Mỹ thuật Tokyo, được ghi danh cho sự ra đời của cách tiếp cận này. Năm 1904, ông thực hiện tác phẩm Ngư phu, sử dụng kỹ thuật in mộc bản, một kỹ thuật cho đến khi đó đã bị đánh bại bởi các hội nhóm nghệ thuật Nhật Bản khác vì sự lỗi thời và liên quan đến nền sản xuất thương mại hàng loạt. Sự thành lập của Hiệp hội Nghệ sĩ Tranh khắc gỗ Nhật Bản (Japanese Woodcut Artists' Association) năm 1918 đã đánh dấu bước khởi đầu của cách tiếp cận này như là một phong trào. Phong trào này ủng hộ cá tính trong các nghệ sĩ của nó, và như vậy không có các chủ đề hoặc phong cách chi phối. Tác phẩm bao gồm từ những bức tranh trừu tượng hoàn toàn của Onchi Kōshirō (1891–1955) đến những nét phác họa theo hình ảnh cổ điển của những cảnh vật Nhật Bản của Hiratsuka Un'ichi (1895–1997). Những nghệ sĩ này đã sản xuất ra những bản in không phải chỉ vì họ hy vọng có thể tiếp cận được đông đảo khán giả, mà còn như một kết quả sáng tạo trong tự thân của tác phẩm, và không chịu sự hạn chế về phương tiện in của họ vào những khối mộc bản của ukiyo-e truyền thống.
Các bản in từ cuối thế kỷ XX và XXI đã phát triển từ những mối quan tâm của các phong trào trước đó, đặc biệt là sự nhấn mạnh của phong trào sōsaku-hanga đối với cá nhân thể hiện. Nghệ thuật in lụa, khắc axit, khắc nạo, phương tiện kết hợp, và các phương pháp Tây phương khác đã tham gia vào quá trình khắc gỗ truyền thống giữa các kỹ thuật in ấn.

Các hậu duệ của ukiyo-e
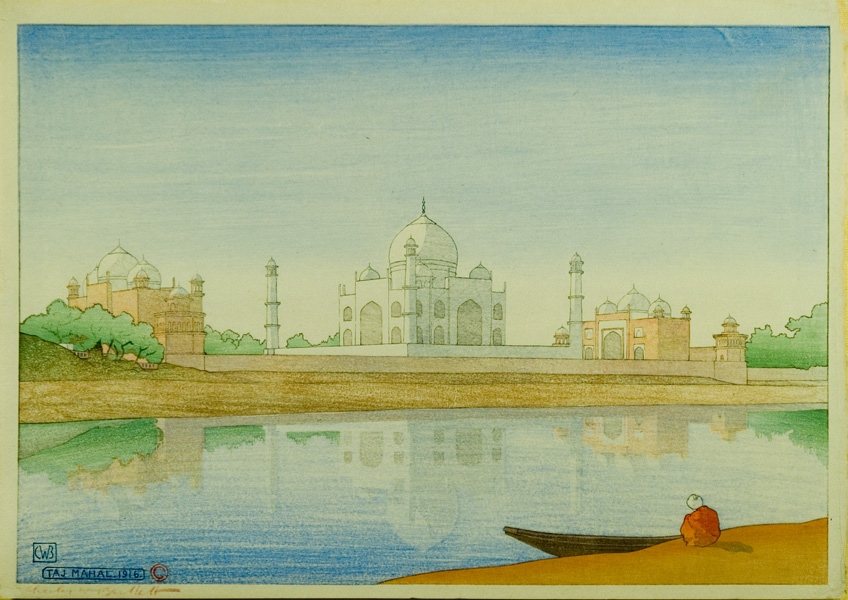
Taj Mahal, Charles W. Bartlett, 1916
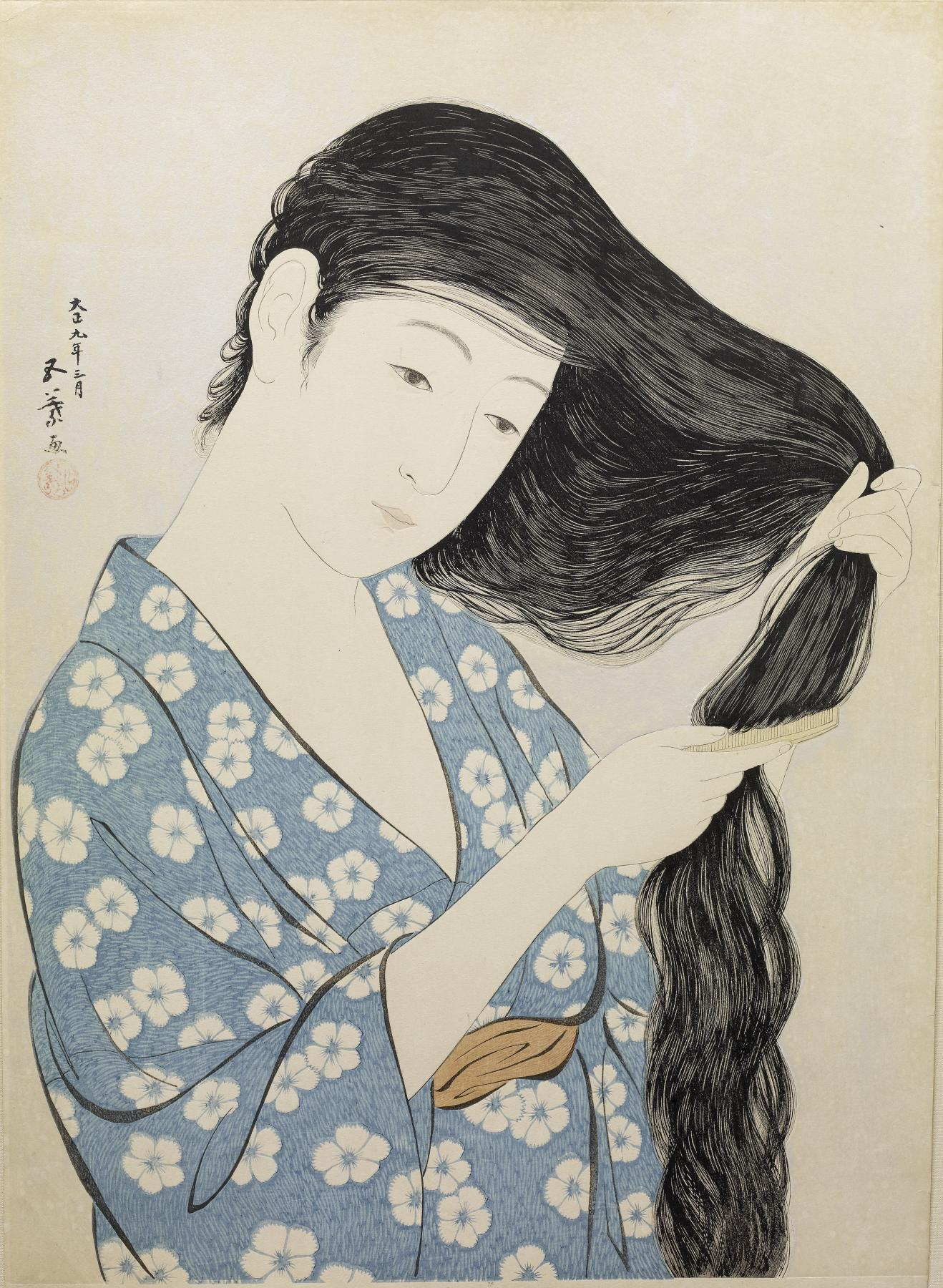
Kamisuki (Chải tóc) Hashiguchi Goyō, 1920
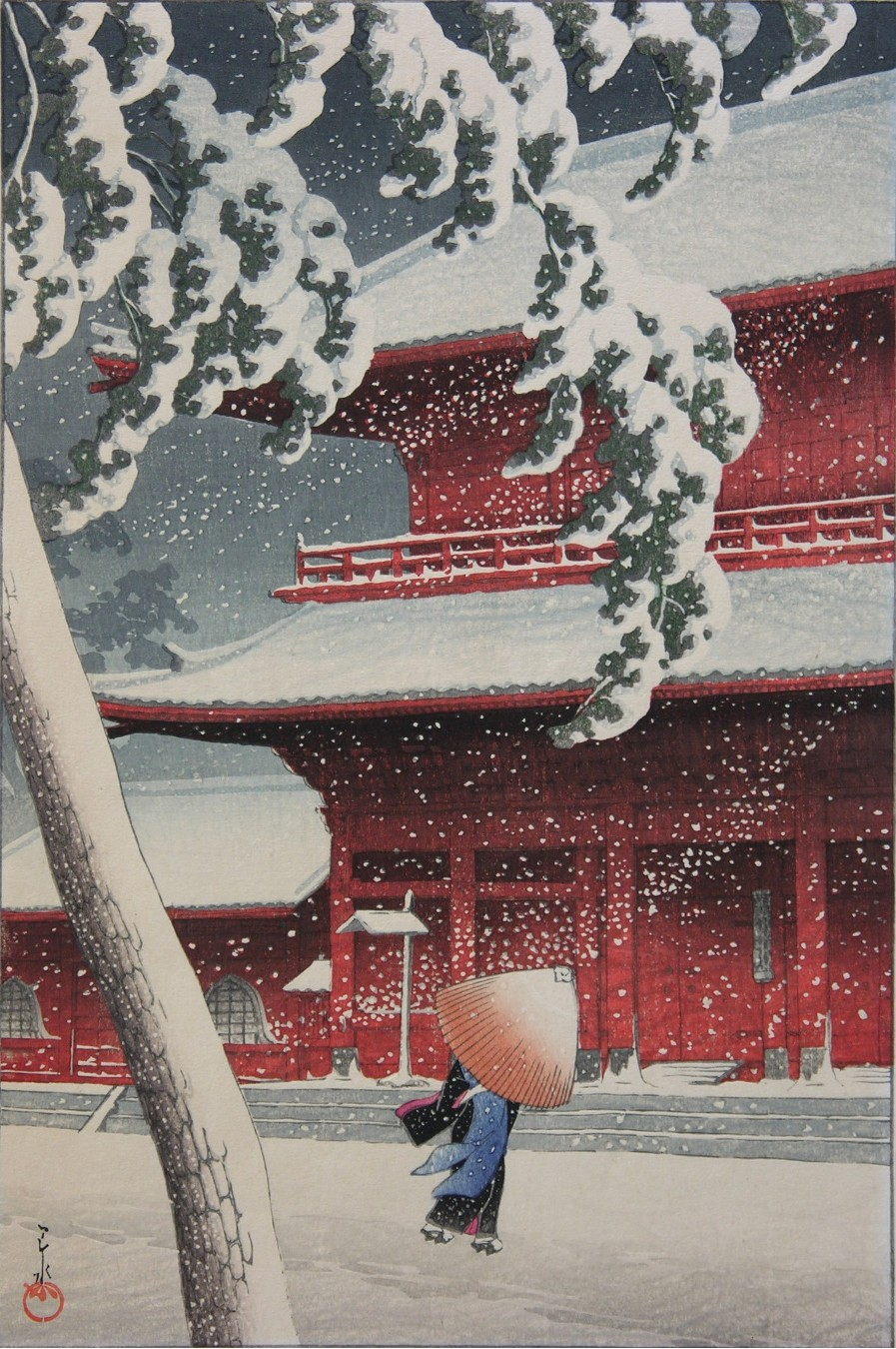
Shiba Zōjōji, Kawase Hasui, 1925
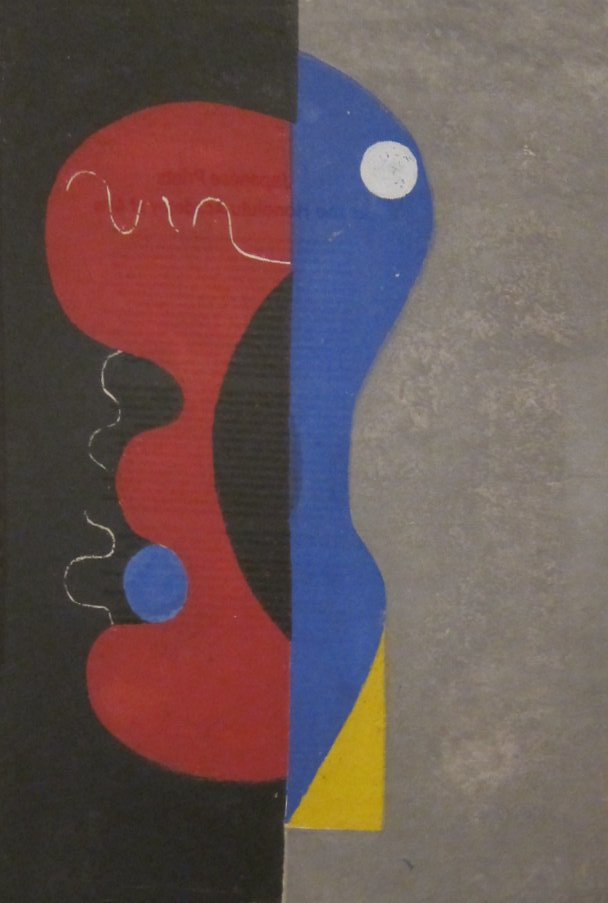
Lyric No. 23 Onchi Kōshirō, 1952

## Phong cách

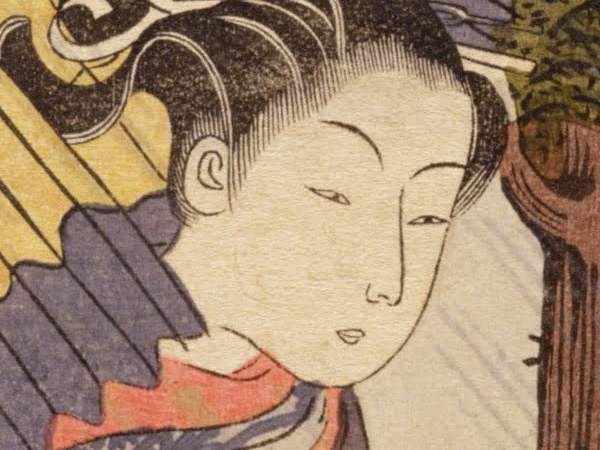
Thiếu nữ thăm đền lúc đêm khuya, Harunobu, thế kỷ XVII. Các đường nét rõ ràng và đồng nhất xác định và bao quanh các vùng có màu sắc đồng nhất.

Các nghệ sĩ ukiyo-e thuở sơ khai đã đưa vào trong các tác phẩm một lượng kiến thức tinh vi phức tạp về các nguyên lý về bố cục trong nghệ thuật hội họa kinh điển của Trung Quốc, cũng như có sự luyện tập khắt khe về chúng; một cách chậm rãi, những nghệ sĩ này từ bỏ dần ảnh hưởng công khai từ Trung Quốc để phát triển một cách biểu đạt thuần tuý Nhật Bản. Những nghệ sĩ ukiyo-e sơ khai này được gọi là "những người nguyên thủy" (Primitives), theo nghĩa môi trường in ấn là một thách thức mới cho loại hình nghệ thuật mà họ đã áp dụng những kỹ thuật đã có niên đại hàng thế kỷ này—các thiết kế hình ảnh của họ không được coi là "nguyên thủy". Nhiều nghệ sĩ ukiyo-e đã nhận được sự đào tạo từ những người chỉ dạy của môn phái Kanō và các môn phái hội họa khác.
Một điểm đặc trưng đã được xác định của hầu hết các bản tranh in ukiyo-e là một kiểu nét vẽ được phân định rõ ràng, rõ nét và đồng nhất. Các bản in sớm nhất chỉ có màu đơn sắc, và những đường nét này là yếu tố duy nhất được in ra; kiểu vẽ nét đặc thù này tiếp tục thống trị ngay cả với sự xuất hiện của màu sắc. Trong ukiyo-e, các dạng bố cục được bố trí trong các không gian phẳng với các hình thể thông thường ở cùng một độ sâu mặt phẳng duy nhất. Sự chú ý được dồn vào các mối quan hệ theo chiều dọc và chiều ngang, cũng như các chi tiết như các đường nét, hình dạng và hoạ tiết, chẳng hạn như những hoạ tiết trên trang phục. Bố cục thường là bất đối xứng, và điểm nhìn thường nằm ở những góc độ bất thường, chẳng hạn như từ bên trên xuống. Các yếu tố hình ảnh thường được cắt xén, tạo cho bố cục một cảm giác thanh thoát. Trong các bản in màu, đường viền của hầu hết các vùng màu sắc được xác định rõ ràng, thường là do sự đi nét kĩ. Tính thẩm mỹ của những vùng đồng nhất về màu sắc tỏ ra tương phản với việc điều chỉnh màu sắc theo vùng của các truyền thống hội họa phương Tây và với các truyền thống đương đại nổi bật khác trong nghệ thuật Nhật Bản được bảo trợ bởi tầng lớp thượng lưu, chẳng hạn như trong các nét bút lông với mực đơn sắc huyền ảo của nghệ thuật vẽ tranh bằng bút lông zenga hoặc màu sắc theo tông của tranh theo môn phái Kanō.

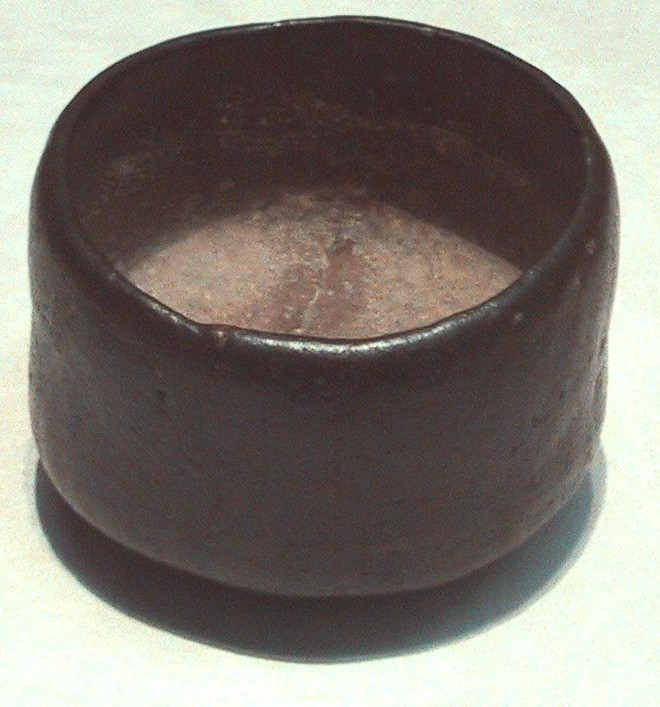
Mỹ học wabi-sabi trong một bát uống trà thế kỷ XVI

Các hoạ tiết đầy màu sắc, hoành tráng và phức tạp, liên quan đến việc thay đổi về thời trang, và các tư thế cũng như bố cục mang tính căng thẳng và đầy nhịp điệu trong ukiyo-e rất trái ngược với nhiều khái niệm trong thẩm mỹ Nhật Bản truyền thống. Nổi bật trong những điều này, wabi-sabi ủng hộ tính đơn giản, bất đối xứng và không hoàn hảo, với bằng chứng về sự trường tồn theo thời gian; và shibui đánh giá sự tinh tế, khiêm nhường và nhẫn nhịn. Ukiyo-e có thể ít xung đột hơn với các khái niệm thẩm mỹ như sự thịnh vượng, phong cách lịch thiệp của iki.
Ukiyo-e biểu thị một cách tiếp cận khác thường với phối cảnh đồ hoạ, một điểm có thể xuất hiện một cách kém phát triển khi so sánh với các bức tranh Châu Âu cùng thời kỳ. Phối cảnh đồ hoạ theo kiểu Tây phương đã được biết đến ở Nhật—được thực hiện một cách nổi bật nhất bởi các họa sĩ thuộc môn phái Akita trong thập niên 1770—cũng như các phương pháp của Trung Quốc để tạo ra một cảm giác về chiều sâu bằng cách sử dụng sự đồng nhất của các đường song song. Các kỹ thuật này đôi khi xuất hiện cùng nhau trong các tác phẩm ukiyo-e, phối cảnh đồ hoạ cung cấp một ảo giác về chiều sâu trong cảnh nền và phối cảnh rõ nét hơn của Trung Quốc ở phía trước. Các kỹ thuật này hầu như được học đầu tiên từ những bức tranh theo phong cách phương Tây của Trung Quốc, chứ không phải là trực tiếp từ các tác phẩm phương Tây. Một thời gian dài sau khi trở nên quen thuộc với những kỹ thuật này, các nghệ sĩ vẫn tiếp tục cân đối hài hòa chúng với các phương pháp truyền thống theo nhu cầu về cách sắp xếp bố cục và nhu cầu biểu cảm của chúng. Những phương cách tạo ra chiều sâu khác bao gồm phương pháp về bố cục ba phần của Trung Quốc được sử dụng trong các hình ảnh Phật giáo, ở đó một hình dáng lớn được đặt ở tiền cảnh, nhỏ hơn ở trung cảnh, và nhỏ hơn nữa ở hậu cảnh; điều này có thể nhận biết được trong tác phẩm Sóng lừng ngoài khơi Kanagawa của Hokusai, với một chiếc thuyền lớn ở tiền cảnh, một chiếc nhỏ hơn ở phía sau, và một Đỉnh Fuji nhỏ nằm phía sau chúng.
Có một khuynh hướng bắt đầu từ thời kỳ đầu của ukiyo-e để tạo dáng cho những người đẹp theo cách mà nhà sử học về nghệ thuật Wakakura Midori gọi là một "dáng điệu hình con rắn", kiểu tư thế mà cơ thể của các chủ thể xoắn lại một cách không tự nhiên trong khi đang chạm mặt với chính mình. Nhà sử học về nghệ thuật Kōno Motoaki đã cho rằng điều này có nguồn gốc trong điệu múa buyō truyền thống; Suwa Haruo đã phản bác rằng các tư thế đó là đặc thù về mỹ thuật do các nghệ sĩ ukiyo-e thực hiện, khiến cho một tư thế dường như thoải mái có thể tạo ra những thái cực không tự nhiên hoặc không thể xảy ra. Điều này vẫn tồn tại ngay cả khi các kỹ thuật phối cảnh thực tế đã được áp dụng cho các phần khác của bối cảnh.

### Chủ đề và thể loại
Các chủ đề tiêu biểu là những người phụ nữ đẹp ("'bijin-ga'"), diễn viên kabuki ("'yakusha-e'"), và phong cảnh. Những phụ nữ được miêu tả thường là những kỹ nữ hạng sang và geisha trong lúc nhàn rỗi, và quảng bá các hoạt động giải trí tồn tại trong các khu phố lầu xanh. Các chi tiết mà nghệ sĩ mô tả về thời trang và kiểu tóc của kỹ nữ hạng sang cho phép các bản in có thể xác định được niên đại với độ tin cậy nhất định. Sự chú ý thứ yếu nhằm đến tính chính xác của các đặc điểm thể chất của phụ nữ, điều tiếp nối các kiểu thời trang qua tranh ảnh của thời đại đó—khuôn mặt rập khuôn, thân hình cao và dày dặn ở một thế hệ này, trong khi nhỏ nhắn hơn trong một thế hệ khác. Chân dung của những người nổi tiếng được yêu cầu khá nhiều, đặc biệt là những người từ giới kabuki và sumo, hai trong số những thú giải trí phổ biến nhất của thời đại này. Trong khi tranh phong cảnh đã giúp định hình được ukiyo-e cho rất nhiều người phương Tây, loại hình này lại phát triển tương đối muộn trong lịch sử của ukiyo-e.

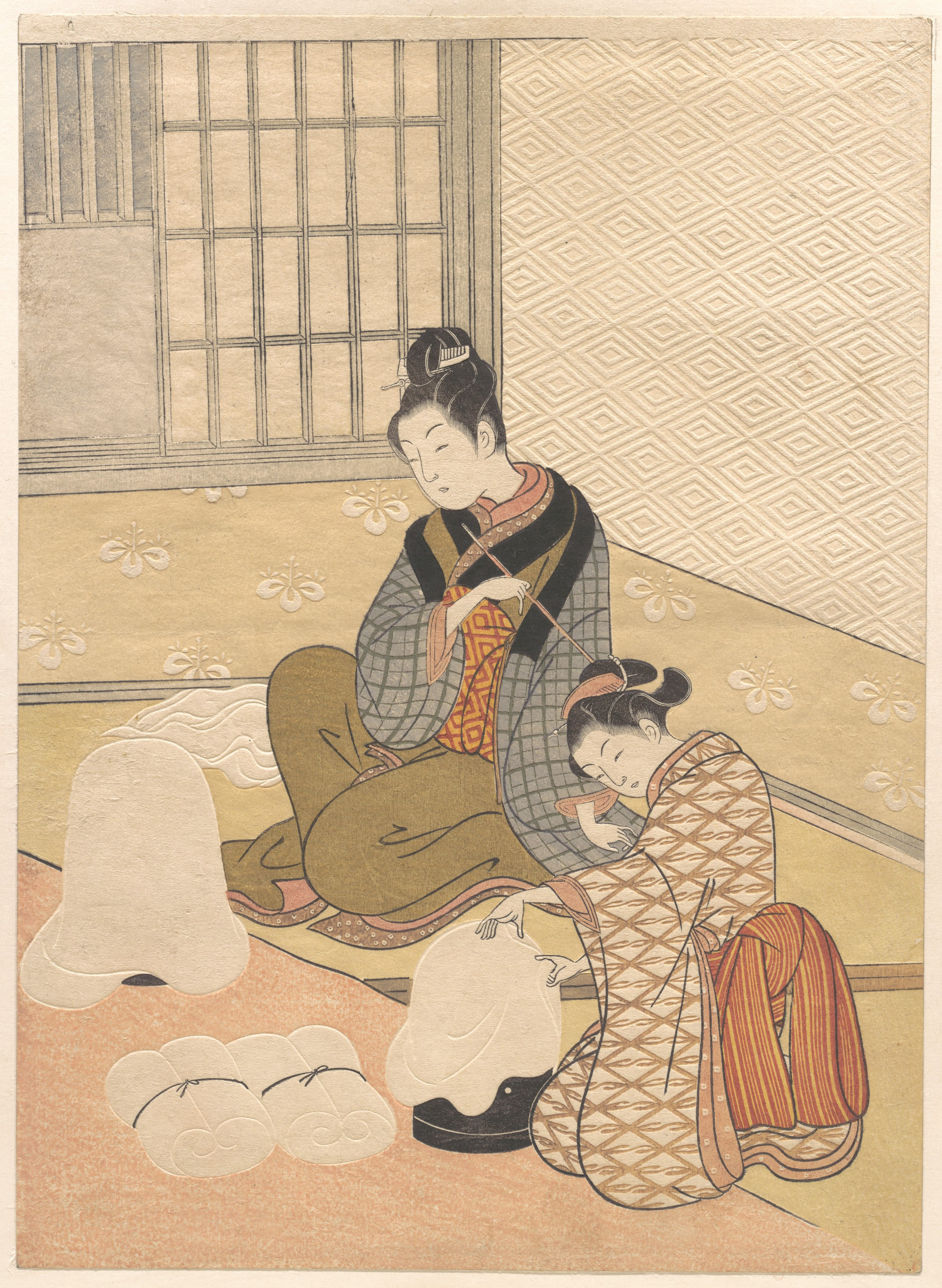
Tranh chân dung của những người đẹp là trụ cột của ukiyo-e. Giấy dán tường và các vật dụng khác trong bản in gấm này được dập nổi một cách tài tình.
Tuyết chiều nơi sàn phơi, Harunobu, 1766

Các bản in của ukiyo-e đã phát triển từ tranh minh hoạ cho sách—nhiều bản in trang đơn đầu tiên của Moronobu là các trang từ những cuốn sách ông đã vẽ minh hoạ. Các cuốn sách tranh minh hoạ e-hon được phổ biến và tiếp tục là một thị trường quan trong cho các nghệ sĩ ukiyo-e. Vào thời kỳ cuối, Hokusai đã sản xuất bộ ba tập Một trăm cảnh núi Phú Sĩ và bộ mười lăm tập Bắc Trai mạn hoạ, đây là một bản tóm tắt của hơn 4000 bản phác thảo theo nhiều chủ đề hiện thực và kỳ dị.
Các tôn giáo truyền thống của Nhật Bản không coi tình dục hoặc tranh ảnh khiêu dâm là sự sai lệch về đạo đức như trong cảm thức của Do Thái-Kitô, và cho đến khi diễn ra sự thay đổi về mặt nhận thức đạo đức của thời đại Minh Trị dẫn đến sự đàn áp với thể loại này, các bản in khiêu dâm shunga vẫn là một thể loại chính. Trong khi chế độ Tokugawa áp dụng chế độ kiểm duyệt nghiêm ngặt cho Nhật Bản, nội dung khiêu dâm không bị coi là một hành vi phạm tội quan trọng và thường nhận được sự chấp thuận của người kiểm duyệt. Nhiều trong số những bản in này cho thấy mức độ cao trong việc diễn tả qua nét vẽ, và thường có tính hài hước, trong những miêu tả rõ ràng về cảnh phòng the, những người thích xem tranh ảnh khiêu dâm, và giải phẫu quá khổ. Cũng giống như những miêu tả về kỹ nữ hạng sang, những hình ảnh này gắn liền với những thú tiêu khiển của những khu phố đèn đỏ. Gần như mọi bậc thầy ukiyo-e đều vẽ shunga vào một thời điểm nào đó. Những hồ sơ lưu trữ về sự chấp nhận của xã hội cho shunga hầu như không hề có, mặc dù Timon Screech cho rằng hầu như chắc chắn có một số lo ngại về vấn đề này, và mức độ chấp nhận của nó đã bị cường điệu hóa bởi các nhà sưu tập sau này, đặc biệt là ở phương Tây.
Các khung cảnh từ thiên nhiên là một phần quan trọng của nghệ thuật châu Á trong suốt lịch sử. Các nghệ sĩ đã nghiên cứu kỹ các hình thức và giải phẫu chính xác về thực vật và động vật, mặc dù các mô tả giải phẫu về người vẫn tỏ ra kỳ cục hơn cho tới thời kỳ hiện đại. Các bản in về tự nhiên của ukiyo-e được gọi là kachō-e, dịch ra có nghĩa là "tranh về hoa và chim muông", mặc dù thể loại này không chỉ nói về hoa hay chim muông, cũng như hoa cỏ và chim không nhất thiết phải xuất hiện cùng nhau. Các bản in chi tiết, chính xác của Hokusai đã được ghi nhận với việc thành lập kachō-e như một thể loại.
Cải cách Thiên Bảo vào thập niên 1840 đã ngăn chặn việc miêu tả các diễn viên và những người kỹ nữ. Bên cạnh tranh phong cảnh và kachō-e, các nghệ sĩ đã chuyển sang mô tả các cảnh trong lịch sử, chẳng hạn như các chiến binh cổ đại hoặc các cảnh từ huyền thoại, văn học và tôn giáo. Tác phẩm thế kỷ XI Truyện kể Genji và tác phẩm thế kỷ XIII Truyện kể Heike đã là nguồn cảm hứng cho nghệ thuật trong suốt lịch sử Nhật Bản, trong đó có ukiyo-e. Các chiến binh và kiếm sĩ nổi tiếng như Miyamoto Musashi (1584–1645) là những đối tượng được miêu tả thường xuyên, cũng như những sự mô tả về quái vật, các thể lực siêu nhiên, và những anh hùng của thần thoại Nhật Bản và Trung Quốc.
Từ thế kỷ XVII đến XIX, Nhật Bản đã tự cô lập chính mình khỏi phần còn lại của thế giới. Thương mại, chủ yếu với Hà Lan và Trung Quốc, bị giới hạn ở đảo Dejima gần Nagasaki. Những bức tranh về người ngoại quốc mang tên Nagasaki-e được bán cho khách du lịch nước ngoài cùng đồ dùng của họ. Vào giữa thế kỷ XIX, Yokohama đã trở thành khu định cư nước ngoài đầu tiên sau năm 1859, từ đó kiến thức phương Tây đã có dịp được sinh sôi nảy nở ở Nhật Bản. Đặc biệt từ năm 1858 đến năm 1862, các bản in Yokohama-e được in ra, với nhiều cấp độ khác nhau của sự kiện và thị hiếu, cộng đồng ngày càng tăng của các cư dân trên thế giới mà người Nhật đã tiếp xúc; những bộ tam liên họa (triptych) về người phương Tây và công nghệ của họ đặc biệt phổ biến.
Các ấn bản đặc biệt bao gồm surimono, các bản in chất lượng cao với số lượng giới hạn dành cho những người sành sỏi, trong đó có một bài thơ kyōka năm dòng thường là một phần của thiết kế; và uchiwa-e được in lên quạt tay, thường được lắp cán.

Các thể loại của ukiyo-e
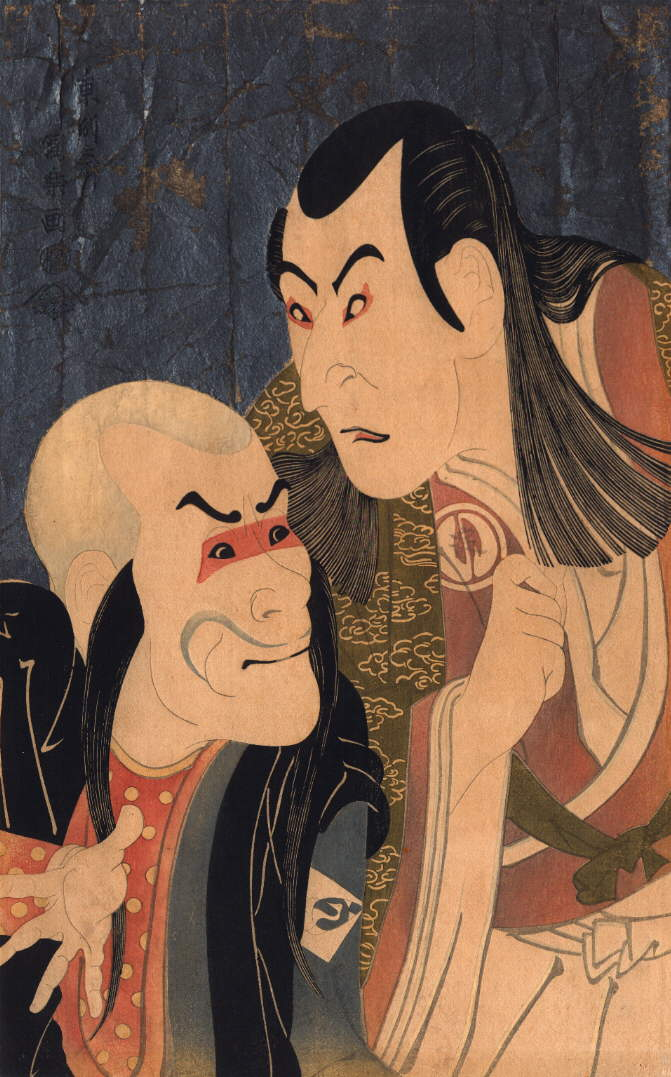
Bản in yakusha-e của hai diễn viên kabuki Sharaku, 1794
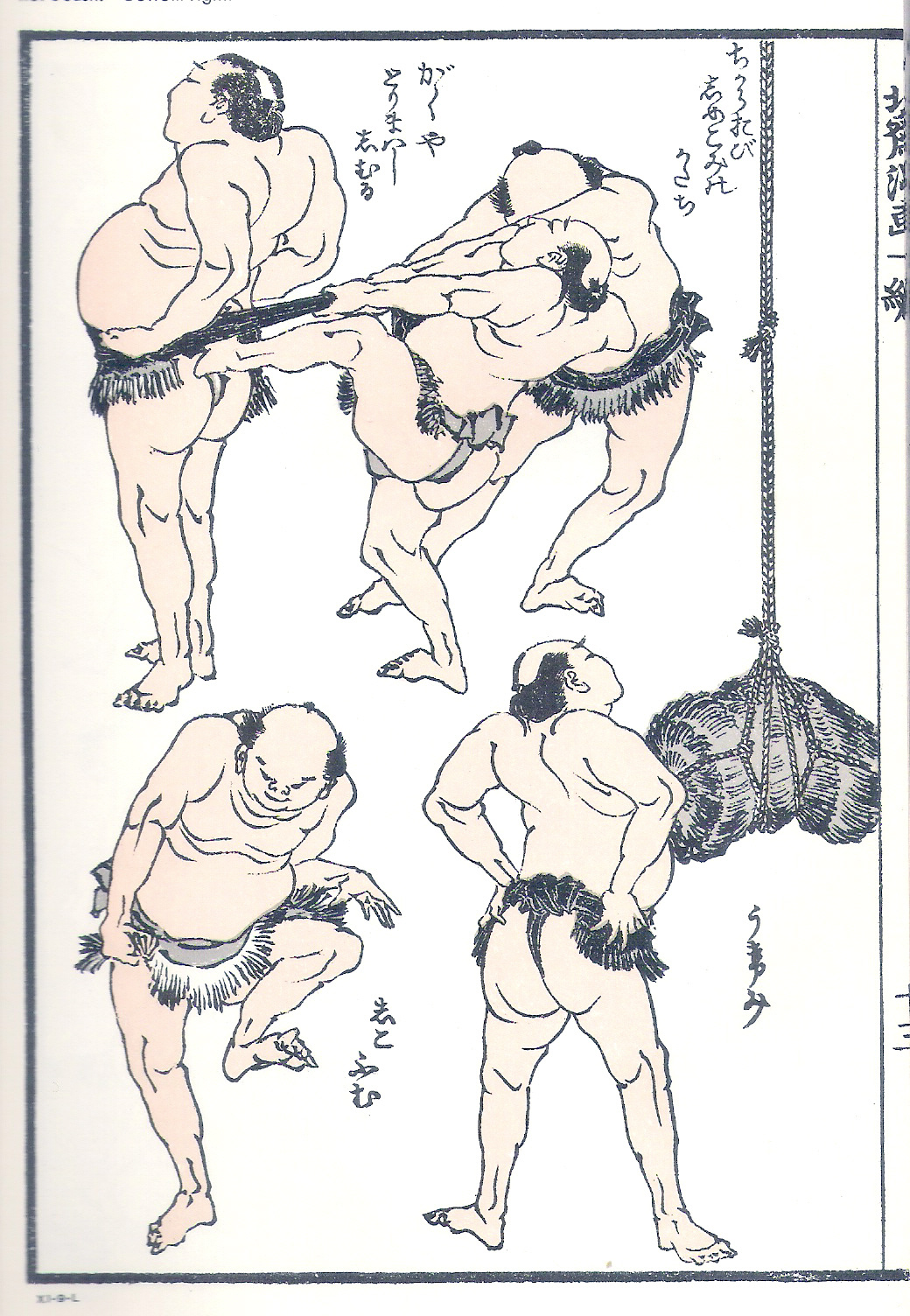
Các đô vật sumo trong tư thế chuẩn bị, trang trong sách e-hon từ Bắc Trai mạn hoạ Hokusai, đầu thế kỷ XIX
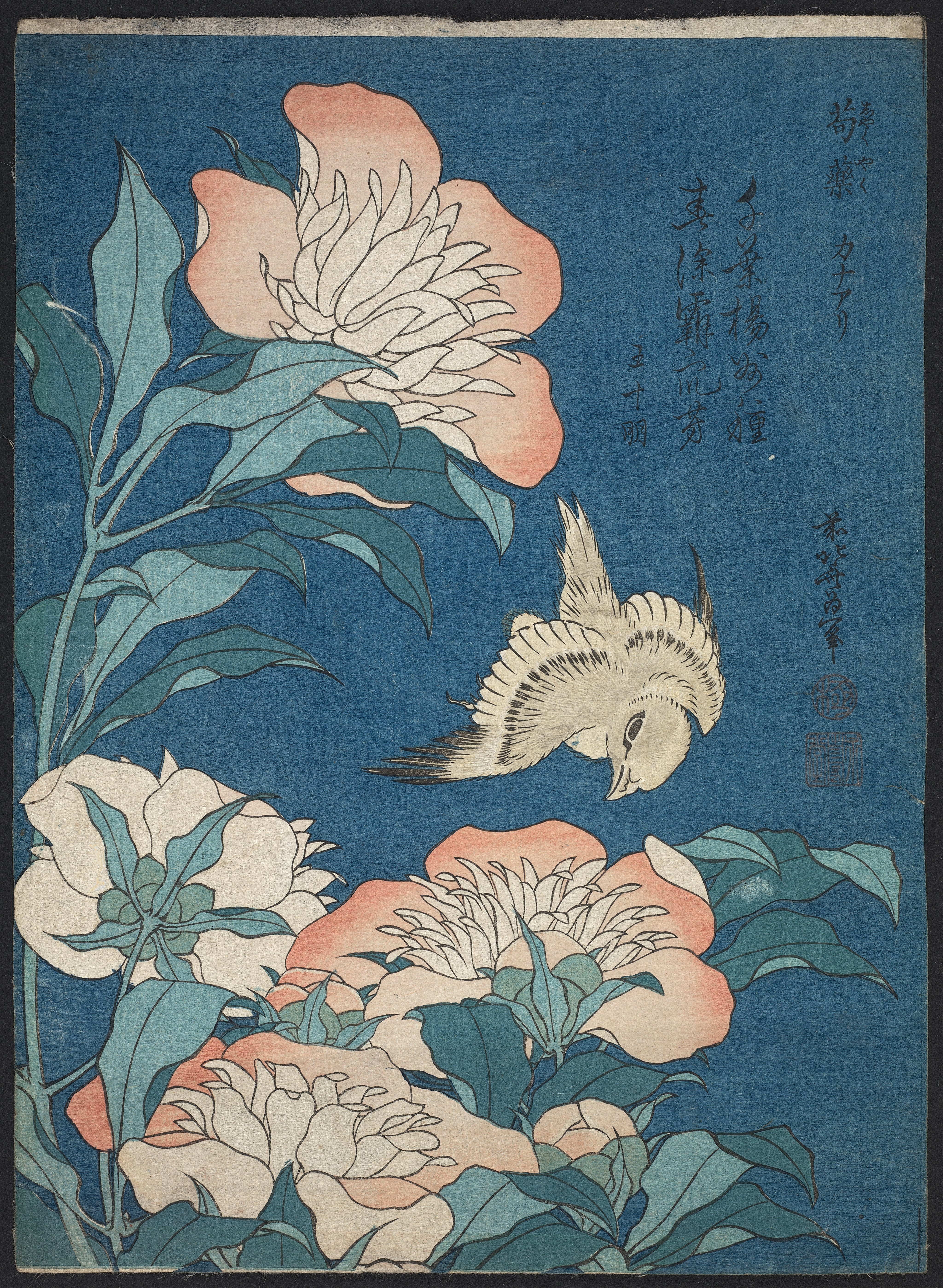
Thược dược và kim tước Kachō-ga bởi Hokusai, k. 1834
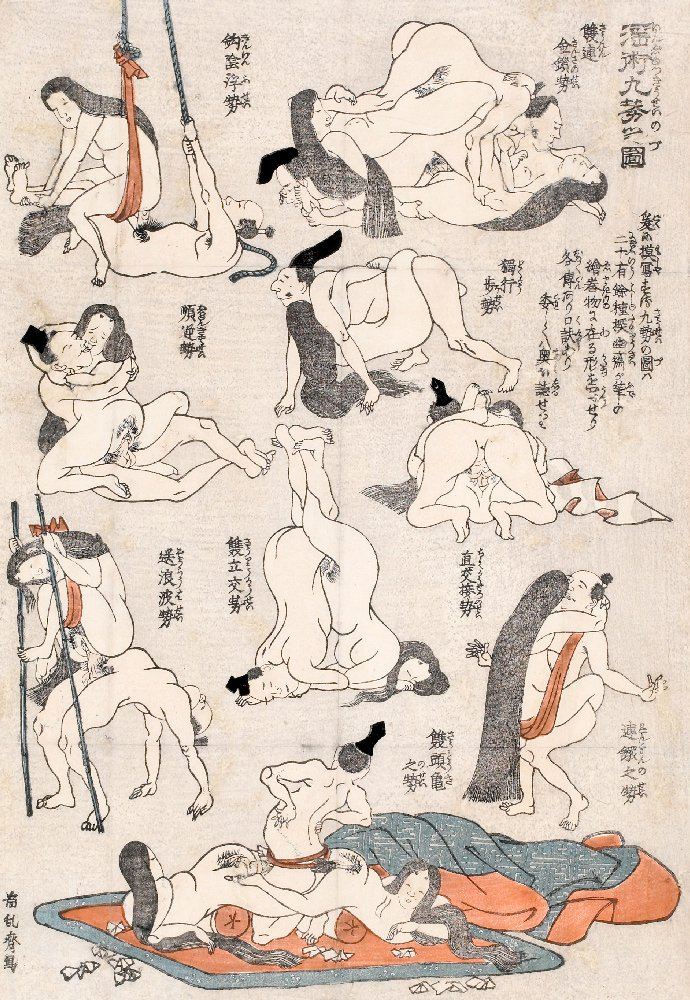
Từ sách hướng dẫn quan hệ tình dục khiêu dâm shunga Báu vật giấu trong túi Eisen, k. 1830s–40s
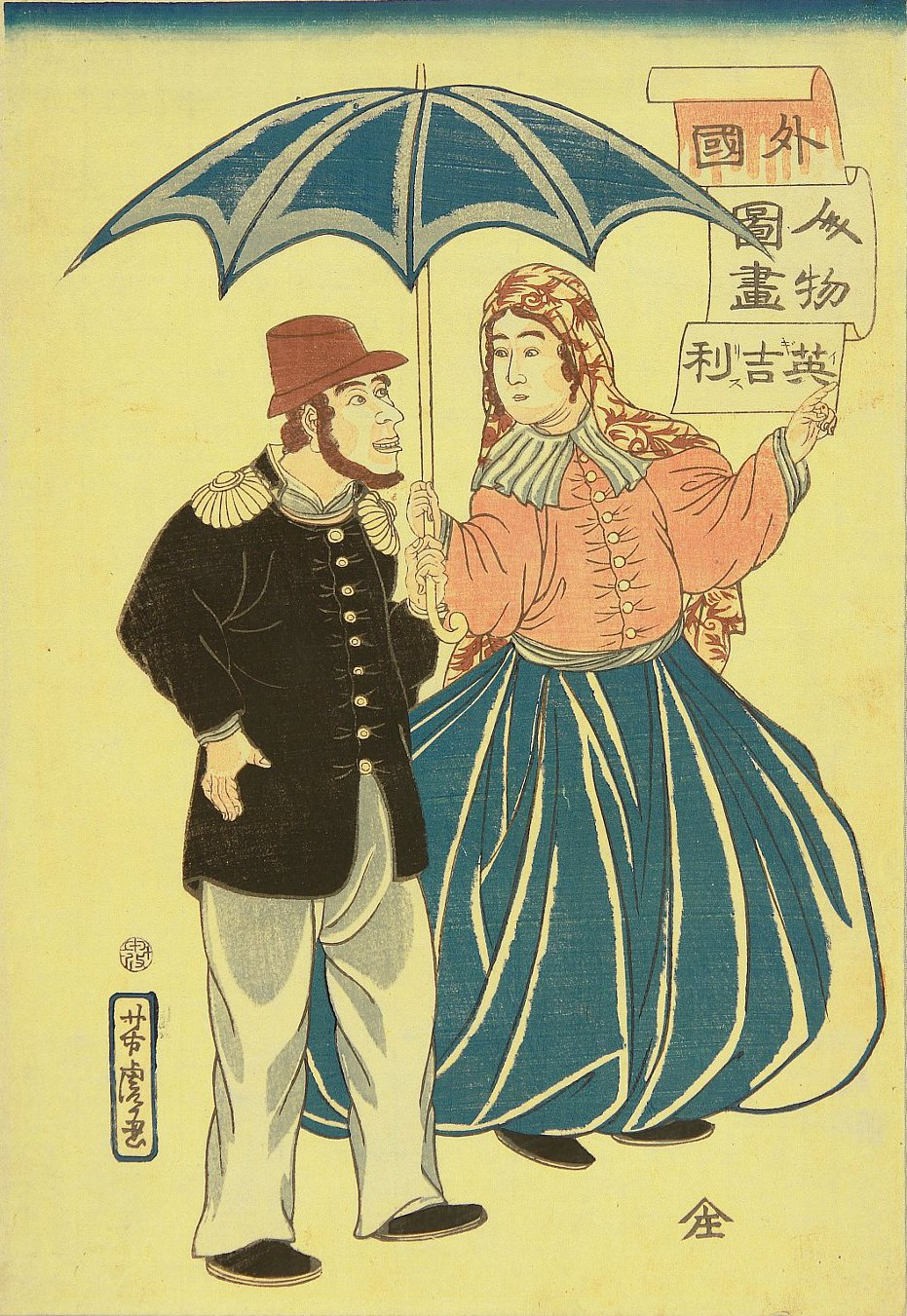
Cặp đôi Anh quốc Tranh Yokohama-e bởi Utagawa Yoshitora, 1860

## Sản xuất

### Tranh vẽ
Các nghệ sĩ ukiyo-e thường thực hiện cả hai loại tranh in và vẽ; một số nghệ sĩ chỉ chuyên về một loại tranh nhất định. Trái ngược với các truyền thống trước đây, các họa sỹ ukiyo-e ưa chuộng những màu sắc tươi sáng, sắc nét, và thường vẽ các đường viền bằng mực sumi, một hiệu ứng tương tự như các đường lên nét trong bản in. Không bị giới hạn bởi những hạn chế về mặt kỹ thuật của in ấn, một phạm vi rộng các kỹ thuật, thuốc màu và bề mặt đã có sẵn cho họa sĩ tự do sáng tác. Các nghệ sĩ vẽ bằng các chất khoáng hoặc chất hữu cơ, chẳng hạn như cây hồng hoa, vỏ của các động vật dưới nước, chì và chu sa, và các thuốc nhuộm tổng hợp sau đó được nhập khẩu từ phương Tây như xanh lá cây Paris và xanh Phổ. Tranh cuộn treo tường bằng giấy lụa hoặc giấy kakemono, tranh thủ quyển makimono, hoặc tranh gấp byōbu là những dạng phổ biến nhất.

Các tranh vẽ ukiyo-e
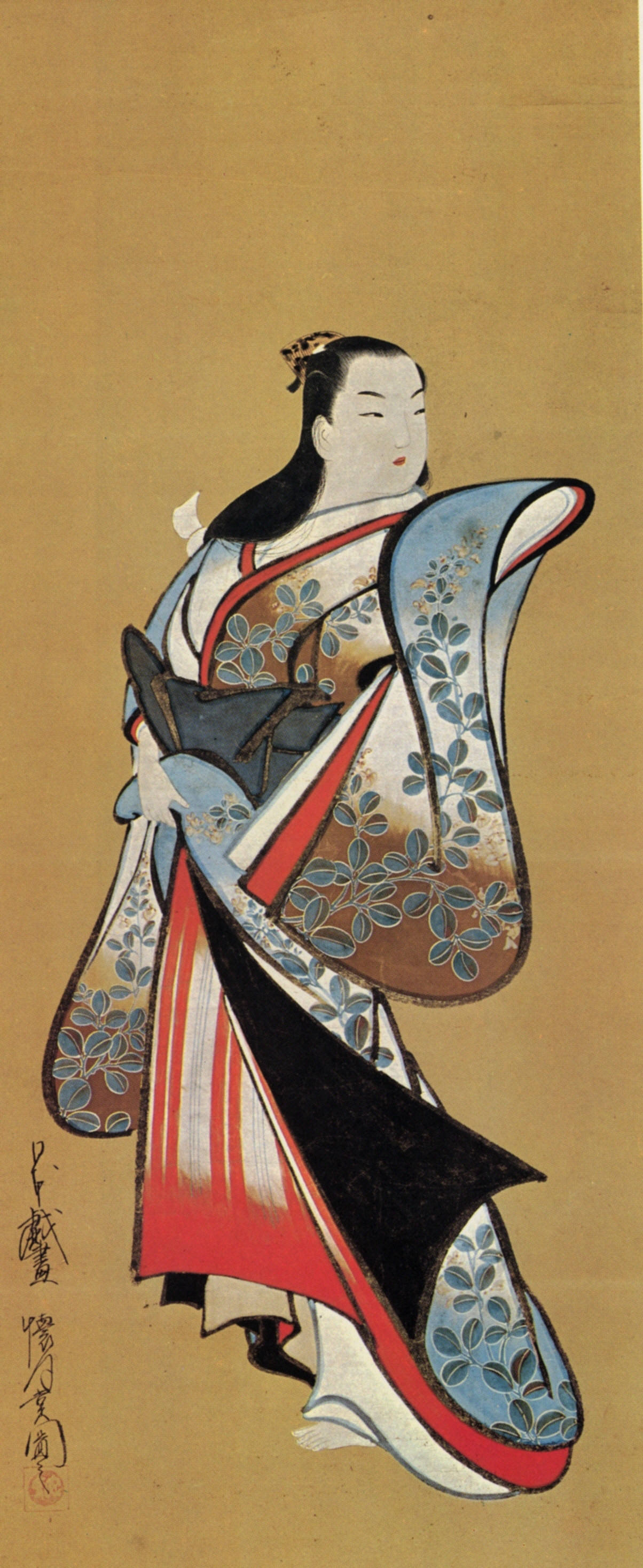
Bijin-ga Kaigetsudō Ando, thế kỷ XVIII
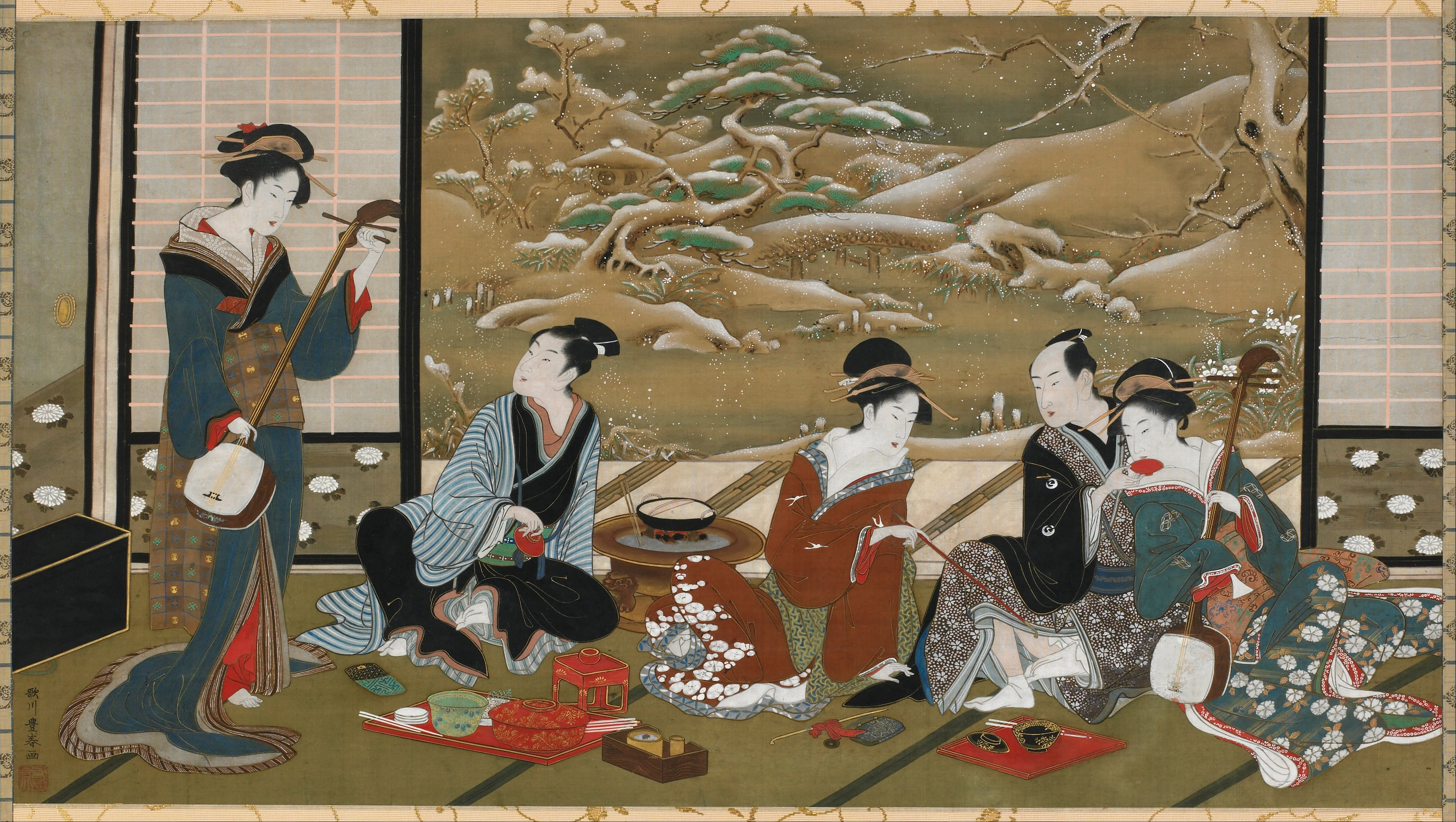
Bữa tiệc mùa đông Utagawa Toyoharu, khoảng giữa thế kỷ XVIII – cuối thế kỷ XIX
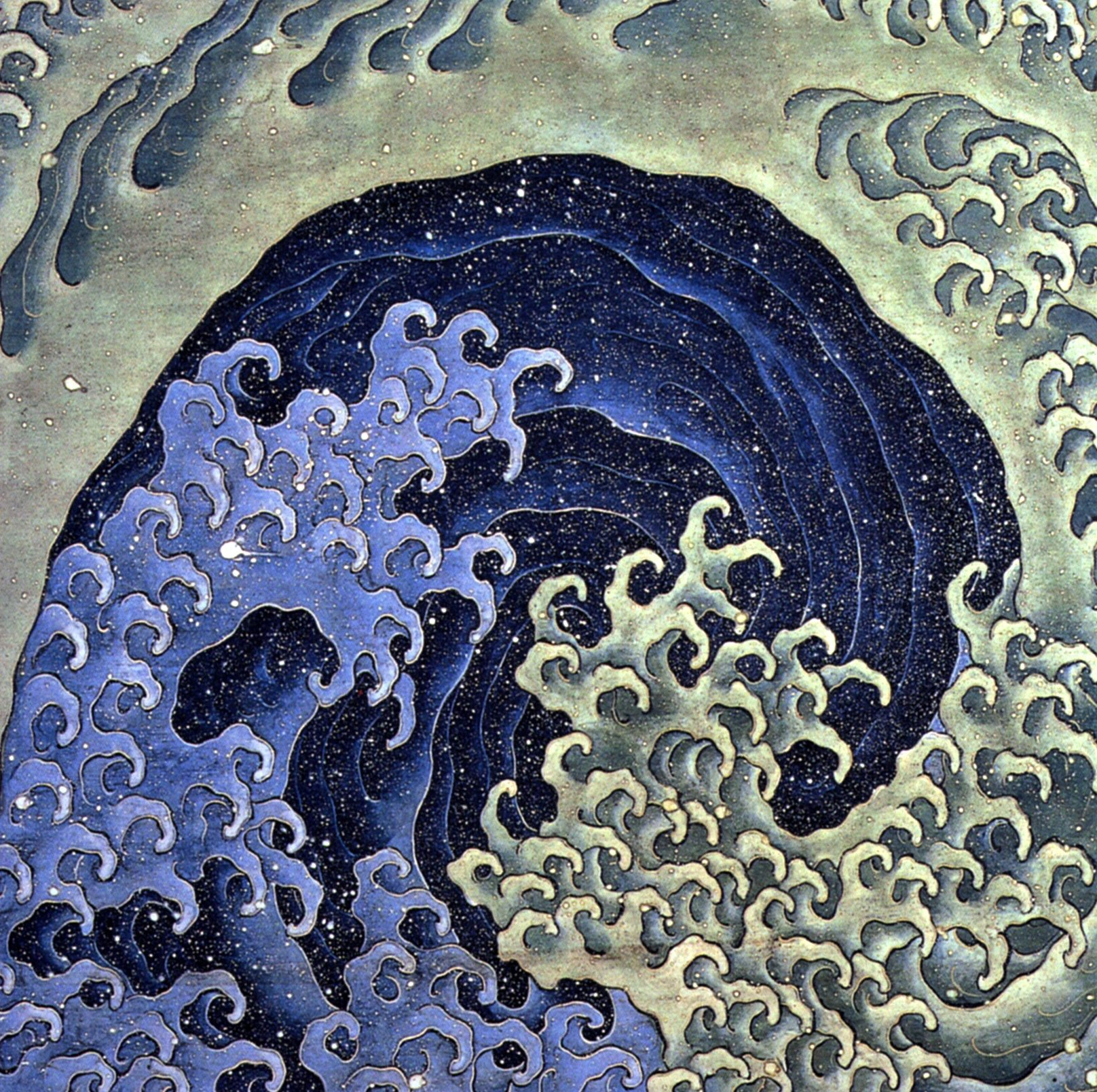
Cơn sóng yểu điệu Hokusai, giữa thế kỷ XIX

### Sản xuất in ấn

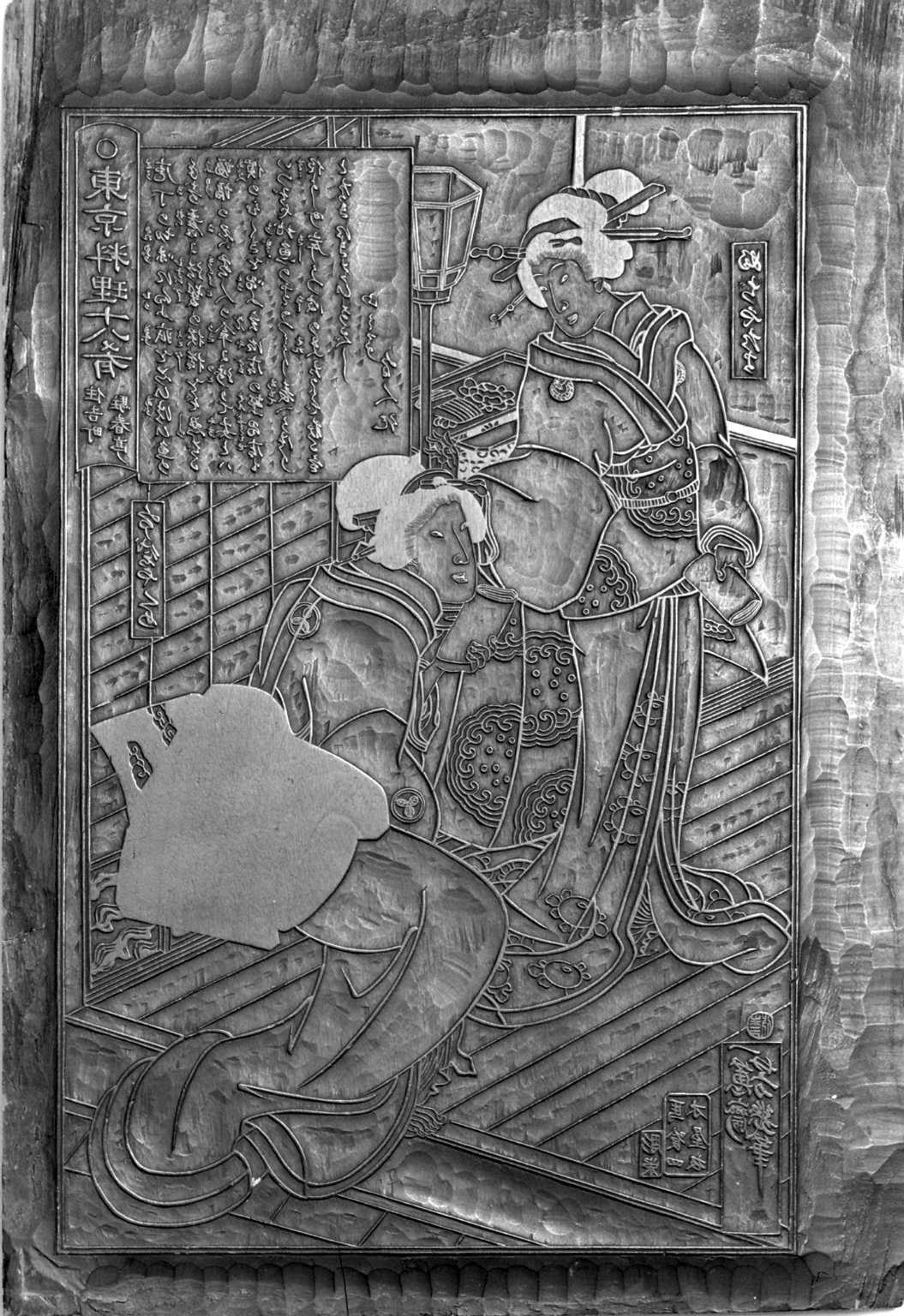
Khối mộc bản chính cho bản in ukiyo-e, Utagawa Yoshiiku, 1862

Các bản in ukiyo-e là các tác phẩm của những đội ngũ nghệ nhân trong một số xưởng in; rất hiếm khi các nhà thiết kế tự cắt các mộc bản của chính họ. Những người chịu trách nhiệm cho sản phẩm được chia thành bốn nhóm: nhà xuất bản, người ủy nhiệm, thăng cấp và phân phát các ấn phẩm; các nghệ sĩ, người cung cấp hình ảnh thiết kế; thợ khắc gỗ, những người chế tác các mộc bản dùng để in ấn; và các thợ in, người thực hiện công đoạn ấn mộc bản để in lên giấy. Thông thường, chỉ có tên của nghệ sĩ và nhà xuất bản được ghi danh trên bản in hoàn chỉnh.
Các bản in ukiyo-e được in ấn một cách thủ công trên loại giấy làm bằng tay, chứ không phải bằng lực ép cơ khí như phương Tây. Người nghệ sĩ đã cung cấp một bản vẽ bằng mực trên giấy mỏng, được dán vào một khối làm bằng gỗ cây anh đào và chà xát với dầu cho đến khi các lớp bên trên của giấy có thể kéo được đi, để lại một lớp mờ của giấy mà người đục khối gỗ có thể sử dụng như một chỉ dẫn. Người đục khối gỗ cắt bỏ các vùng không có màu đen của hình ảnh, để lại các vùng được nâng lên đã được tô mực lại để có thể đóng dấu in xuống. Bản vẽ gốc bị phá hủy trong quá trình này.
Các bản in được thực hiện với mặt khắc của khối mộc bản hướng lên trên, do đó thợ in có thể thay đổi áp lực cho các hiệu ứng khác nhau, và canh chừng khi giấy thấm mực sumi vốn có gốc nước, thấm vào một cách nhanh chóng ngay cả với những nét ngang. Nằm trong số các thủ thuật của người thợ in là kỹ thuật dập nổi trên bức tranh, đạt được bằng cách nhấn một khối gỗ không được bôi mực trên giấy để đạt được các hiệu ứng, chẳng hạn như các chất liệu của hoạ tiết trang phục hoặc lưới đánh cá. Các tác động khác bao gồm kỹ thuật đánh bóng bằng cách chà xát với đá mã não để làm sáng màu sắc; đánh véc-ni; in đè (overprinting); rắc bụi kim loại hoặc mica; và xịt nước để bắt chước cảnh tuyết rơi.
Ngành in ukiyo-e là một hình thức nghệ thuật mang tính thương mại, và các nhà xuất bản đóng một vai trò quan trọng. Việc xuất bản có tính cạnh tranh cao; hơn một ngàn nhà xuất bản được biết đến trong suốt thời kỳ này. Con số này đạt đỉnh khoảng 250 vào thập niên 1840 và 1850—con số này đã là 200 người chỉ tại Edo—và dần thu hẹp lại sau khi Nhật Bản mở cửa cho đến khi còn lại khoảng 40 người còn lại vào đầu thế kỷ XX. Các nhà xuất bản sở hữu các mộc bản và bản quyền, và từ cuối thế kỷ XVIII đã bắt đầu bắt buộc thực thi bản quyền thông qua Phường hội Các nhà xuất bản Sách tranh và Bản in. Các ấn phẩm đã trải qua nhiều lần quảng cáo đặc biệt mang lại lợi nhuận, khi nhà xuất bản có thể sử dụng lại các mộc bản mà không cần trả thêm tiền cho các nghệ sĩ hoặc thợ khắc mộc bản. Các mộc bản cũng được trao đổi hoặc bán cho các nhà xuất bản hoặc hiệu cầm đồ khác. Các nhà xuất bản thường cũng là các nhà buôn tranh, và thường buôn bán các mặt hàng của nhau trong các cửa hàng của họ. Ngoài dấu của nghệ sĩ, các nhà xuất bản đã đóng dấu các bản in với con dấu riêng của họ - một số logo đơn giản, một số khác khá phức tạp, kết hợp địa chỉ hoặc thông tin khác.

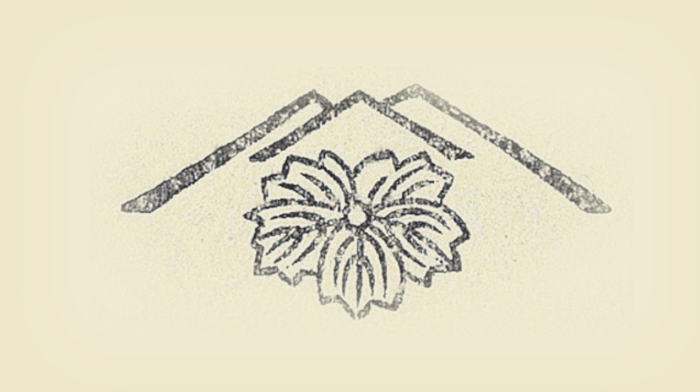
Con dấu của nhà xuất bản Tsutaya Jūzaburō, người đã xuất bản tranh của Utamaro và Sharaku trong thập niên 1790

Các nhà thiết kế in ấn đã trải qua thời gian học nghề trước khi được trao quyền sản xuất các bản in của riêng mình mà họ có thể ký tên riêng của họ vào đó. Các nhà thiết kế trẻ có thể được dự kiến sẽ phải trang trải một phần hoặc toàn bộ chi phí cắt và khắc gỗ. Khi các nghệ sĩ đạt được thành công, các nhà xuất bản nổi tiếng thường trang trải những chi phí này, và các nghệ sĩ có thể đòi hỏi mức phí cao hơn.
Ở xã hội Nhật Bản tiền hiện đại, người ta có thể có nhiều tên gọi trong suốt cuộc đời của họ, tên thuở nhỏ yōmyō cá nhân của họ khác so với tên vào thời trưởng thành zokumyō. Tên của một nghệ sĩ bao gồm một tên họ gasei của nghệ sĩ, sau đó là nghệ danh azana mang tính cá nhân. Tên gọi gasei này thường được lấy từ môn phái mà nghệ sĩ thuộc về, như Utagawa hoặc Torii, và tên gọi azana thường lấy một Hán tự từ nghệ danh của bậc thầy—ví dụ, nhiều học sinh của Toyokuni (豊国) lấy chữ "kuni" (国) từ tên của ông, bao gồm Kunisada (国貞) và Kuniyoshi (国芳). Những tên gọi mà các nghệ sĩ ký vào tác phẩm của họ có thể là một nguồn gây nhầm lẫn, vì đôi khi họ thay đổi tên gọi trong suốt sự nghiệp của họ; Hokusai là một trường hợp cực đoan, sử dụng hơn 100 tên trong suốt sự nghiệp bảy mươi năm của ông.
Các bản in được tiếp thị hàng loạt và vào giữa thế kỷ XIX, tổng số ấn phẩm in ra có thể đạt tới hàng nghìn bản. Các nhà bán lẻ và nhà buôn vãng lai đã quảng bá cho chúng với giá phải chăng cho người dân thành thị trong thời kì làm ăn thịnh vượng. Trong một số trường hợp, các bản in đã quảng cáo các thiết kế kimono của nghệ sĩ in ấn. Từ nửa sau của thế kỷ XVII, các bản in thường được bán trên thị trường như là một phần của loạt tranh, mỗi bản in được đóng dấu với tên của loạt tranh và số của ấn bản trong loạt tranh. Điều này đã chứng tỏ một kỹ thuật tiếp thị thành công, khi những nhà sưu tập đã mua mỗi bản in mới trong loạt tranh để hoàn thành bộ sưu tập của họ. Vào thế kỷ XIX, những loạt tranh như Năm mươi ba trạm nghỉ của Tōkaidō của Hiroshige đã đạt tới số lượng hàng chục bản in.

Tạo bản in ukiyo-e
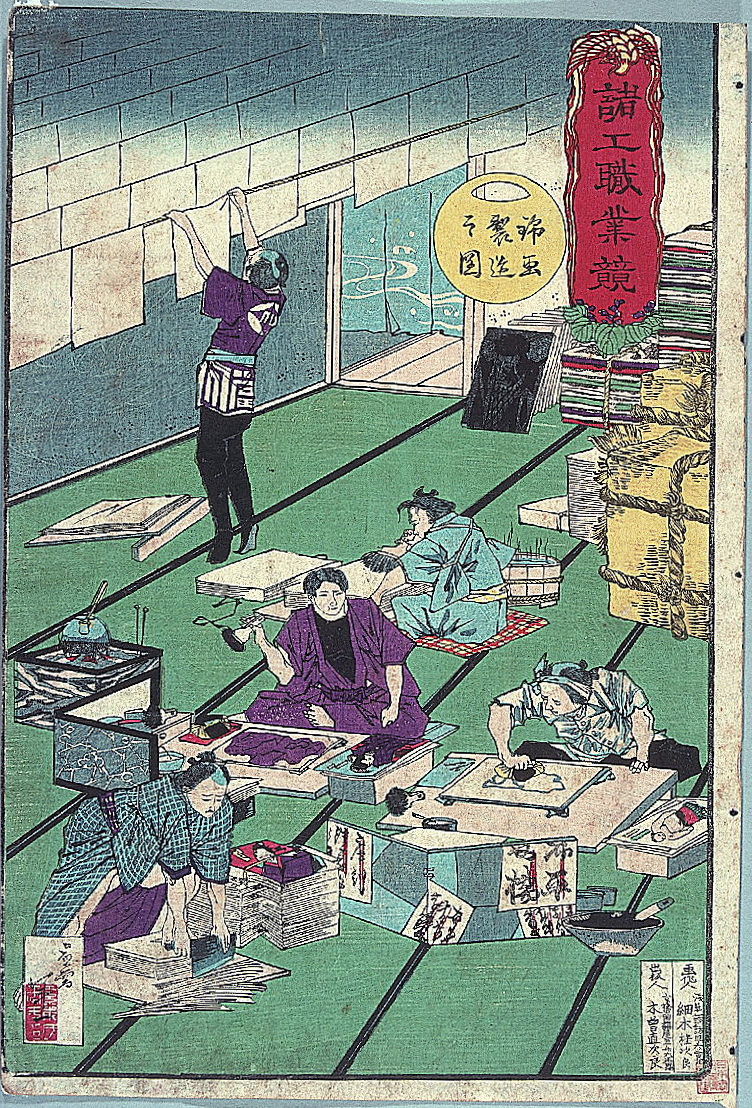
Thực hiện công việc in ấn, Hosoki Toshikazu [ja], 1879
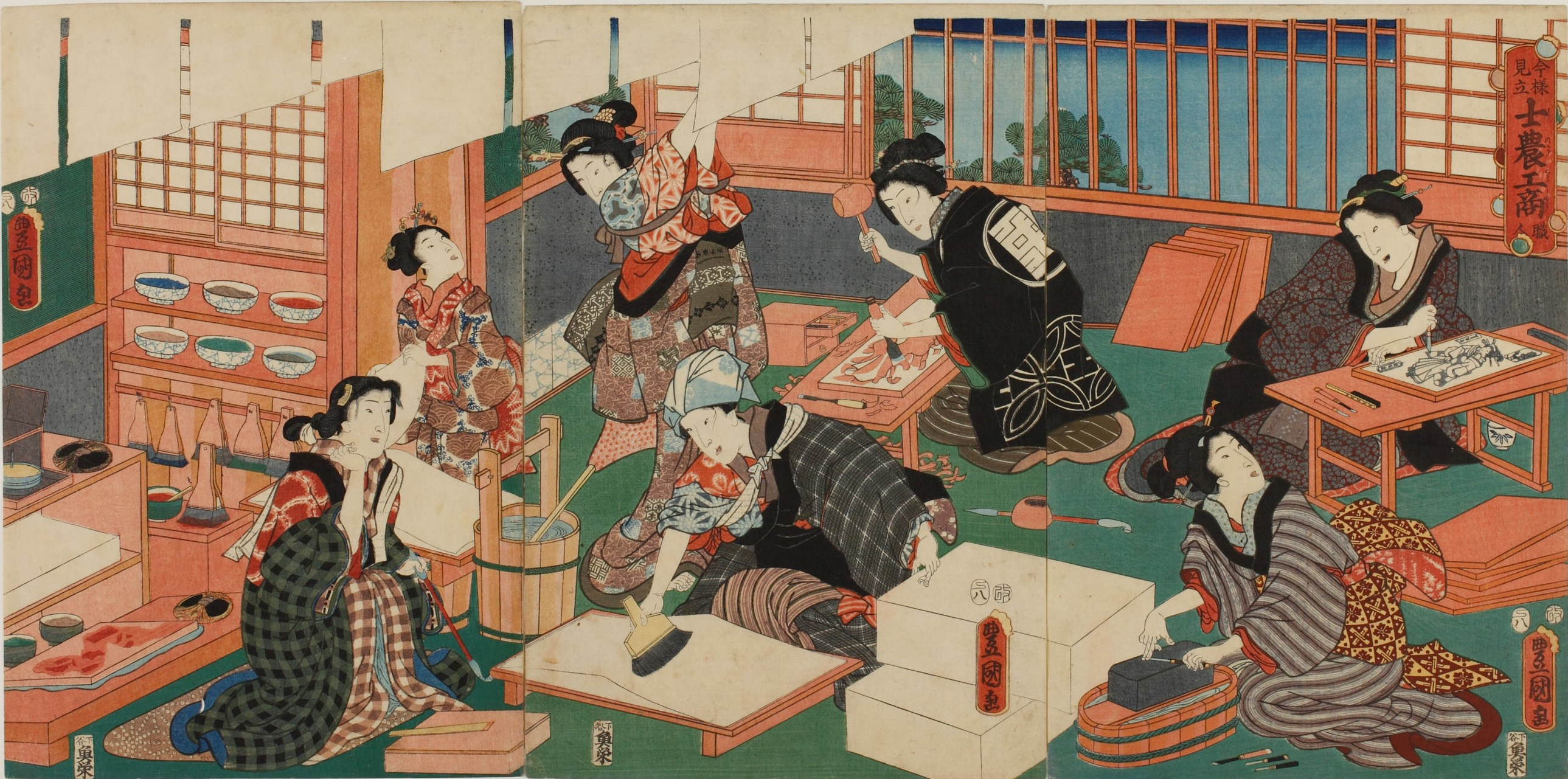
Quy trình in mộc bản trong một bản in của Kunisada, 1857. Một cửa hàng in thực tế sẽ không được bố trí những người đẹp như vậy làm nhân công.

#### Sản xuất bản in màu
Trong khi nghệ thuật in màu xuất hiện ở Nhật Bản vào những năm 1640, các bản in ukiyo-e ban đầu chỉ sử dụng mực đen. Màu đôi khi được thêm bằng tay, sử dụng một loại mực từ chì màu đỏ trong các bản in tan-e, hoặc sau đó là mực màu hồng từ hoa rum (hồng hoa) trong các bản in beni-e. Việc in màu đã xuất hiện trong các cuốn sách vào thập niên 1720 và trong các bản in đơn trong thập niên 1740, với một mộc bản và bản in khác nhau cho mỗi màu. Màu sắc ban đầu chỉ giới hạn ở màu hồng và xanh lá cây; các kỹ thuật được mở rộng trong hai thập kỷ sau để cho phép tối đa năm màu. Khoảng thời gian giữa thập niên 1760 chứng kiến sự xuất hiện các bản in đầy đủ màu sắc nishiki-e được in từ mười mộc bản hoặc hơn. Để giữ cho các mộc bản cho mỗi màu đồng đều với nhau, các dấu lồng màu được gọi là kentō được đặt ở một góc và cạnh liền nhau.

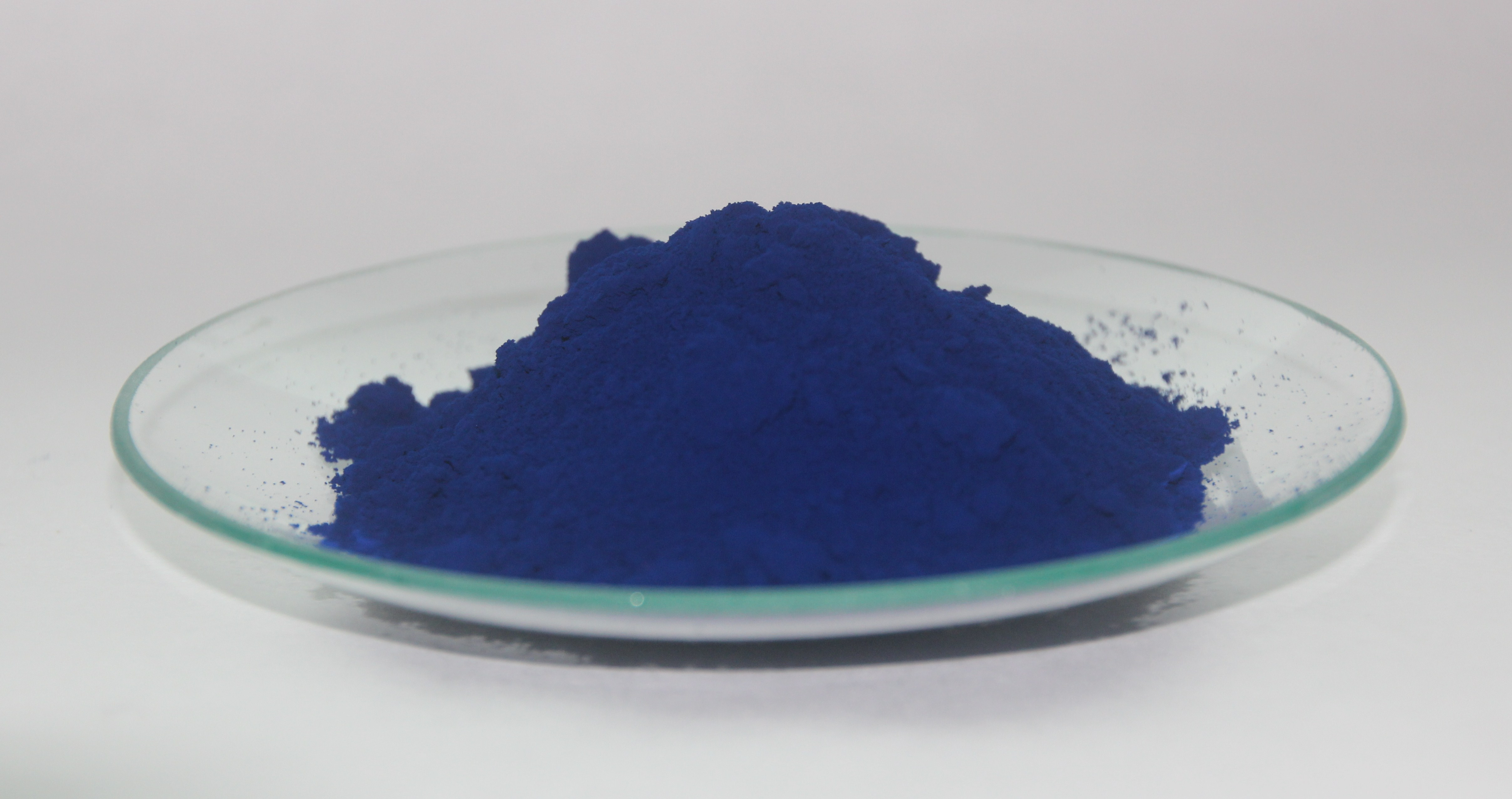
Xanh Phổ là một chất nhuộm tổng hợp nổi bật vào thế kỷ XIX.

Các thợ in ban đầu sử dụng những thuốc nhuộm có màu tự nhiên được làm từ các nguồn khoáng sản hoặc thực vật. Các thuốc nhuộm có chất lượng trong mờ cho phép nhiều màu sắc được trộn lẫn từ bột màu cơ bản màu đỏ, xanh dương và vàng. Trong thế kỷ XVIII, màu xanh Phổ trở nên phổ biến, và đặc biệt nổi bật trong các tranh phong cảnh của Hokusai và Hiroshige, cũng như bokashi, nơi mà thợ in tạo ra sự ngả màu hoặc pha trộn một màu sắc vào những màu khác. Thuốc nhuộm aniline tổng hợp rẻ tiền và đặc hơn đã du nhập từ phương Tây vào năm 1864. Các màu này thô nhám và sáng hơn các thuốc nhuộm truyền thống. Chính phủ Minh Trị đã thúc đẩy việc sử dụng chúng như một phần của các chính sách rộng lớn hơn về Tây phương hóa.

## Phê bình và ghi chép sử sách
Những ghi chép hiện tại về các nghệ sĩ ukiyo-e rất khan hiếm. Ghi chép mang tính nổi bật nhất là Ukiyo-e Ruikō ("Những suy nghĩ khác nhau về Ukiyo-e"), một bộ sưu tập các bài bình luận và tiểu sử về nghệ sĩ. Ōta Nanpo đã biên soạn phiên bản đầu tiên, nay không còn tồn tại vào khoảng năm 1790. Tác phẩm không được in trong thời kỳ Edo, nhưng được lưu hành trong các ấn bản chép tay đã được bổ sung và thay đổi nhiều; có hơn 120 biến thể của Ukiyo-e Ruikō đã được biết đến.
Trước Chiến tranh thế giới thứ hai, quan điểm chủ đạo về ukiyo-e nhấn mạnh đến vai trò trung tâm của các bản in; quan điểm này gắn vai trò sáng lập ukiyo-e cho Moronobu. Sau chiến tranh, tư duy chuyển sang tầm quan trọng của tranh ukiyo-e và kết nối trực tiếp với các bức tranh Yamato-e từ thế kỷ XVII; quan điểm này xem xét Matabei như là người khởi xướng thể loại, và đặc biệt được ưa thích ở Nhật Bản. Quan điểm này đã trở nên phổ biến rộng rãi trong các nhà nghiên cứu Nhật Bản vào những năm 1930, nhưng chính phủ quân phiệt thời đó đã đàn áp quan điểm, muốn nhấn mạnh sự phân chia giữa các bức tranh cuộn Yamato-e liên quan đến triều đình, và các bản in liên quan đến tâng lớp thương nhân đôi khi chống lại chủ nghĩa độc tài.

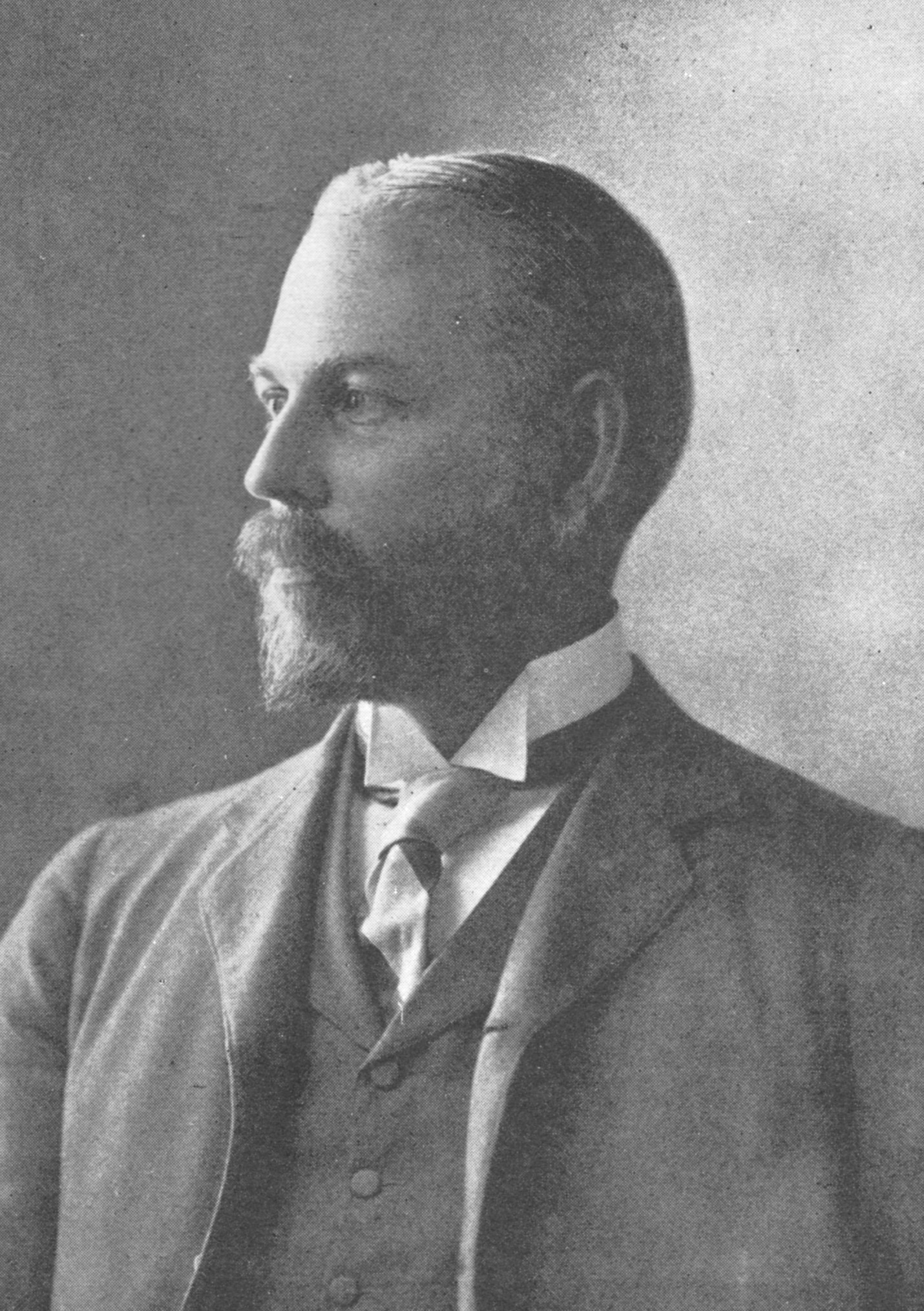
Học giả về nghệ thuật Nhật Bản người Mỹ Ernest Fenollosa là người đầu tiên hoàn thành một tài liệu lịch sử quan trọng toàn diện của ukiyo-e.

Các tác phẩm lịch sử và phê bình một cách toàn diện sớm nhất về ukiyo-e đến từ phương Tây. Ernest Fenollosa là Giáo sư Triết học tại Đại học Hoàng gia ở Tokyo từ năm 1878, và là Ủy viên Mỹ thuật cho chính phủ Nhật Bản từ năm 1886. Tác phẩm Masters of Ukioye (Các bậc thầy Ukiyo-e) năm 1896 của ông là một tác phẩm tổng quan mang tính toàn diện đầu tiên và đặt ra cơ sở cho hầu hết các tác phẩm sau này, với một cách tiếp cận đối với lịch sử theo các thuật ngữ của từng thời đại: bắt đầu từ Matabei từ thời kỳ sơ khai, nó đã phát triển tới thời kỳ vàng son vào cuối thế kỷ XVIII, bắt đầu suy yếu với sự xuất hiện của Utamaro, và đã có một sự hồi sinh ngắn ngủi với tranh phong cảnh của Hokusai và Hiroshige vào thập niên 1830. Laurence Binyon, Quản lý về Bản in và Tranh vẽ Phương Đông ở Bảo tàng Anh, đã viết một bản báo cáo trong Painting in the Far East (Tranh của vùng Viễn Đông) vào năm 1908 tương tự như bản của Fenollosa, nhưng đặt Utamaro và Sharaku ở vị trí trung tâm giữa các bậc thầy. Arthur Davison Ficke xây dựng dựa trên các tác phẩm của Fenollosa và Binyon với một tác phẩm toàn diện hơn là Chats on Japanese Prints ("Nói chuyện về Tranh in Nhật Bản") năm 1915. Tác phẩm The Floating World của James A. Michener năm 1954 tiếp nối một cách đại thể theo các niên đại của các tác phẩm trước đó, trong khi loại bỏ những sự phân loại vào các thời kỳ và nhận ra rằng các nghệ sĩ thời kỳ đầu không phải là thời kỳ sơ khai, mà là những bậc thầy vĩ đại xuất phát từ những bức tranh sơn dầu trước đó. Với Michener và người thỉnh thoảng đóng vai trò cộng tác viên là Richard Lane, ukiyo-e đã bắt đầu với Moronobu chứ không phải là Matabei. Tác phẩm Masters of the Japanese Print ("Các bậc thầy tranh in Nhật Bản") của Lane năm 1962 đã duy trì cách tiếp cận của các phân đoạn thời kỳ, trong khi đặt ukiyo-e vào một vị trí vững chắc trong phả hệ của nghệ thuật Nhật Bản. Cuốn sách này thừa nhận các nghệ sĩ như Yoshitoshi và Kiyochika là những bậc thầy cuối cùng.
Tác phẩm Traditional Woodblock Prints of Japan ("Các bản in mộc bản truyền thống Nhật Bản") của Takahashi Seiichirō năm 1964 đã đặt các nghệ sĩ ukiyo-e vào ba thời kỳ: thứ nhất là thời kỳ nguyên thủy bao gồm Harunobu, tiếp theo là thời kỳ hoàng kim của Kiyonaga, Utamaro và Sharaku, và kết thúc bằng một thời kỳ suy tàn sau tuyên ngôn bắt đầu từ những năm 1790 của những pháp lệnh tiết kiệm nghiêm ngặt đã giới hạn những gì có thể được miêu tả trong các tác phẩm nghệ thuật. Tuy nhiên, cuốn sách này đã nhận ra được một số lượng lớn hơn các bậc thầy trong suốt thời kỳ cuối cùng này so với những tác phẩm trước đó, và xem hội họa ukiyo-e như là một sự hồi sinh của hội họa Yamato-e. Kobayashi Tadashi đã làm sáng tỏ hơn về phân tích của Takahashi bằng cách xác định sự suy yếu này là trùng khớp với những nỗ lực tuyệt vọng của chính quyền Mạc phủ để nắm giữ quyền lực, thông qua việc thông qua các điều luật khắc nghiệt để giữ cho đất nước của họ tiếp tục tan rã, đạt đến đỉnh điểm là cuộc Minh Trị Duy tân năm 1868.
Giới học giả về ukiyo-e có xu hướng tập trung vào việc phân loại các nghệ sĩ vào các danh mục, một cách tiếp cận thiếu tính nghiêm ngặt và độc đáo đã được áp dụng cho ngành phân tích nghệ thuật ở các lĩnh vực khác. Những danh mục này rất nhiều, nhưng thường có xu hướng tập trung vào một nhóm các thiên tài được công nhận. Rất ít nghiên cứu ban đầu được thêm vào những đánh giá đặt nền móng ban đầu về ukiyo-e và các nghệ sĩ của nó, đặc biệt là đối với các nghệ sĩ tương đối nhỏ. Mặc dù bản chất thương mại của ukiyo-e luôn được thừa nhận, sự đánh giá về các nghệ sĩ và các tác phẩm của họ thường dựa trên sở thích thẩm mỹ của những người sành sỏi và ít chú ý đến những thành công về thương mại đương đại.
Các tiêu chuẩn cho việc thêm vào các luật lệ về ukiyo-e nhanh chóng phát triển trong các tài liệu ban đầu. Utamaro đặc biệt gây tranh cãi, được xem xét bởi Fenollosa và những người khác như là một biểu tượng thoái trào của sự suy yếu về ukiyo-e; Utamaro từ đó đã nhận được sự chấp nhận chung là một trong những bậc thầy vĩ đại nhất của thể loại này. Các nghệ sĩ của thế kỷ XIX như Yoshitoshi bị bỏ qua hoặc bị gạt ra bên lề, chỉ thu hút sự chú ý của giới học giả vào cuối thế kỷ XX. Tác phẩm của các nghệ sĩ thuộc môn phái Utagawa vào thời kỳ cuối như Kunisada và Kuniyoshi đã làm sống lại một số sự tôn kính đương thời mà các nghệ sĩ này được yêu thích. Nhiều tác phẩm gân đây xem xét các điều kiện xã hội hoặc các điều kiện khác đằng sau nghệ thuật, và không quan tâm đến những giá trị có thể khiến nó rơi vào giai đoạn suy thoái.
Tiểu thuyết gia Tanizaki Jun'ichirō thường có ý kiến chỉ trích thái độ trịnh thượng của những người Tây phương, những người tuyên bố rằng sở hữu mức độ thẩm mỹ cao hơn với ý định khám phá ra ukiyo-e. Ông cho rằng ukiyo-e chỉ đơn thuần là hình thức dễ hiểu nhất của nghệ thuật Nhật Bản từ quan điểm của các giá trị phương Tây, và rằng tất cả các tầng lớp xã hội của người Nhật Bản đã hưởng thụ ukiyo-e, nhưng đạo đức Nho giáo thời đó đã ngăn họ tự do thảo luận về nó, những tập tục xã hội bị xâm phạm bởi sự phấn khích của Tây phương với khám phá này.

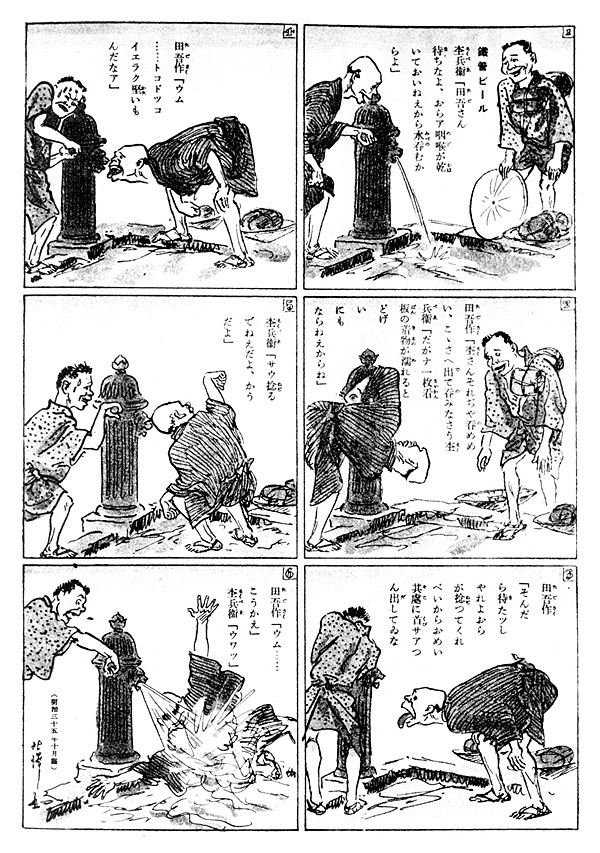
Những lịch sử của manga thường tìm thấy một trong những nguồn gốc khởi phát từ Mạn hoạ Hokusai.
Kitazawa Rakuten, Tagosaku to Mokube no Tōkyō Kenbutsu, 1902

Kể từ buổi đầu thế kỷ XX, các nhà sử học của manga—truyện tranh và hoạt hình Nhật Bản—đã phát triển những truyện tự sự kết nối hình thức nghệ thuật trước đó với nghệ thuật Nhật Bản trước thế kỷ XX. Sự nhấn mạnh đặc biệt nằm ở Bắc Trai mạn hoạ (hay Mạn hoạ Hokusai) như là một tiền đề, mặc dù cuốn sách của Hokusai không phải là truyện kể, cũng không phải là thuật ngữ manga có nguồn gốc từ Hokusai. Trong tiếng Anh và các ngôn ngữ khác, từ manga được sử dụng theo nghĩa hạn chế "truyện tranh Nhật Bản" hoặc "truyện tranh phong cách Nhật Bản", trong khi ở Nhật nó biểu thị cho tất cả các dạng truyện tranh, hoạt hình, và biếm hoạ.

## Sưu tập và bảo quản
Các tầng lớp cai trị hạn chế một cách nghiêm ngặt khoảng không cho phép trong khuôn viên nhà cửa của các tầng lớp xã hội thấp hơn; kích thước tương đối nhỏ của các tác phẩm ukiyo-e tỏ ra lý tưởng để treo trong những ngôi nhà này. Có khá ít ghi chép về những người bảo trợ hội họa ukiyo-e còn lưu trữ được. Họ đã bán với mức giá cao hơn nhiều so với các bản in—nhiều lần lên tới hàng nghìn lần, và do đó phải được mua bởi các thương gia giàu có, có khả năng và có lẽ một số từ tầng lớp samurai. Các bản in ở thời kỳ cuối là những ví dụ còn sót lại nhiều nhất, vì chúng được sản xuất với số lượng lớn nhất trong thế kỷ XIX, và bản in lớn hơn thì ít có cơ hội tồn tại hơn. Ukiyo-e phần lớn liên quan đến Edo, và khách đến Edo thường mua những thứ mà họ gọi là azuma-e ("hình ảnh về thủ đô phía Đông") làm quà lưu niệm. Các cửa hàng bán chúng có thể chuyên về các sản phẩm như quạt cầm tay, hoặc cung cấp nhiều lựa chọn đa dạng.
Thị trường tranh in ukiyo-e có sự đa dạng cao khi được cung cấp cho một tập hợp công chúng không đồng nhất, từ những người làm việc bán thời gian cho đến các thương gia giàu có. Có ít ghi chép cụ thể được biết đến về tập quán sản xuất và tiêu thụ. Các bản ghi chép chi tiết về Edo được lưu giữ ở một tập hợp rộng những kỹ nữ hạng sang, diễn viên và đô vật sumo, nhưng không còn dấu vết nào của ghi chép liên quan đến ukiyo-e—hoặc thậm chí có lẽ còn tồn tại. Việc xác định những điều cho thấy về nhân khẩu học của thói quen tiêu dùng ukiyo-e đã đòi hỏi phải sử dụng tới các phương tiện gián tiếp.
Việc xác định mức giá mà bản in được bán ra là một thách thức đối với các chuyên gia, khi mà các bản ghi số liệu thô tồn tại rất ít và có nhiều sự khác biệt về chất lượng sản xuất, quy mô, cung và cầu, và các phương pháp, sản phẩm đã trải qua những thay đổi như sự ra đời của kỹ thuật in ấn đầy đủ màu sắc. Cách mà các mức giá đắt đỏ có thể được chấp nhận cũng rất khó để xác định, khi mà điều kiện kinh tế xã hội đã bị biến đổi liên tục trong suốt thời kỳ này. Vào thế kỷ XIX, các bản ghi chép còn tồn tại cho thấy việc buôn bán tranh với mức giá từ thấp nhất vào khoảng 16 mon cho tới tận 100 mon cho các phiên bản sang trọng. Ōkubo Jun'ichi cho rằng giá cả trong khoảng tầm 20 tới dưới 40 mon thường có xu hướng phổ biến đối với các bản in chuẩn. Có một so sánh lỏng lẻo, rằng một bát mì soba vào đầu thế kỷ XIX thường có giá 16 mon.

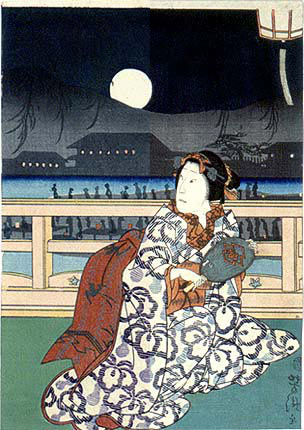
Các bản in Ukiyo-e rất nhạy cảm với ánh sáng. Phía bên trái hiển thị bản in này vào năm 1989, bên phải hiển thị cùng một bản in này sau khi được trưng bày đến năm 2001.
Utagawa Yoshitaki, thế kỷ XIX

Thuốc nhuộm trong các bản in ukiyo-e dễ bị phai mờ ngay cả khi tiếp xúc với mức ánh sáng nhẹ; điều này khiến cho việc trưng bày lâu dài trở nên khó khả thi. Loại giấy dùng để in sẽ bị hư hỏng khi tiếp xúc với các vật liệu có tính axit, do đó, các hộp lưu trữ, bao đựng, và khung viền phải có độ pH trung tính hoặc kiềm. Các bản in phải được kiểm tra thường xuyên để nhận biết được các vấn đề cần được xử lý, và phải được lưu giữ ở độ ẩm tương đối 70% hoặc ít hơn để ngăn ngừa sự đổi màu bởi tác dụng của nấm mốc.
Giấy và thuốc nhuộm trong tranh ukiyo-e rất nhạy cảm với sự thay đổi độ ẩm và thời tiết theo mùa. Khung viền cần phải có độ mềm dẻo, vì tấm in có thể bị rách dưới sự thay đổi độ ẩm. Trong thời kì Edo, tấm in được đóng khung trên loại giấy có nhiều sợi thớ và được bảo quản bằng cách cuộn vào và đặt trong các hộp gỗ hông trơn, rồi tiếp tục đặt trong một hộp gỗ sơn mài khác. Trong các thiết lập của bảo tàng, thời gian trưng bày phải được giới hạn để tránh sự xuống cấp do tiếp xúc với ánh sáng và ô nhiễm môi trường. Động tác cuộn giấy lại là nguyên nhân gây nên các độ lõm của giấy, và việc cuộn đi cuộn lại các bức tranh gây ra các nếp gấp. Độ ẩm tương đối lý tưởng cho cuộn tranh nên được giữ từ 50% tới 60%; sự giòn và nứt nẻ sẽ xảy ra khi độ ẩm xuống dưới mức độ này.
Bởi vì các bản in ukiyo-e được sản xuất hàng loạt, việc sưu tập chúng thể hiện một sự cân nhắc khác biệt so với sưu tập các loại tranh khác. Có nhiều sự khác biệt trong điều kiện, độ hiếm, chi phí và chất lượng của các bản in còn sót lại. Các bản in có thể có vết bẩn, bị ố, bị mối mọt gặm, bị rách, bị nhăn hoặc gấp mép, màu sắc có thể đã bị mờ hoặc có thể đã được chỉnh sửa lại. Thợ khắc có thể đã thay đổi màu sắc hoặc bố cục của bản in mà đã từng trải qua nhiều phiên bản. Khi cắt giấy sau khi in, giấy có thể đã được tỉa vào bên trong lề. Các giá trị của bản in phụ thuộc vào nhiều yếu tố, bao gồm danh tiếng của nghệ sĩ, điều kiện in, độ hiếm, và liệu đó có phải là bản in ban đầu—thậm chí các bản in chất lượng cao về sau cũng sẽ đạt được một phần giá trị của bản gốc. Tính tới năm 2016, mức giá kỷ lục cho một bản in ukiyo-e được bán đấu giá là €745,000 cho Fukaku Shinobu Koi (k. 1793–94) của Utamaro.
Các bản in ukiyo-e thường trải qua nhiều phiên bản chỉnh sửa, đôi khi có những thay đổi đối với các mộc bản in trong các ấn bản sau này. Các ấn bản được tạo ra từ các mộc bản gỗ khắc lại cũng được lưu hành, chẳng hạn như các bản sao chép hợp pháp sau này, cũng như các ấn bản vi phạm bản quyền và các tranh giả khác. Takamizawa Enji (1870–1927), một nhà sản xuất bản sao ukiyo-e, đã phát triển một phương pháp khắc lại các mộc bản để in lớp màu mới lên trên các bản gốc bị phai mờ, qua đó ông đã sử dụng tro thuốc lá để làm cho lớp mực mới trông có vẻ cũ hơn. Những bản in được làm mới này được ông bán lại như những tranh in gốc. Trong số những nhà sưu tập bị lừa đảo phải kể đến kiến trúc sư người Mỹ Frank Lloyd Wright, người đã mang 1.500 bản in của Takamizawa từ Nhật Bản về Mỹ, một số tranh trong số đó đã được ông bán đi trước khi sự thật bị phát hiện.
Các nghệ sĩ ukiyo-e được nhắc tới theo kiểu Nhật Bản, họ trước tên cá nhân, và các nghệ sĩ nổi tiếng như Utamaro và Hokusai được nhắc tới chỉ bằng tên riêng. Các đại lý thường nhắc tới các bản in ukiyo-e bằng tên kích thước tiêu chuẩn, thường là khổ aiban (34,5 nhân 22,5 xentimét (13,6 in × 8,9 in)), khổ chūban (22,5 nhân 19 xentimét (8,9 in × 7,5 in)), và khổ ōban (38 nhân 23 xentimét (15,0 in × 9,1 in))—các kích thước có độ chính xác khác nhau, và giấy thường được tỉa sau khi.

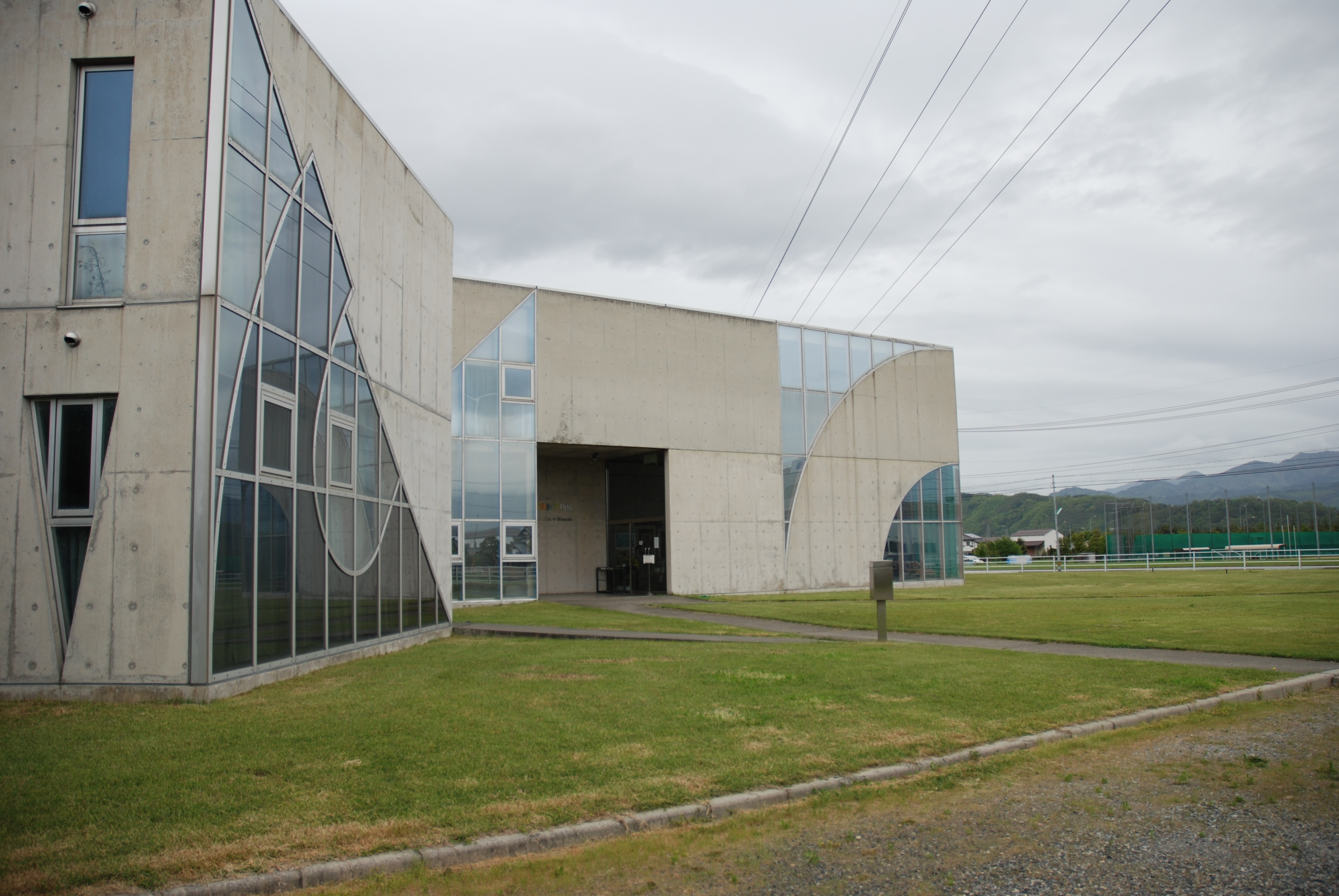
Bảo tàng Ukiyo-e Nhật Bản

Nhiều trong số những bộ sưu tập ukiyo-e chất lượng cao nhất nằm bên ngoài Nhật Bản. Các ví dụ có thể nhắc tới bộ sưu tập của Thư viện Quốc gia Pháp vào nửa đầu thế kỷ XIX. Bảo tàng Anh bắt đầu một bộ sưu tập vào năm 1860 vào cuối thế kỷ XX đã đạt tới con số 70.000 bản tranh. Bộ sưu tập lớn nhất, vượt trội với 100.000 bản tranh, nằm trong Bảo tàng Mỹ thuật Boston, bắt nguồn khi Ernest Fenollosa quyên tặng bộ sưu tập của ông vào năm 1912. Triển lãm đầu tiên ở Nhật Bản về các bản in ukiyo-e có lẽ là do Matsukata Kōjirō tổ chức vào năm 1925, người đã thu thập bộ sưu tập của ông ở Paris trong suốt Chiến tranh thế giới thứ nhất và sau đó đã tặng nó cho Bảo tàng Nghệ thuật Hiện đại Quốc gia Tokyo. Bộ sưu tập ukiyo-e lớn nhất Nhật Bản là 100.000 bản tranh nằm trong Bảo tàng Ukiyo-e Nhật Bản ở thành phố Nagano.

### Trích dẫn tác phẩm

#### Tạp chí học thuật
- Fitzhugh, Elisabeth West (1979). "A Pigment Census of Ukiyo-E Paintings in the Freer Gallery of Art". Ars Orientalis. Quyển 11. Freer Gallery of Art, The Smithsonian Institution and Department of the History of Art, University of Michigan. tr. 27–38. JSTOR 4629295.
- Fleming, Stuart (November–December 1985). "Ukiyo-e Painting: An Art Tradition under Stress". Archaeology. Quyển 38 số 6. Viện Khảo cổ học Hoa Kỳ. tr. 60–61, 75. JSTOR 41730275.
- Hickman, Money L. (1978). "Views of the Floating World". MFA Bulletin. Quyển 76. Bảo tàng Mỹ thuật Boston. tr. 4–33. JSTOR 4171617.
- Meech-Pekarik, Julia (1982). "Early Collectors of Japanese Prints and the Metropolitan Museum of Art". Metropolitan Museum Journal. Quyển 17. Nhà xuất bản Đại học Chicago. tr. 93–118. JSTOR 1512790.
- Kita, Sandy (tháng 9 năm 1984). "An Illustration of the Ise Monogatari: Matabei and the Two Worlds of Ukiyo". The Bulletin of the Cleveland Museum of Art. Quyển 71 số 7. Bảo tàng nghệ thuật Cleveland. tr. 252–267. JSTOR 25159874.
- Singer, Robert T. (March–April 1986). "Japanese Painting of the Edo Period". Archaeology. Quyển 39 số 2. Viện Khảo cổ học Hoa Kỳ. tr. 64–67. JSTOR 41731745.
- Tanaka, Hidemichi (1999). "Sharaku Is Hokusai: On Warrior Prints and Shunrô's (Hokusai's) Actor Prints". Artibus et Historiae. Quyển 20 số 39. IRSA s.c. tr. 157–190. JSTOR 1483579.
- Thompson, Sarah (Winter–Spring 1986). "The World of Japanese Prints". Philadelphia Museum of Art Bulletin. Quyển 82 số 349/350, The World of Japanese Prints. Philadelphia Museum of Art. tr. 1, 3–47. JSTOR 3795440.
- Toishi, Kenzō (1979). "The Scroll Painting". Ars Orientalis. Quyển 11. Freer Gallery of Art, The Smithsonian Institution and Department of the History of Art, University of Michigan. tr. 15–25. JSTOR 4629294.
- Watanabe, Toshio (1984). "The Western Image of Japanese Art in the Late Edo Period". Modern Asian Studies. Quyển 18 số 4. Nhà xuất bản Đại học Cambridge. tr. 667–684. doi:10.1017/s0026749x00016371. JSTOR 312343.
- Weisberg, Gabriel P. (tháng 4 năm 1975). "Aspects of Japonisme". The Bulletin of the Cleveland Museum of Art. Quyển 62 số 4. Bảo tàng nghệ thuật Cleveland. tr. 120–130. JSTOR 25152585.
- Weisberg, Gabriel P.; Rakusin, Muriel; Rakusin, Stanley (Spring 1986). "On Understanding Artistic Japan". The Journal of Decorative and Propaganda Arts. Quyển 1. Florida International University Board of Trustees on behalf of The Wolfsonian-FIU. tr. 6–19. JSTOR 1503900.

#### Sách
- Addiss, Stephen; Groemer, Gerald; Rimer, J. Thomas (2006). Traditional Japanese Arts And Culture: An Illustrated Sourcebook. Nhà xuất bản Đại học Hawaii. ISBN 978-0-8248-2018-3.
- Bell, David (2004). Ukiyo-e Explained. Global Oriental. ISBN 978-1-901903-41-6.
- Belloli, Andrea P. A. (1999). Exploring World Art. Getty Publications. ISBN 978-0-89236-510-4.
- Benfey, Christopher (2007). The Great Wave: Gilded Age Misfits, Japanese Eccentrics, and the Opening of Old Japan. Random House. ISBN 978-0-307-43227-8.
- Brown, Kendall H. (2006). "Impressions of Japan: Print Interactions East and West". Trong Javid, Christine (biên tập). Color Woodcut International: Japan, Britain, and America in the Early Twentieth Century. Bảo tàng Nghệ thuật Chazen. tr. 13–29. ISBN 978-0-932900-64-7.
- Buser, Thomas (2006). Experiencing Art Around Us. Cengage Learning. ISBN 978-0-534-64114-6.
- Checkland, Olive (2004). Japan and Britain After 1859: Creating Cultural Bridges. Routledge. ISBN 978-0-203-22183-9.
- Faulkner, Rupert; Robinson, Basil William (1999). Masterpieces of Japanese Prints: Ukiyo-e from the Victoria and Albert Museum. Kodansha International. ISBN 978-4-7700-2387-2.
- Frédéric, Louis (2002). Japan Encyclopedia. Nhà xuất bản Đại học Harvard. ISBN 978-0-674-01753-5.
- Garson, Alfred (2001). Suzuki Twinkles: An Intimate Portrait. Alfred Music. ISBN 978-1-4574-0504-4.
- Gerstle, C. Andrew; Milner, Anthony Crothers (1995). Recovering the Orient: Artists, Scholars, Appropriations. Psychology Press. ISBN 978-3-7186-5687-5.
- Harris, Frederick (2011). Ukiyo-e: The Art of the Japanese Print. Tuttle Publishing. ISBN 978-4-8053-1098-4.
- Hibbett, Howard (2001). The Floating World in Japanese Fiction. Tuttle Publishing. ISBN 978-0-8048-3464-3.
- Hillier, Jack Ronald (1954). Japanese Masters of the Colour Print: A Great Heritage of Oriental Art. Phaidon Press. OCLC 1439680. Bản gốc lưu trữ ngày 20 tháng 9 năm 2020. Truy cập ngày 23 tháng 3 năm 2017. – via Questia (cần đăng ký mua)
- Hockley, Allen (2003). The Prints of Isoda Koryūsai: Floating World Culture and Its Consumers in Eighteenth-century Japan. Nhà xuất bản Đại học Washington. ISBN 978-0-295-98301-1.
- Honour, Hugh; Fleming, John (2005). A World History of Art. Laurence King Publishing. ISBN 978-1-85669-451-3.
- Hughes, Glenn (1960). Imagism & the Imagists: A Study in Modern Poetry. Biblo & Tannen Publishers. ISBN 978-0-8196-0282-4.
- Ishizawa, Masao; Tanaka, Ichimatsu (1986). The Heritage of Japanese art. Kodansha International. ISBN 978-0-87011-787-9.
- Ives, Colta Feller (1974). The Great Wave: The Influence of Japanese Woodcuts on French Prints (PDF). Metropolitan Museum of Art. OCLC 1009573.
- Johnson-Woods, Toni (2010). Manga: An Anthology of Global and Cultural Perspectives. Continuum International Publishing Group. ISBN 978-0-8264-2938-4.
- Jobling, Paul; Crowley, David (1996). Graphic Design: Reproduction and Representation Since 1800. Nhà xuất bản Đại học Manchester. ISBN 978-0-7190-4467-0.
- Kikuchi, Sadao; Kenny, Don (1969). A Treasury of Japanese Wood Block Prints (Ukiyo-e). Crown Publishers. OCLC 21250.
- King, James (2010). Beyond the Great Wave: The Japanese Landscape Print, 1727–1960. Peter Lang. ISBN 978-3-0343-0317-0.
- Kita, Sandy (1999). The Last Tosa: Iwasa Katsumochi Matabei, Bridge to Ukiyo-e. Nhà xuất bản Đại học Hawaii. ISBN 978-0-8248-1826-5.
- Kita, Sandy (2011). "Japanese Prints". Trong Nietupski, Paul Kocot; O'Mara, Joan (biên tập). Reading Asian Art and Artifacts: Windows to Asia on American College Campuses. Rowman & Littlefield. tr. 149–162. ISBN 978-1-61146-070-4.
- Kobayashi, Tadashi; Ōkubo, Jun'ichi (1994).  浮世絵の鑑賞基礎知識 [Fundamentals of Ukiyo-e Appreciation] (bằng tiếng Nhật). Shibundō. ISBN 978-4-7843-0150-8.
- Kobayashi, Tadashi (1997). Ukiyo-e: An Introduction to Japanese Woodblock Prints. Kodansha International. ISBN 978-4-7700-2182-3.
- Lane, Richard (1962). Masters of the Japanese Print: Their World and Their Work. Doubleday. OCLC 185540172. Bản gốc lưu trữ ngày 10 tháng 12 năm 2020. Truy cập ngày 23 tháng 3 năm 2017. – via Questia (cần đăng ký mua)
- Lewis, Richard; Lewis, Susan I. (2008). The Power of Art. Cengage Learning. ISBN 978-0-534-64103-0.
- Link, Howard A.; Takahashi, Seiichirō (1977). Utamaro and Hiroshige: In a Survey of Japanese Prints from the James A. Michener Collection of the Honolulu Academy of Arts. Ōtsuka Kōgeisha. OCLC 423972712.
- Mansfield, Stephen (2009). Tokyo A Cultural History. Oxford University Press. ISBN 978-0-19-972965-4.
- Marks, Andreas (2012). Japanese Woodblock Prints: Artists, Publishers and Masterworks: 1680–1900. Tuttle Publishing. ISBN 978-1-4629-0599-7.
- Meech-Pekarik, Julia (1986). The World of the Meiji Print: Impressions of a New Civilization. Weatherhill. ISBN 978-0-8348-0209-4.
- Merritt, Helen (1990). Modern Japanese Woodblock Prints: The Early Years. Nhà xuất bản Đại học Hawaii. ISBN 978-0-8248-1200-3.
- Michener, James Albert (1954). The Floating World. Nhà xuất bản Đại học Hawaii. ISBN 978-0-8248-0873-0.
- Michener, James A. (1959). Japanese Print: From the Early Masters to the Modern. Charles E. Tuttle Company. OCLC 187406340.
- Morita, Naoko (2010). "Cultural Recognition of Comics and Comics Studies: Comments on Thierry Groensteen's Keynote Lecture". Trong Berndt, Jaqueline (biên tập). Comics worlds & the world of comics: towards scholarship on a global scale. Global Manga Studies. Quyển 1. International Manga Research Center, Đại học Kyoto Seika. tr. 31–39. ISBN 978-4-905187-03-5.
- Munsterberg, Hugo (1957). The Arts of Japan: An Illustrated History. Charles E. Tuttle Company.
- Neuer, Roni; Libertson, Herbert; Yoshida, Susugu (1990). Ukiyo-e: 250 Years of Japanese Art. Studio Editions. ISBN 978-1-85170-620-4.
- Noma, Seiroku (1966). The Arts of Japan: Late Medieval to Modern. Kodansha International. ISBN 978-4-7700-2978-2.
- Ōkubo, Jun'ichi (2008).  カラー版 浮世絵 [Ukiyo-e: Colour Edition] (bằng tiếng Nhật). Iwanami Shoten. ISBN 978-4-00-431163-8.
- Ōkubo, Jun'ichi (2013).  浮世絵出版論 [On Ukiyo-e Publishing] (bằng tiếng Nhật). Fujiwara Printing. ISBN 978-4-642-07915-0.
- Penkoff, Ronald (1964). Roots of the Ukiyo-e; Early Woodcuts of the Floating World (PDF). Đại học Ball State. OCLC 681751700. Bản gốc (PDF) lưu trữ ngày 2 tháng 9 năm 2017. Truy cập ngày 23 tháng 3 năm 2017.
- Salter, Rebecca (2001). Japanese Woodblock Printing. Nhà xuất bản Đại học Hawaii. ISBN 978-0-8248-2553-9.
- Salter, Rebecca (2006). Japanese Popular Prints: From Votive Slips to Playing Cards. Nhà xuất bản Đại học Hawaii. ISBN 978-0-8248-3083-0.
- Screech, Timon (1999). Sex and the Floating World: Erotic Images in Japan, 1700–1820. Reaktion Books. ISBN 978-1-86189-030-6.
- Seton, Alistair (2010). Collecting Japanese Antiques. Tuttle Publishing. ISBN 978-4-8053-1122-6.
- Sims, Richard (1998). French Policy Towards the Bakufu and Meiji Japan 1854–95. Psychology Press. ISBN 978-1-873410-61-5.
- Statler, Oliver (1959). Modern Japanese Prints: An Art Reborn. Charles E. Tuttle Company.
- Stewart, Basil (1922). A Guide to Japanese Prints and Their Subject Matter. Courier Corporation. ISBN 978-0-486-23809-8.
- Stewart, Ronald (2014). "Manga as Schism: Kitazawa Rakuten's Resistance to "Old-Fashioned" Japan". Trong Berndt, Jaqueline; Kümmerling-Meibauer, Bettina (biên tập). Manga's Cultural Crossroads. Routledge. tr. 27–49. ISBN 978-1-134-10283-9.
- Sullivan, Michael (1989). The Meeting of Eastern and Western Art. Nhà xuất bản Đại học California. ISBN 978-0-520-05902-3.
- Suwa, Haruo (1998).  日本人と遠近法 [The Japanese and Graphical Perspective] (bằng tiếng Nhật). Chikuma Shobō. ISBN 978-4-480-05768-6.
- Takeuchi, Melinda (2004). The Artist as Professional in Japan. Nhà xuất bản Đại học Stanford. ISBN 978-0-8047-4355-6.
- Winegrad, Dilys Pegler (2007). Dramatic Impressions: Japanese Theatre Prints from the Gilbert Luber Collection. Nhà xuất bản Đại học Pennsylvania. ISBN 978-0-8122-1985-2.
- Yashiro, Yukio (1958). 2000 Years of Japanese Art. H. N. Abrams. OCLC 1303930.
- Yoshimoto, Mitsuhiro (2003). "Reexamining the East and the West: Tanizaki Jun'ichiro, 'Orientalism', and Popular Culture". Trong Lau, Jenny Kwok Wah (biên tập). Multiple Modernities: Cinemas and Popular Media in Transcultural East Asia. Nhà xuất bản Đại học Temple. tr. 53–75. ISBN 978-1-56639-986-9.

#### Trang web
- AFP–Jiji staff (ngày 23 tháng 6 năm 2016). "Utamaro woodblock print fetches world-record €745,000 in Paris". AFP–Jiji Press. Lưu trữ bản gốc ngày 24 tháng 6 năm 2016. Truy cập ngày 6 tháng 12 năm 2016.
- Fiorillo, John. "Kindai Hanga". Viewing Japanese Prints. Bản gốc lưu trữ ngày 8 tháng 12 năm 2013. Truy cập ngày 7 tháng 12 năm 2013.
- Fiorillo, John. "FAQ: Care and Repair of Japanese Prints". Viewing Japanese Prints. Bản gốc lưu trữ ngày 4 tháng 11 năm 2014. Truy cập ngày 17 tháng 12 năm 2013.
- Fiorillo, John. "FAQ: "Original" Prints". Viewing Japanese Prints. Bản gốc lưu trữ ngày 24 tháng 6 năm 2013. Truy cập ngày 17 tháng 12 năm 2013.
- Fiorillo, John. "FAQ: How do you grade quality and condition?". Viewing Japanese Prints. Bản gốc lưu trữ ngày 3 tháng 11 năm 2012. Truy cập ngày 17 tháng 12 năm 2013.
- Fiorillo, John. "Deceptive Copies (Takamizawa Enji)". Viewing Japanese Prints. Bản gốc lưu trữ ngày 7 tháng 12 năm 2013. Truy cập ngày 17 tháng 12 năm 2013.